# 옛 깃발 목록
옛 깃발 목록에서는 과거에 존재했던 깃발들을 기술한다. 현재 존재하는 깃발들은 깃발 목록을 참고할 것.

## 아시아

류큐국의 국기, 추잔의 국기
류큐국의 국기
라오스 왕국의 국기
베트남 공화국의 국기
만주국의 국기
북예멘의 국기
남예멘의 국기
청나라의 국기
크메르 공화국의 국기
민주 캄푸치아의 국기
캄푸치아 인민공화국의 국기
프랑스령 베트남 국기
에도 막부의 국기
팔라비 왕조의 국기
투바 인민 공화국의 국기
몽강연합자치정부의 국기
복드 칸국의 국기
몽골 인민공화국의 국기
버마의 국기
버마의 국기
꼰바웅 왕조의 국기
네팔 왕국의 국기
돌궐의 국기
위구르 카간국의 국기
차가타이 칸국의 국기
일 칸국의 국기
킵차크 칸국의 국기
동남아시아 조약 기구의 기
중앙 조약 기구의 기
무굴 제국의 국기
판디아 왕국의 국기
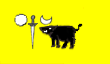
비자야나가르 제국의 국기
델리 술탄국의 국기
부탄의 국기
부탄의 국기
말라야 연방의 국기
이라크의 국기
이라크의 국기
이라크의 국기
아프가니스탄 민주공화국의 국기
아프가니스탄 민주공화국의 국기
아프가니스탄 민주공화국의 국기
아프가니스탄 이슬람 공화국의 국기
예멘 왕국의 국기
그루지야의 국기
키프로스의 국기
키프로스의 국기
동튀르키스탄 제2공화국의 국기
동튀르키스탄 제1공화국의 국기
시킴 왕국의 국기
잠무 카슈미르 번왕국의 국기
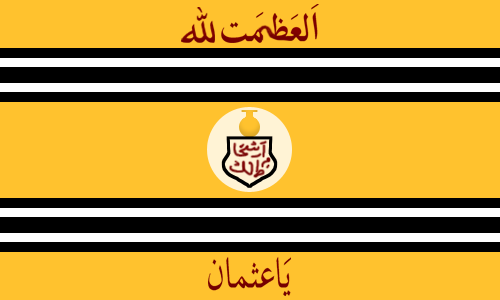
하이데라바드국의 국기
트라방코르 왕국의 국기
마이소르 왕국의 국기
마라타 왕국의 국기
티무르 제국의 국기
카자르 왕조의 국기
조지아 왕국의 국기
대한제국의 국기
대한제국의 국기
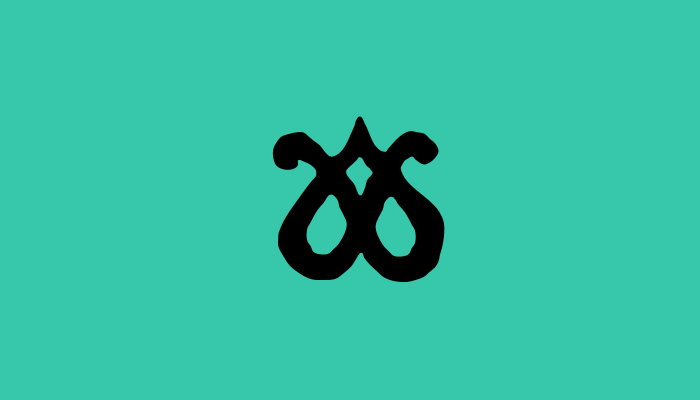
카라 코윤루의 국기
아크 코윤루의 국기
히바 칸국의 국기
히바 칸국의 국기
부하라 칸국, 부하라 토후국의 국기
코칸트 칸국의 국기
카자흐 칸국의 국기
휴전 오만의 국기
연합 수바디베 공화국의 국기
사라왁 왕국의 국기
사라왁 왕국의 국기
가즈나 제국의 국기
고구려의 군기 (왼쪽: 5세기 중엽)
고구려의 군기 (오른쪽: 5세기 말)
정씨왕국의 국기
라타나코신 왕국의 국기
라타나코신 왕국의 국기
노가이 칸국의 국기
고려의 어장기 "봉기"
조선의 어기
조선의 국기
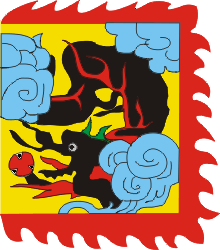
조선의 국기
쿠르디스탄 왕국의 국기
아라라트 공화국의 국기
캄부자데샤의 국기
참빠삭 왕국의 국기
루앙프라방 왕국의 국기
버마국의 국기
페구 왕조의 국기
북캅카스 산악공화국의 국기
투르키스탄의 국기
청나라의 해군기
무스탕 왕국의 국기
룸 술탄국의 국기
네지드-헤자즈 왕국(네지드)의 국기
네지드-헤자즈 왕국(헤자즈)의 국기
네지드 술탄국의 국기
헤자즈 왕국의 국기
헤자즈 왕국의 국기
네지드-하사 토후국의 국기
자발 샴마르 토후국의 국기
디리야 토후국의 국기
남아라비아 연방의 국기
로리 왕국의 국기
참파의 국기
태평천국의 국기
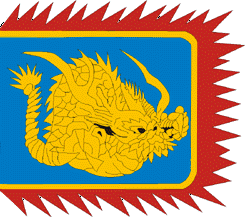
조선의 국기
몰디브의 국기
몰디브의 국기
아와드 태수령의 국기
바라트푸르국의 국기
카르나틱 태수령의 국기
이라크의 국기
오스만 제국의 국기
오스만 제국의 국기
고려국왕의 마기
고려국왕의 상기
대한민국의 국기
대한민국의 국기
베트남 민주 공화국의 국기
우즈베크 소비에트 사회주의 공화국의 국기
우즈베크 소비에트 사회주의 공화국의 국기(뒷면)
카자흐 소비에트 사회주의 공화국의 국기
카자흐 소비에트 사회주의 공화국의 국기(뒷면)
키르기스 소비에트 사회주의 공화국의 국기
키르기스 소비에트 사회주의 공화국의 국기(뒷면)
타지크 소비에트 사회주의 공화국의 국기
타지크 소비에트 사회주의 공화국의 국기(뒷면)
투르크멘 소비에트 사회주의 공화국의 국기
투르크멘 소비에트 사회주의 공화국의 국기
투르크멘 소비에트 사회주의 공화국의 국기(뒷면)
자캅카스 사회주의 연방 소비에트 공화국의 국기
부하라 소비에트 사회주의 공화국의 국기
화레즘 소비에트 사회주의 공화국의 국기
압하지아 소비에트 사회주의 공화국의 국기
상하이 공공 조계의 국기
시킴 왕국의 국기
비자야나가르 제국의 국기
무굴 제국의 국기
무굴 제국의 국기
몰디브의 국기
북캅카스 토후국의 국기
대만민주국의 국기
브루나이의 국기
술루 술탄국의 국기
카티푸난, 필리핀의 국기
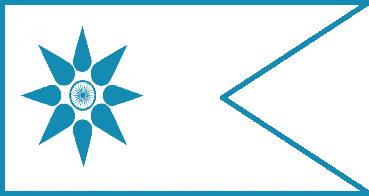
마우리아 제국의 국기
칼미크 칸국의 국기
페르시아 사회주의 소비에트 공화국의 국기
아자디스탄 왕국 (아자디스탄 왕국)의 국기
라타나코신 왕국의 국기
마긴다나오 왕국의 국기
필리핀 제1공화국의 국기
필리핀 제1공화국의 국기 (뒷면)
필리핀 제2공화국의 국기
필리핀 제3공화국, 필리핀 제4공화국의 국기
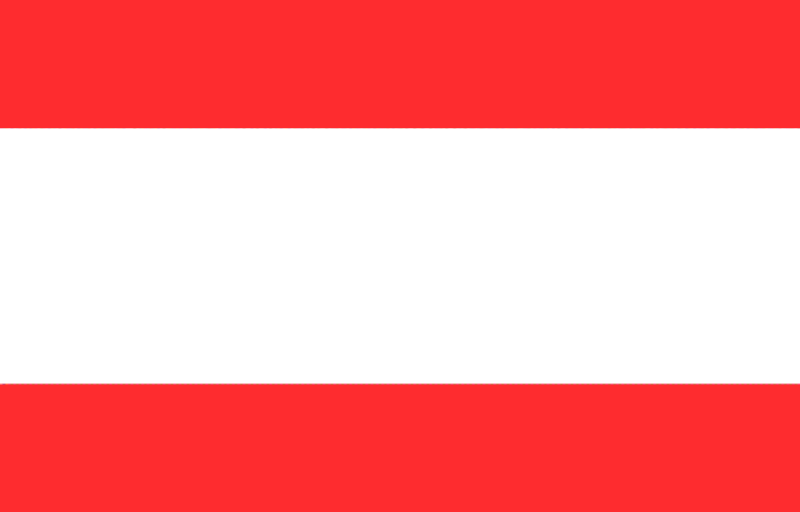
벵골 술탄국의 국기
코테 왕국의 국기
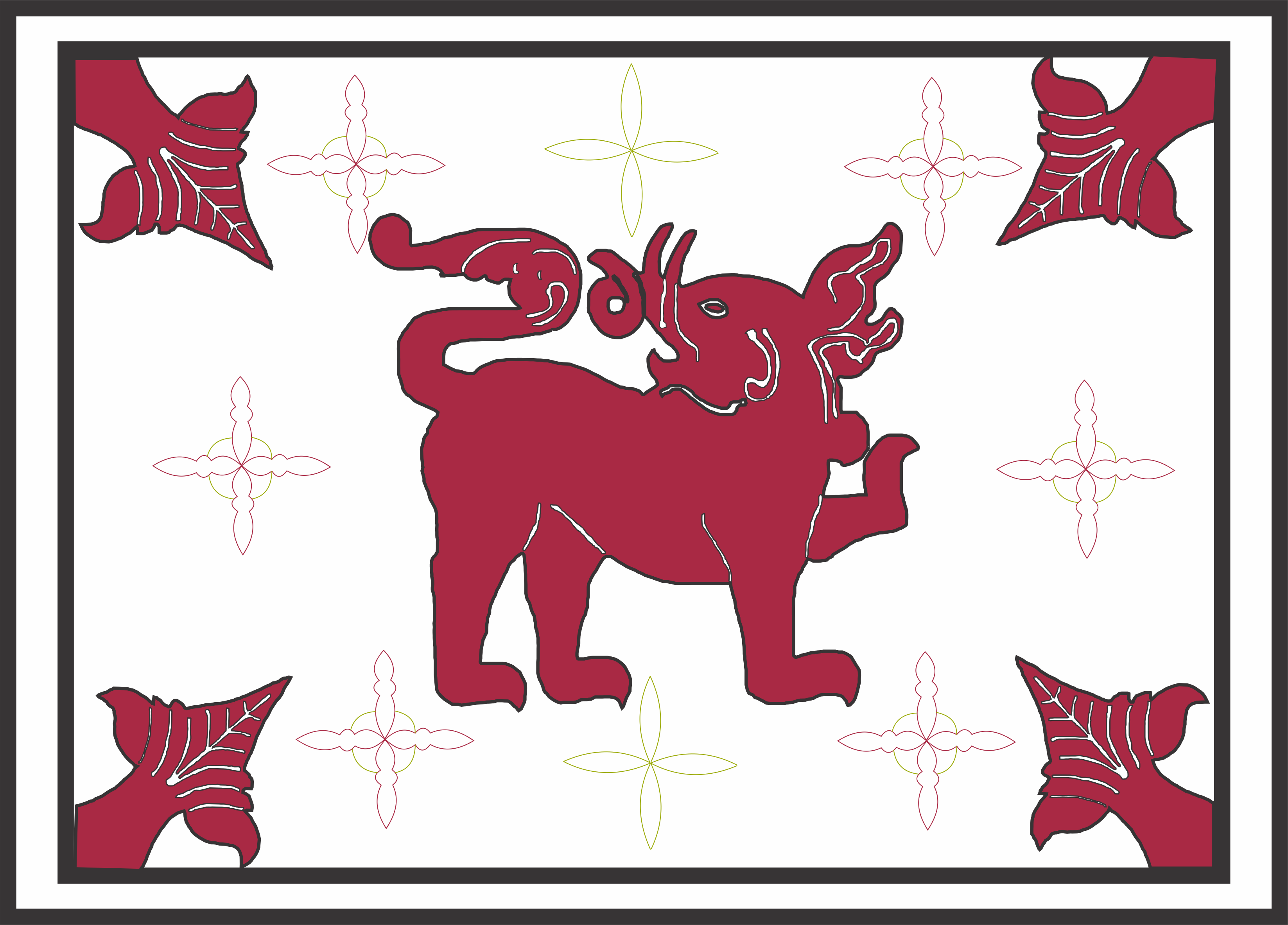
시타와카 왕국의 국기
칸디 왕국의 국기
복드 칸국의 국기
아제르바이잔 민주공화국의 국기
아제르바이잔 민주공화국의 국기
아르메니아 제1공화국의 국기
조지아 민주공화국의 국기
신선조의 기
동티모르주의 기
중화공화국의 국기
알라시 자치국의 국기
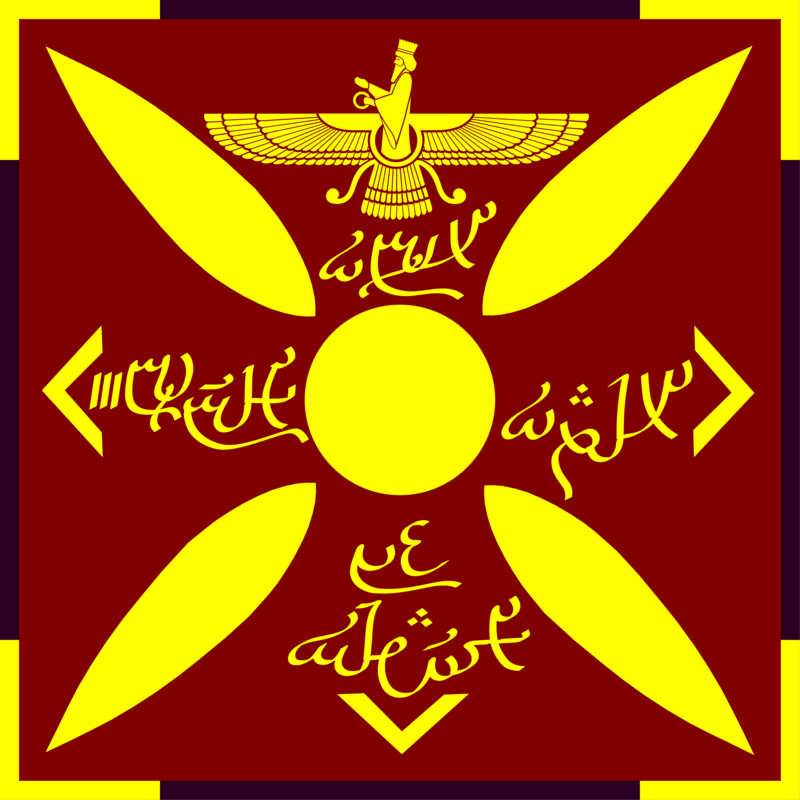
사산 제국의 국기
두라니 제국의 국기
아프샤르 왕조의 국기
아프샤르 왕조의 국기
잔드 왕조의 국기
사파비 왕조의 국기
사파비 왕조의 국기
사파비 왕조의 국기
카자르 왕조의 국기
카자르 왕조의 국기
카자르 왕조의 국기
예루살렘 왕국의 국기
시리아 아랍왕국의 국기
시리아 공화국의 국기
부하라 칸국의 군기
아시르 이드리드 아미르국의 국기
아체 술탄국의 국기
시비르 칸국의 국기
[구] 제주도의 기
아케메네스 제국의 국기
아케메네스 제국의 국기
아프샤르 왕조의 국기
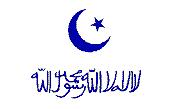
동튀르키스탄 제1공화국의 국기
동튀르키스탄 제1공화국의 국기
동튀르키스탄 제2공화국의 국기
카타르의 국기
카타르의 국기
바레인의 국기
바레인의 국기
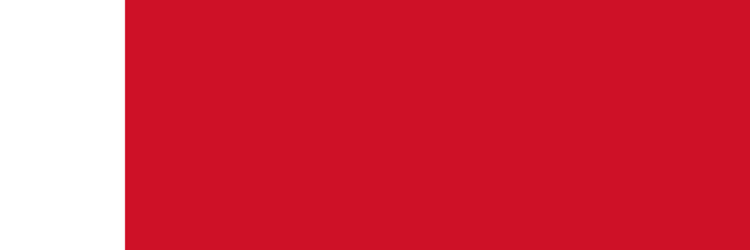
바레인의 국기
오만의 국기
오만 이맘령의 국기
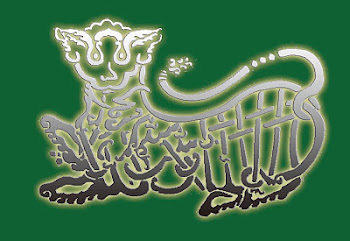
시레본 술탄국의 국기
반튼 술탄국의 국기
마타람 술탄국의 국기
난방대총제의 국기
마자파힛 제국의 국기
아바스 왕조의 국기
파티마 왕조, 시칠리아 토후국의 국기
우마이야 왕조의 국기
카타르의 국기
라헤지 술탄국의 국기
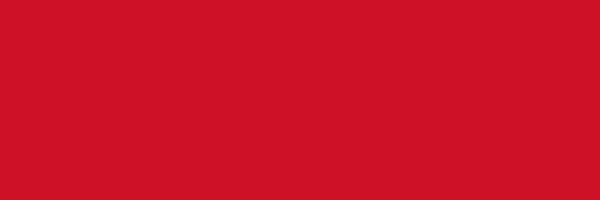
바레인의 국기
세당 왕국의 국기
몽골 인민공화국의 국기
몽골 인민공화국의 국기
브루나이의 국기
태국의 국기
탕누 우량하이의 국기
왕징웨이 정권의 국기
고구려의 깃발 (4세기경)
캄보디아국의 국기
실론 자치령의 국기
실론 자치령의 국기
쿠웨이트의 국기
쿠웨이트의 국기
쿠웨이트의 국기
쿠웨이트의 국기
모라크 송기라티 메아드스의 국기
휴머니티 왕국의 국기
로자바의 국기
나히체반 자치 공화국의 국기
아제르바이잔 소비에트 사회주의 공화국의 국기
아제르바이잔 소비에트 사회주의 공화국의 국기
아제르바이잔 소비에트 사회주의 공화국의 국기
아르메니아 소비에트 사회주의 공화국의 국기
아르메니아 소비에트 사회주의 공화국의 국기
아르메니아 소비에트 사회주의 공화국의 국기
우즈베크 소비에트 사회주의 공화국의 국기
우즈베크 소비에트 사회주의 공화국의 국기
카자흐 소비에트 사회주의 공화국의 국기
카자흐 소비에트 사회주의 공화국의 국기
키르기스 소비에트 사회주의 공화국의 국기
키르기스 소비에트 사회주의 공화국의 국기
타지크 소비에트 사회주의 공화국의 국기
타지크 소비에트 사회주의 공화국의 국기
타지크 소비에트 사회주의 공화국의 국기
타지크 소비에트 사회주의 공화국의 국기
타지크 소비에트 사회주의 공화국의 국기
타지크 소비에트 사회주의 공화국의 국기
투르크멘 소비에트 사회주의 공화국의 국기
투르크멘 소비에트 사회주의 공화국의 국기
투르크멘 소비에트 사회주의 공화국의 국기
투르크멘 소비에트 사회주의 공화국의 국기
투르크멘 소비에트 사회주의 공화국의 국기
중화소비에트공화국의 국기
아유타야 왕조, 톤부리 왕조의 국기
아프가니스탄 이슬람국의 국기
아프가니스탄 과도 정부의 국기
하이데라바드 왕국의 국기
조선인민공화국의 국기
조선인민공화국의 국기
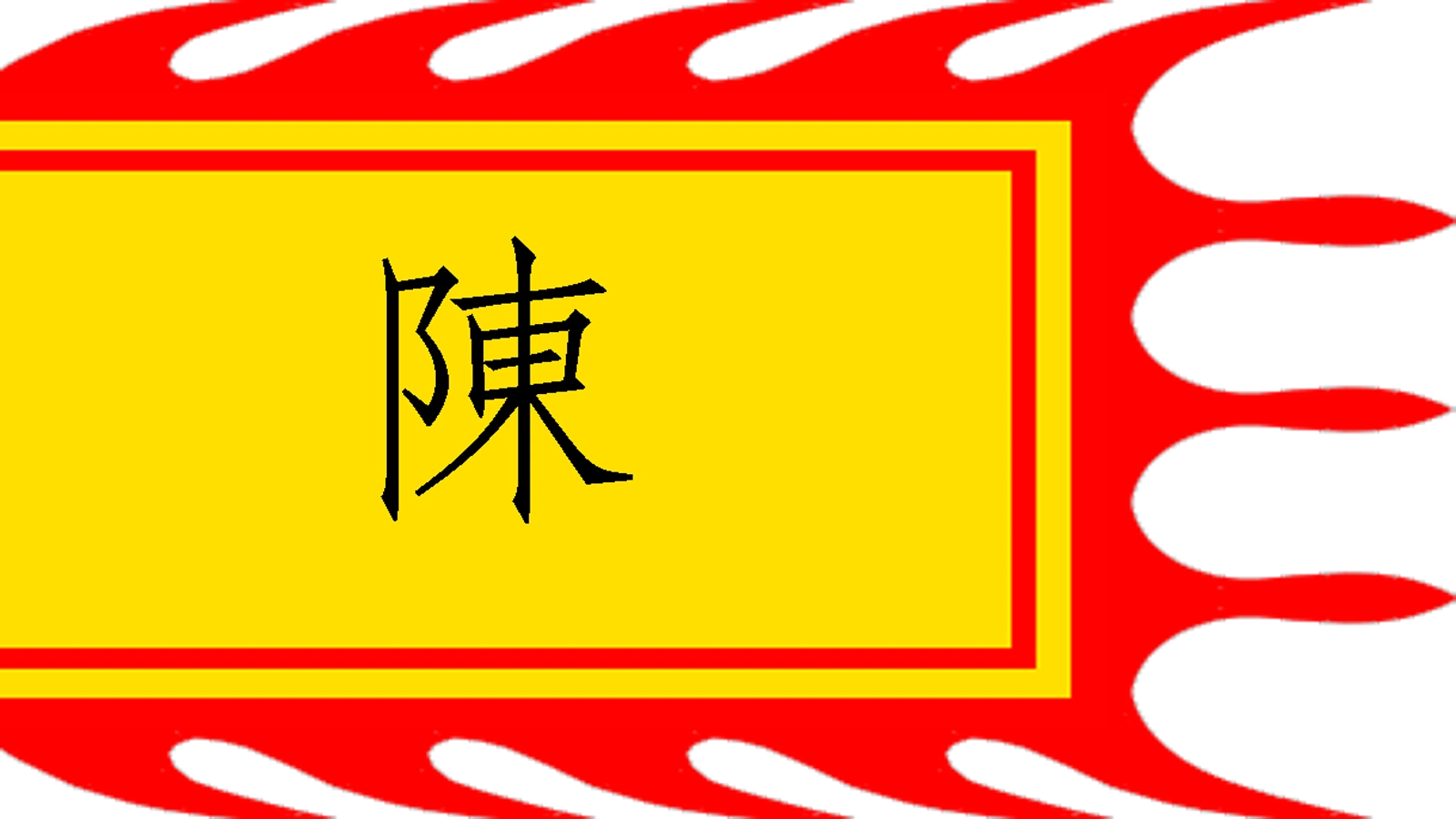
쩐 왕조의 국기
폰티아낙 술탄국의 국기
동부 인도네시아의 국기
대다야크의 국기
파순단국의 국기
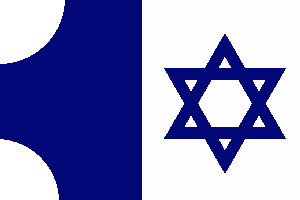
카라만 제국의 국기
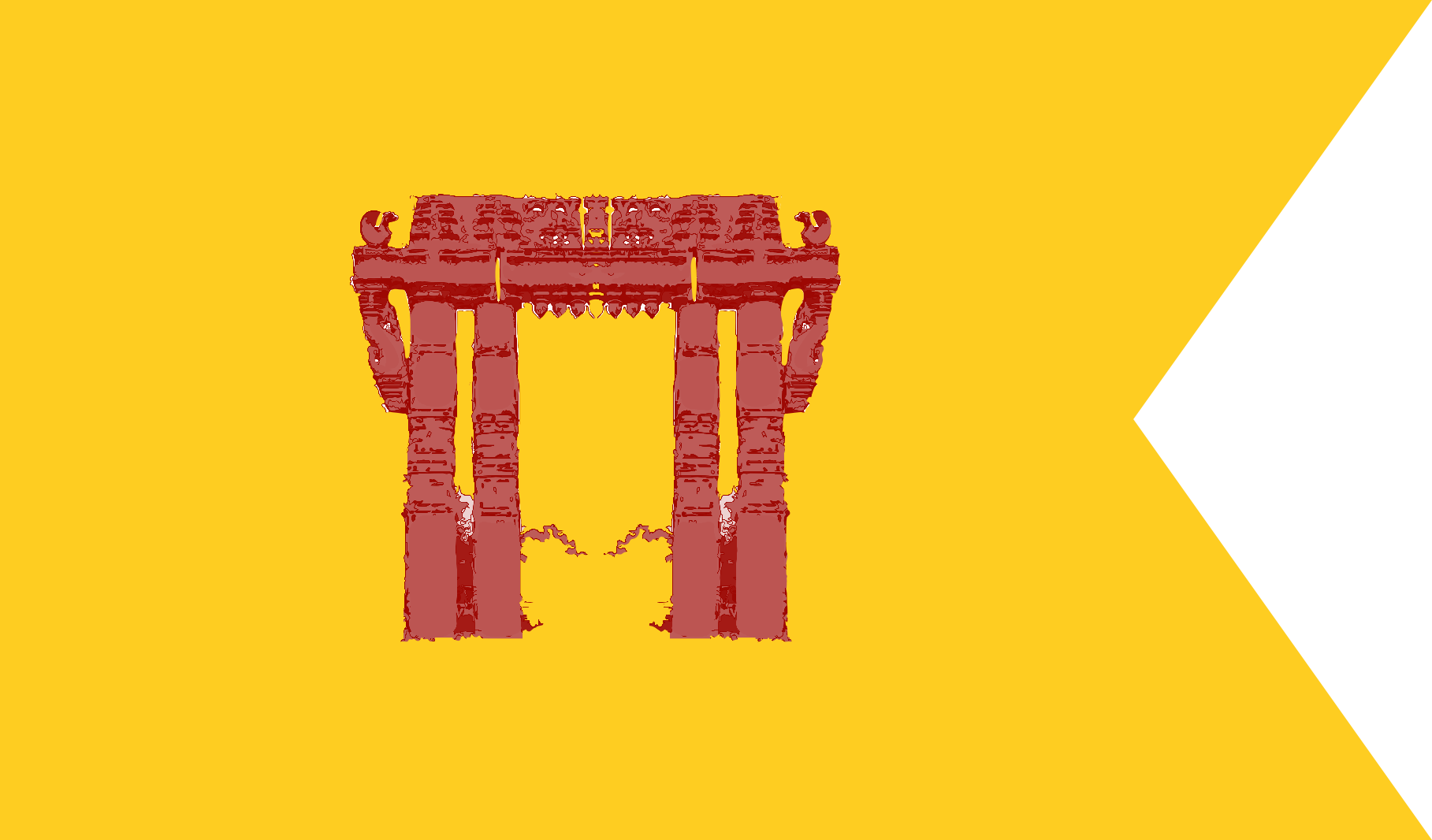
카카티야 왕조의 국기
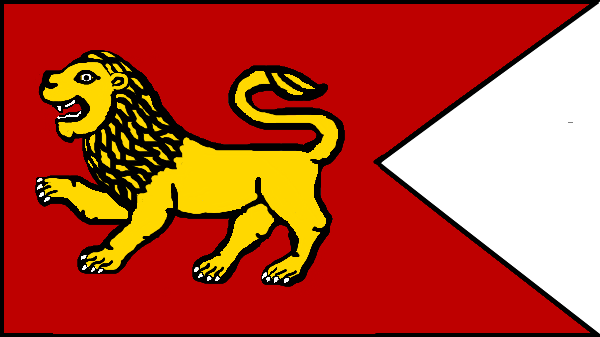
팔라바 왕국의 국기
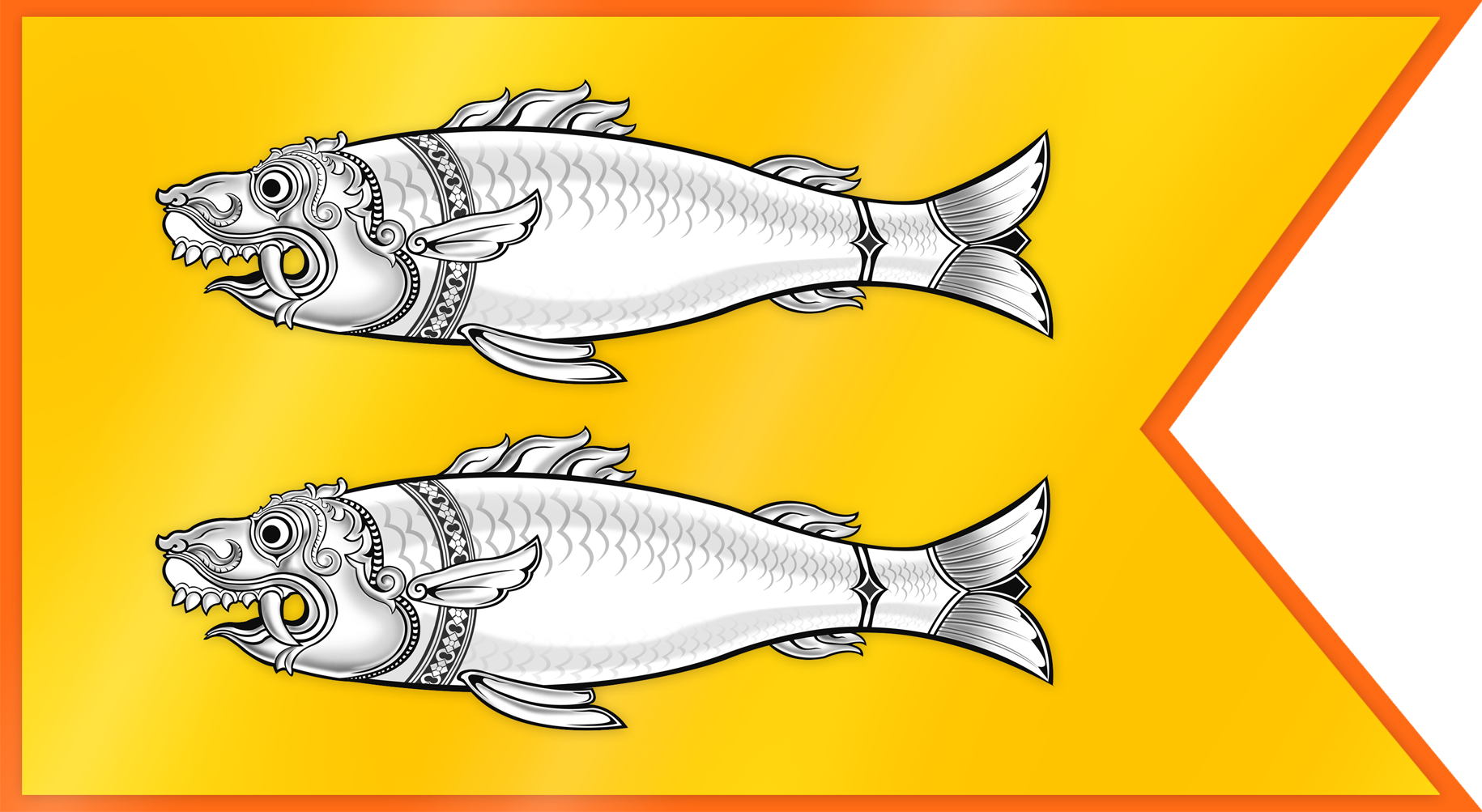
판디아 왕국의 국기
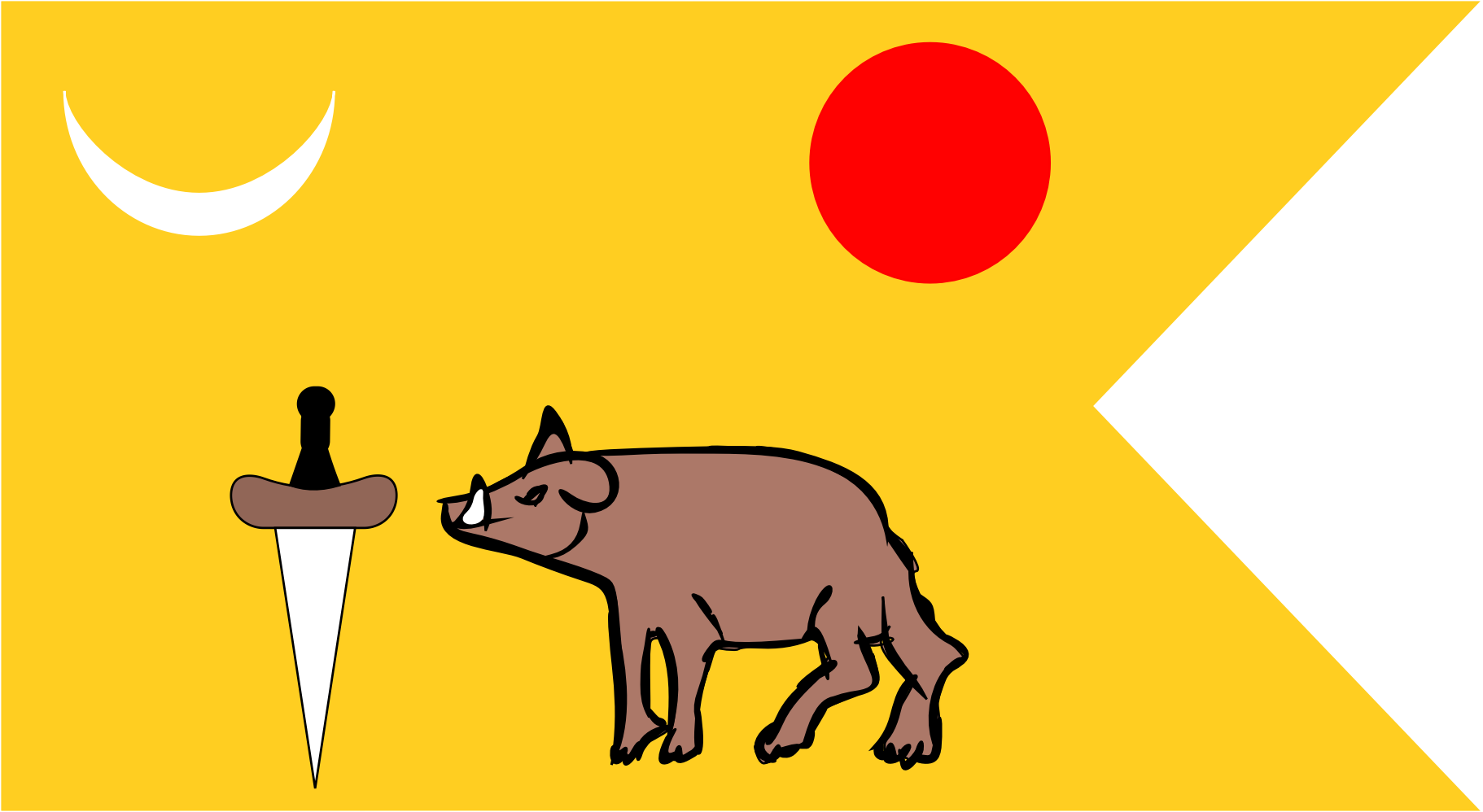
비자야나가르 제국의 국기
고려의 어장기 ″봉기″
칼라트 칸국의 국기
스와트의 국기
마크란 나왑국의 국기
라스벨라의 국기
카란 나왑국의 국기
카이르푸르의 국기
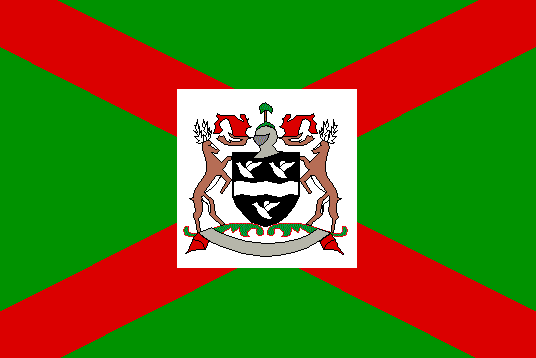
카이르푸르의 국기
바하왈푸르의 국기
바하왈푸르의 국기
훈자 왕국의 국기
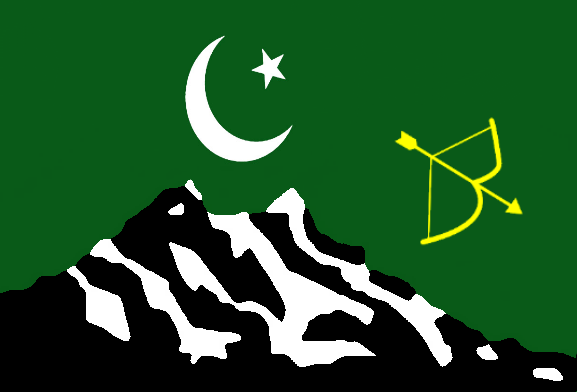
훈자 왕국의 국기
디르의 국기
치트랄의 국기
베나레스의 국기
람푸르 나왑국의 국기
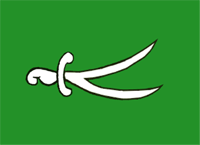
방가나팔레 나왑국의 국기
푸두코타이 왕국의 국기
코친 왕국의 국기
산두르 왕국의 국기
무돌 왕국의 국기
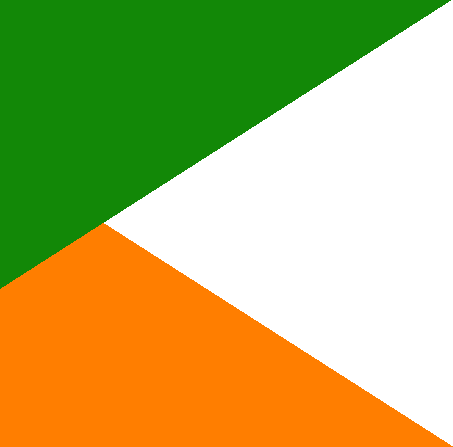
보르 왕국의 국기
잔지라 나왑국의 국기
잔지라 나왑국의 국기
자소의 국기
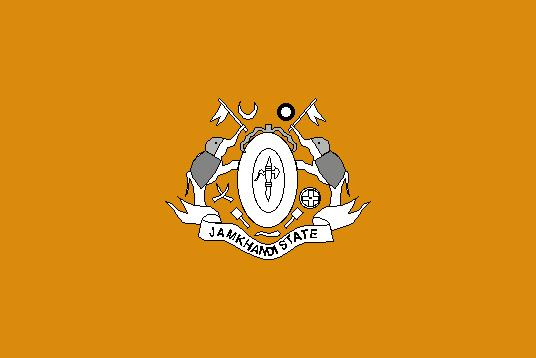
잠칸디 왕국의 국기
팔탄 왕국의 국기
빌라스푸르 왕국의 국기
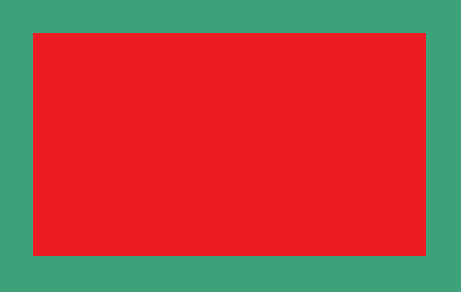
캉그라 왕국의 국기
카푸르탈라 왕국의 국기
파리드콧 왕국의 국기
코타 왕국의 국기
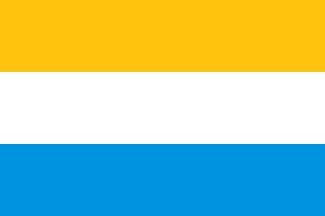
바라트푸르국의 국기
메와르 왕국의 국기
예루살렘 왕국의 국기
사산 아르메니아의 국기
키프로스 왕국의 국기
알와르 왕국의 국기
조드푸르 왕국의 국기
자이푸르 왕국의 국기
자이푸르 왕국의 국기
비카네르 왕국의 국기
자이살메르 왕국의 국기
자이살메르 왕국의 국기
파티알라 왕국의 국기
돌푸르 왕국의 국기
가르왈 왕국의 국기
콰이티의 국기
베이한 토후국의 국기
달라 토후국의 국기
파들리 술탄국의 국기
야파의 국기
마라 술탄국의 국기
와히디 발하프의 국기
와히디 하반의 국기
야파 술탄국의 국기
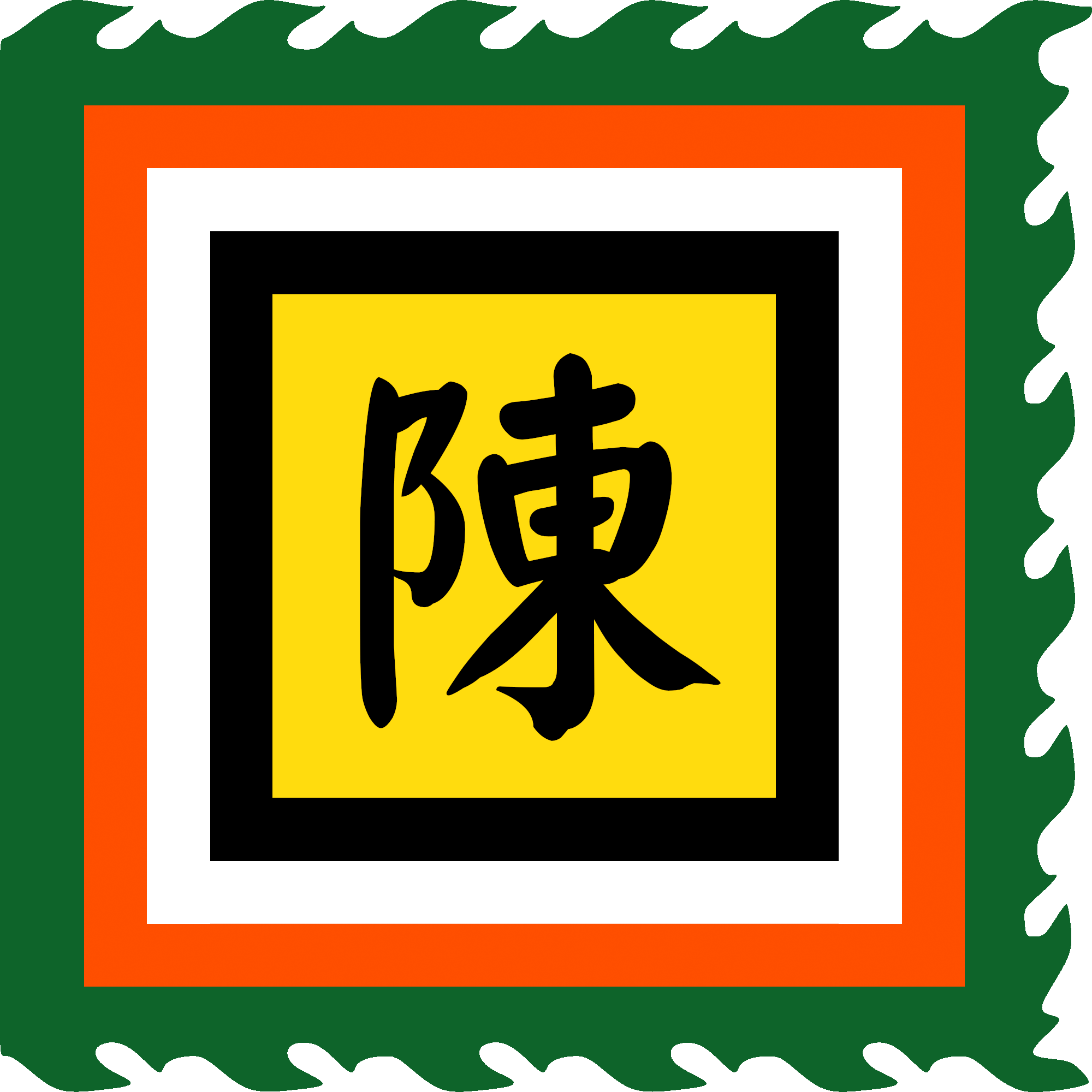
베트남 공화국 해군의 쩐흥다오 기
오만 제국의 국기
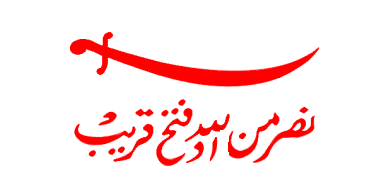
오만 제국의 국기
카리티의 국기
아덴의 국기 (아덴)
카자흐스탄의 국기
투르크메니스탄의 국기
투르크메니스탄의 국기
필리핀의 국기
필리핀의 국기
북키프로스의 국기
이스라엘의 국기
사우디아라비아의 국기
사우디아라비아의 국기
사우디아라비아의 국기
최초 몰디브의 국기
응우옌 왕조의 국기
예멘 왕국의 국기
무스카트 술탄국 및 오만 술탄국의 기
라타나코신 왕국의 국기
티베트의 국기
소란 토후국의 국기
델리 술탄국의 국기
고와 술탄국의 국기
망쿠네가랑의 국기
수라카르타 술탄국의 국기
발리 왕국의 국기
반자르 술탄국의 국기
카헤티 왕국의 국기
남말루쿠 공화국의 국기
시킴 왕국의 국기
치타공 구릉지대의 국기
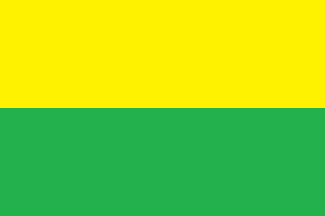
레와의 국기
코치 베하르의 국기
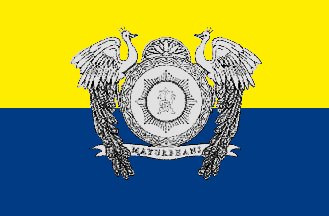
마유르반의 국기
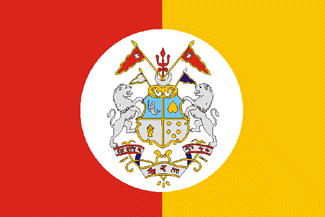
트리푸라의 국기
주나가드의 국기
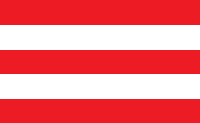
나와나가르의 국기
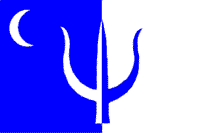
바스타르의 국기
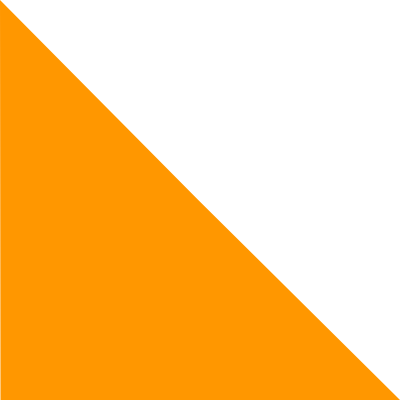
잔시의 국기
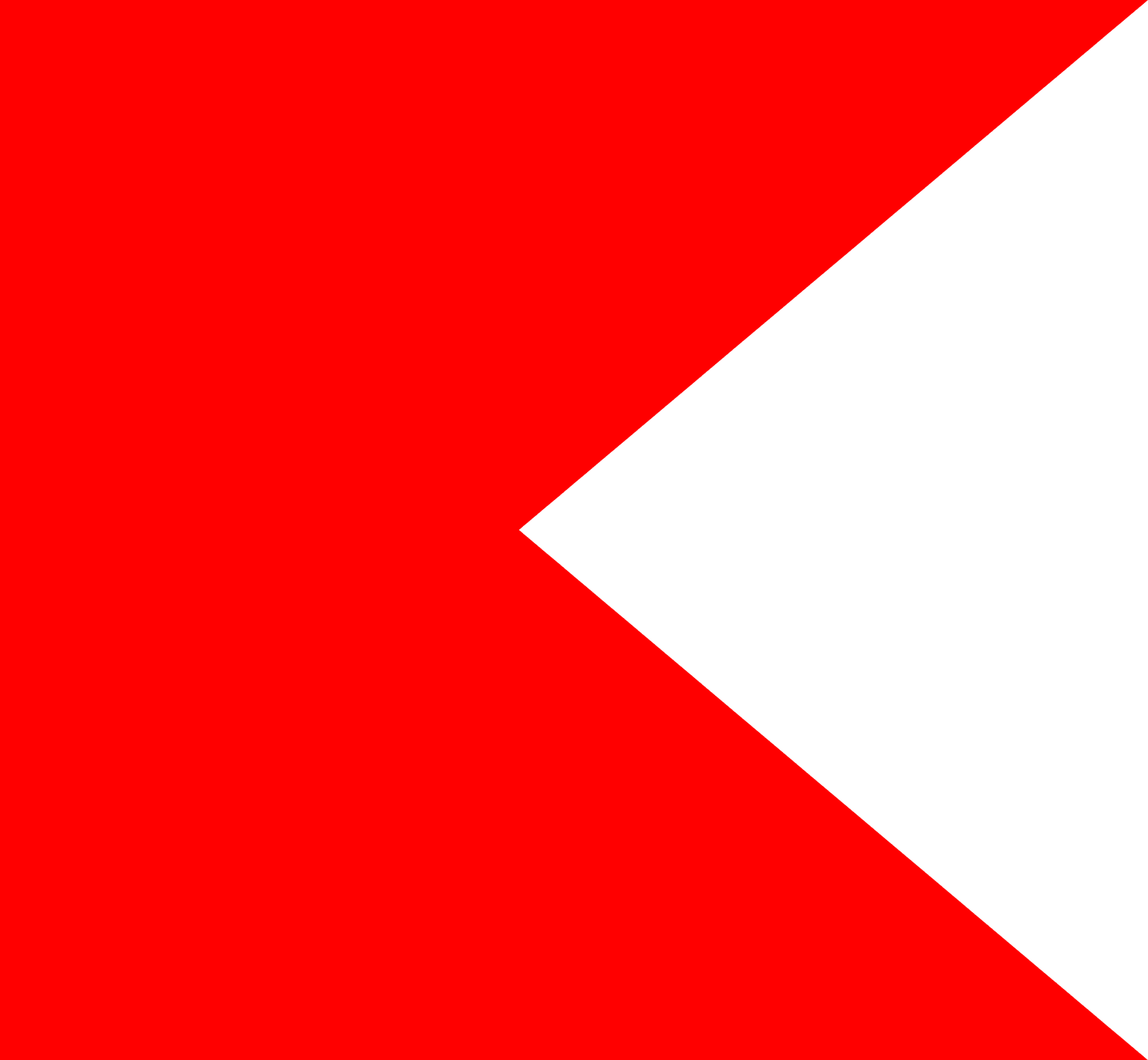
남푸르 왕국의 국기
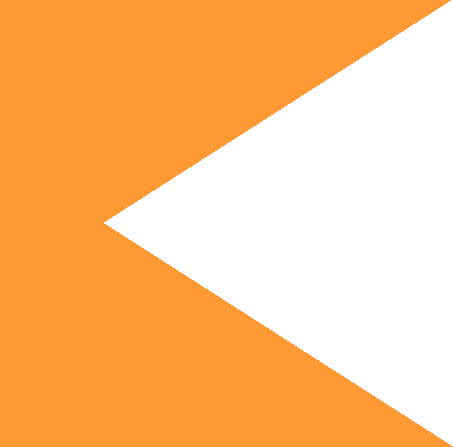
람두르그의 국기
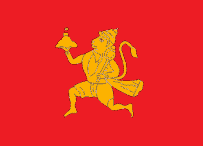
데와스 시니어의 국기
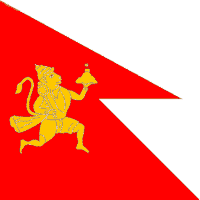
데와스 주니어의 국기
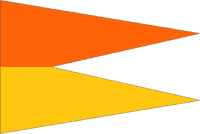
다르의 국기
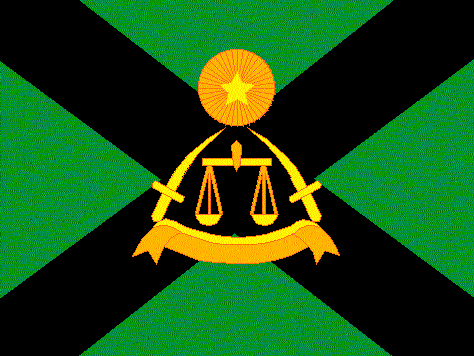
자오라의 국기
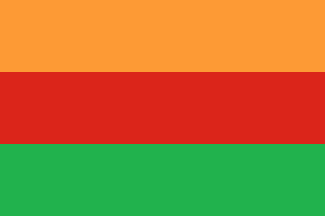
산트의 국기
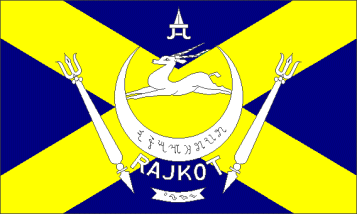
라지코트의 국기
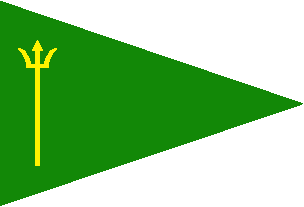
나고드의 국기
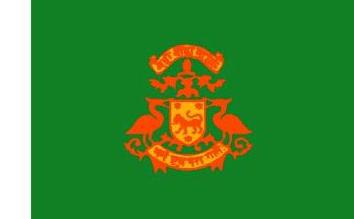
루나바다의 국기
샤푸라의 국기
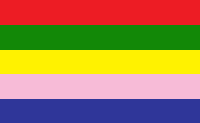
사친의 국기
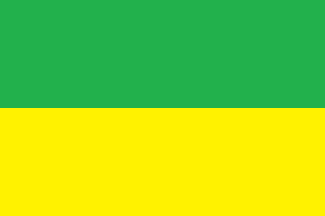
로하루의 국기
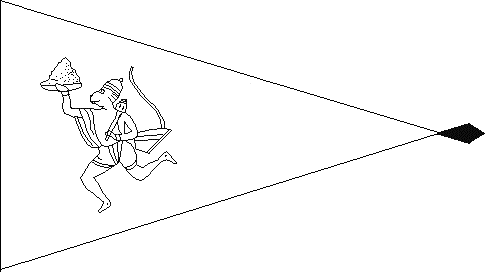
킬치푸르의 국기
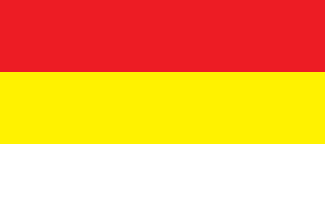
칼라한디의 국기
자와르의 국기
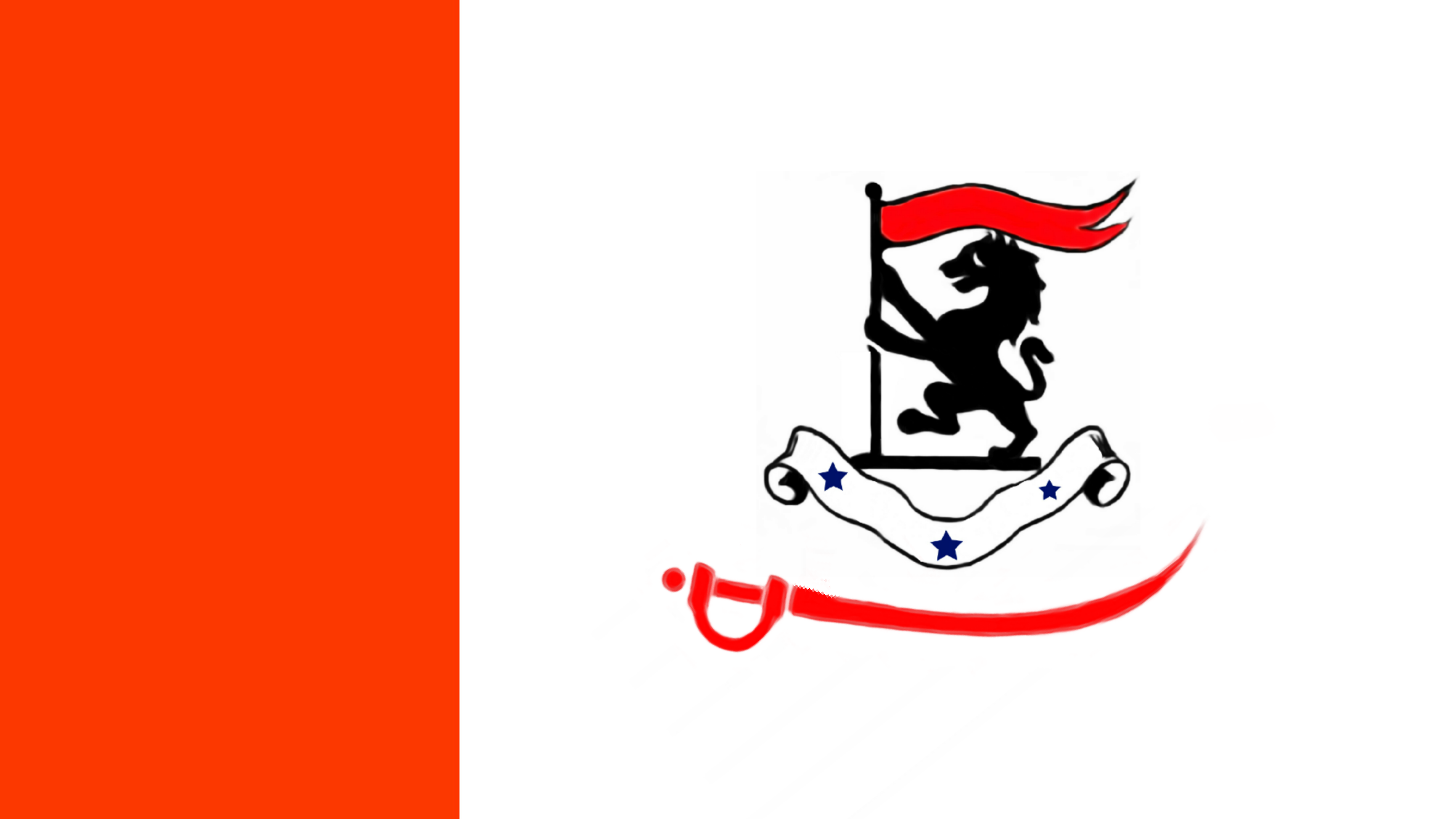
도롤의 국기
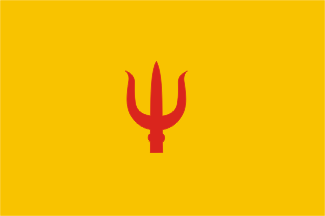
단타의 국기
반스다의 국기
발라시노르의 국기
와드완의 국기
상글리의 국기
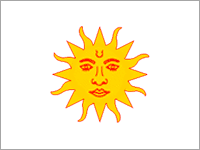
다람푸르의 국기
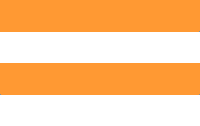
바리아의 국기
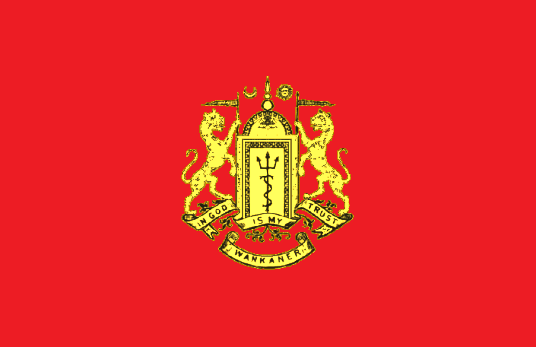
완카너의 국기
테리 가르왈 왕국의 국기
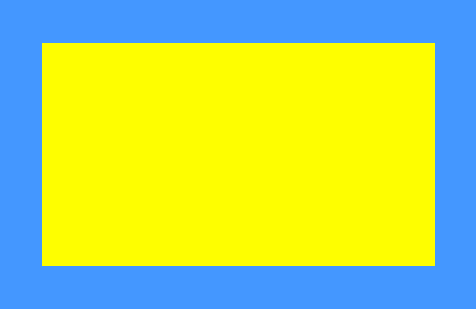
판나의 국기
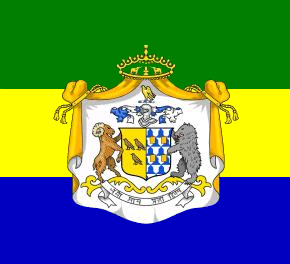
만디의 국기
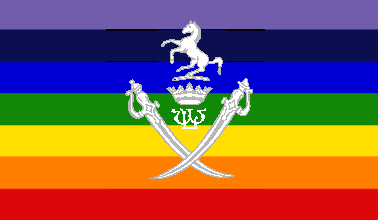
모르비의 국기
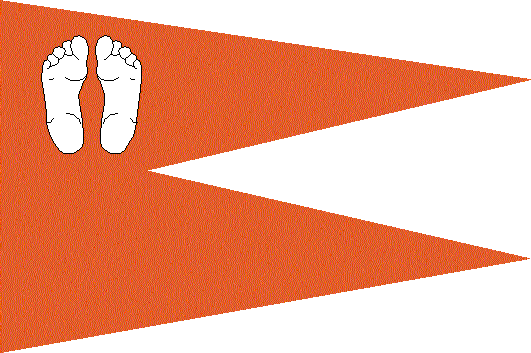
자부아의 국기
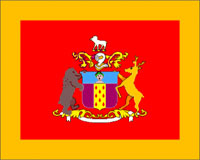
샤르하리의 국기
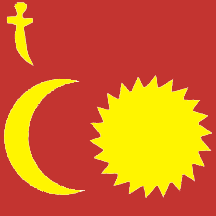
바르와니의 국기
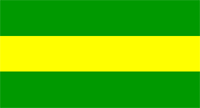
바오니의 국기
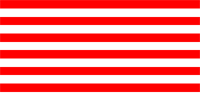
알리라지푸르의 국기
팔란푸르의 국기
잘라와르의 국기
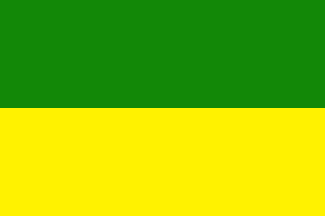
라틀람의 국기
시로히의 국기
둥가르푸르의 국기
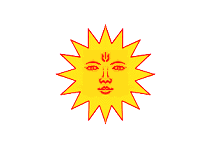
시타마우의 국기
프라타파가르의 국기
톤크의 국기
카라울리의 국기
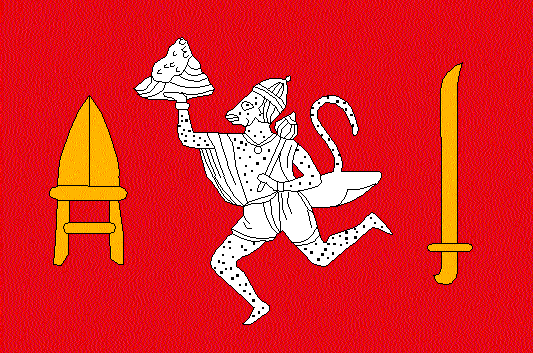
라지가르의 국기
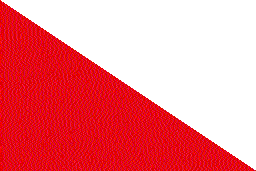
사일라나의 국기
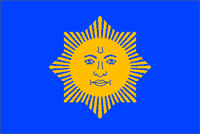
참바의 국기
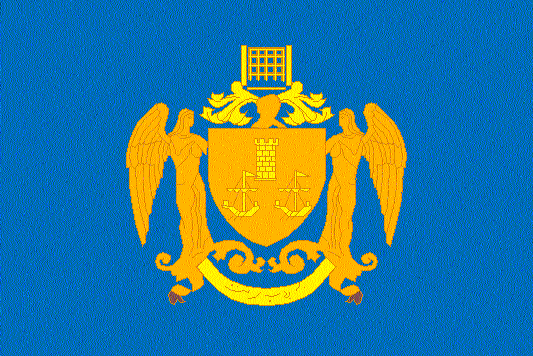
캄베이의 국기
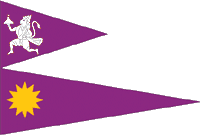
아자이가르의 국기
라지필라의 국기
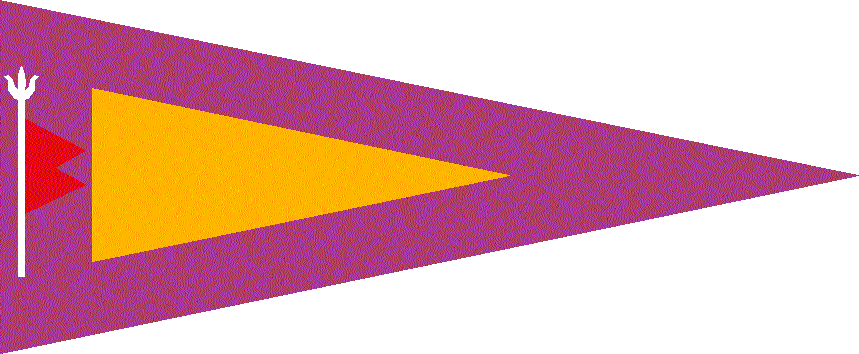
포르반다르의 국기
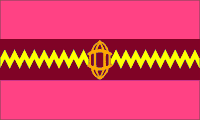
다랑가드라의 국기
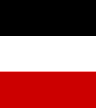
키샨가르의 국기
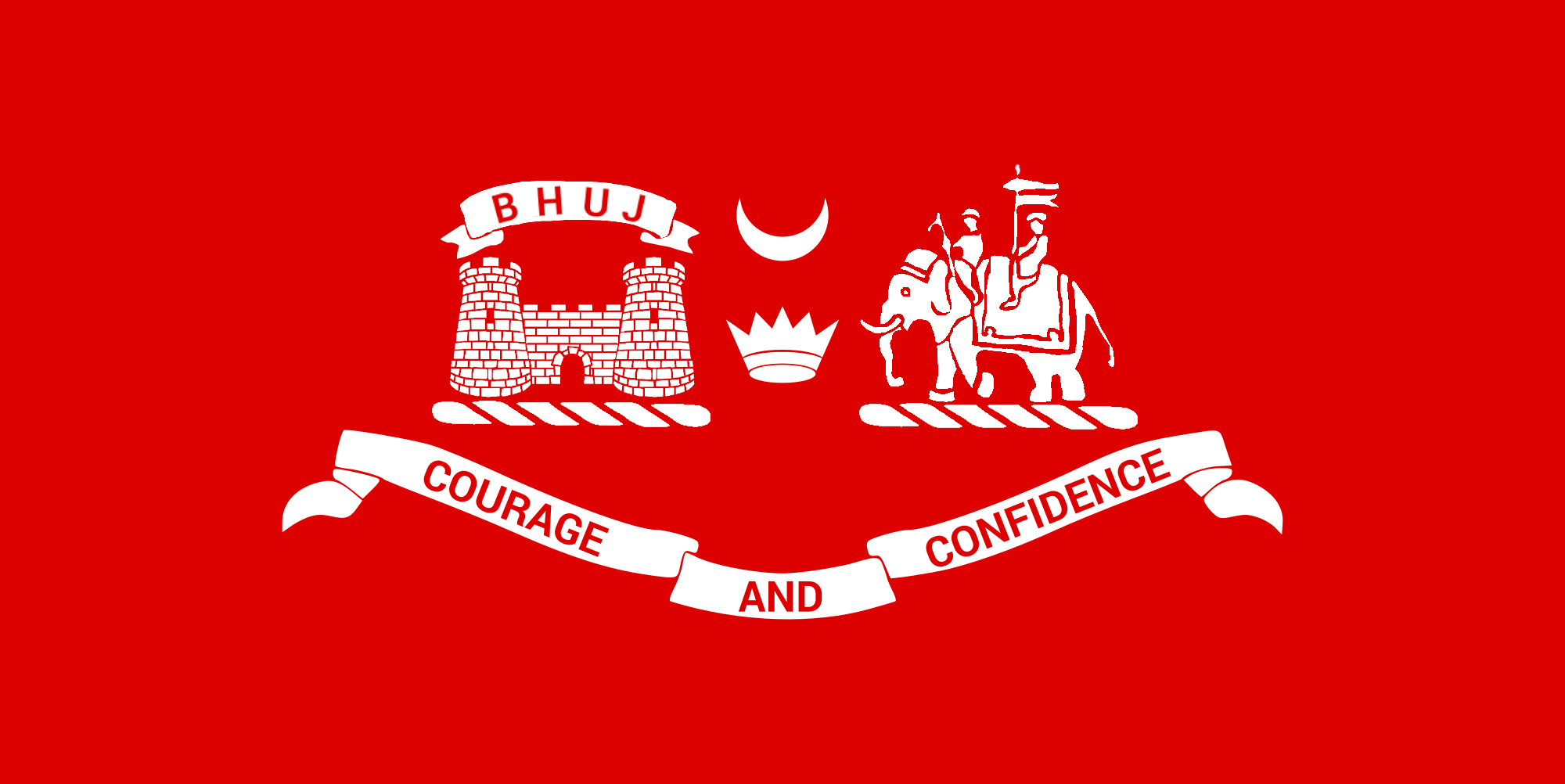
커치의 국기
이다르의 국기
반스와라 왕국의 국기
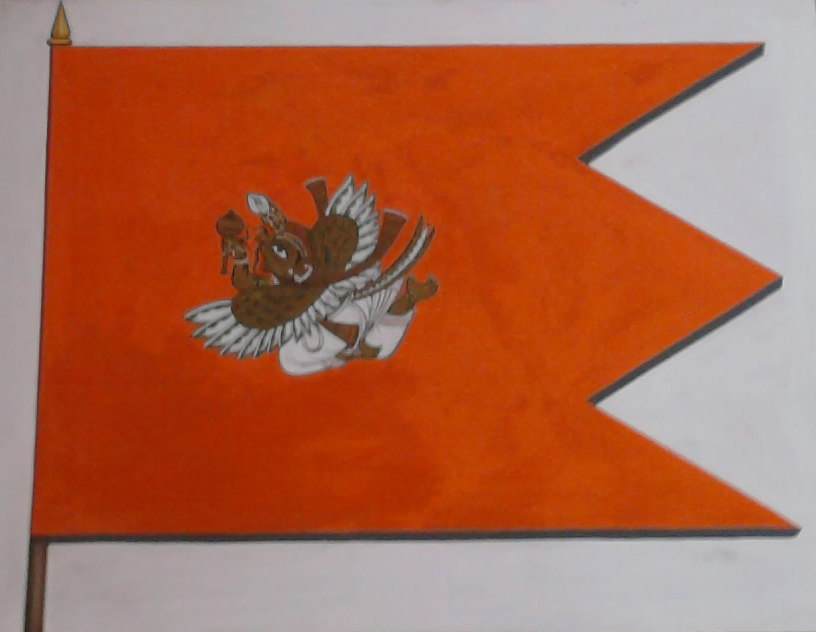
코타 왕국의 국기
분디의 국기
테케의 국기
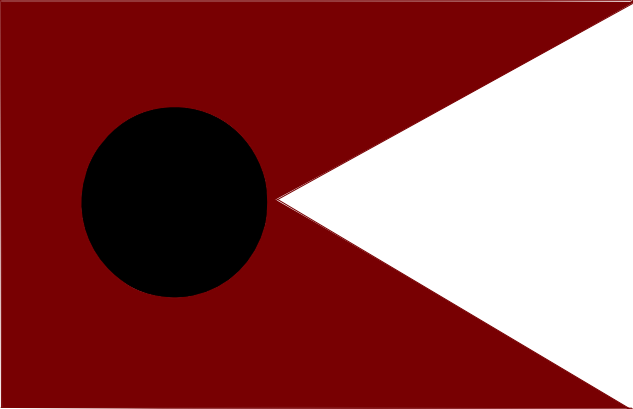
아이디니드의 국기
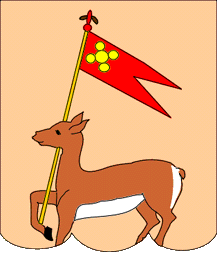
시르반 칸국의 국기
시크 제국 (시크 제국)의 국기
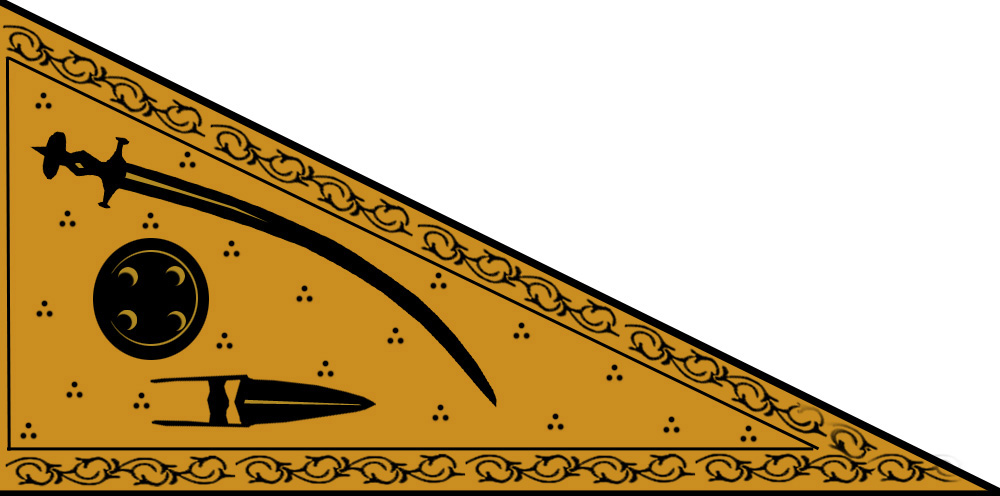
시크 미그의 국기
잠무 카슈미르의 국기
퉁구스 공화국의 국기
방사모로 공화국의 국기
알카시미 왕조의 국기
알카시미 왕조의 국기
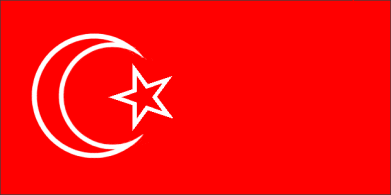
아라크칼 왕국의 국기
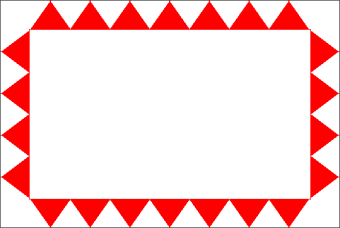
아라크칼 왕국의 국기
이사한 술탄국의 국기
랑카트 술탄국의 국기
리아우링가 술탄국의 국기
시아크 스리 인드라푸라 술탄국의 국기
파가루영 왕국의 국기
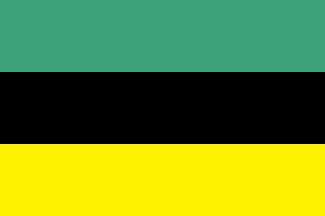
쿠르와이의 국기
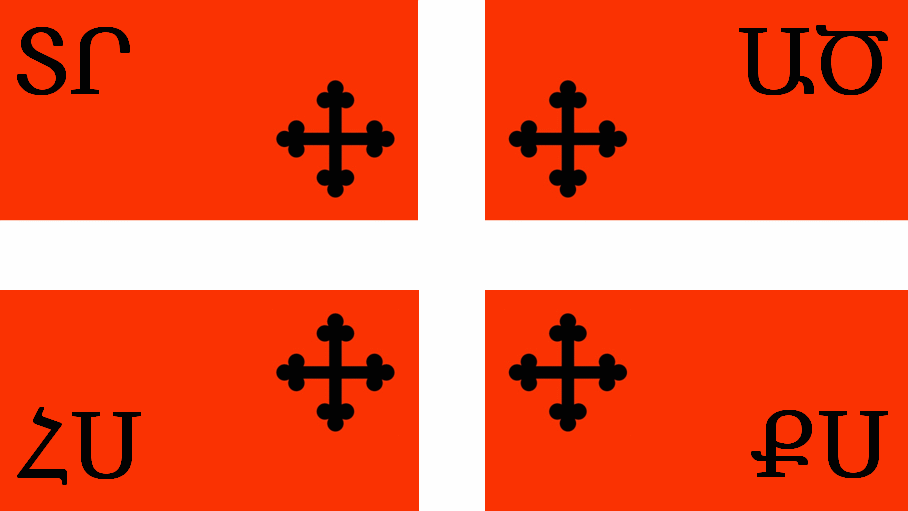
아르츠크 왕국, 카헨 공국의 국기
아흐마드나가르 술탄국의 국기
쿠즈샤히 왕조의 국기
불룽간 술탄국의 국기
카바르디아의 국기
서부 테레스 정부의 국기
푸젠성 소비에트 연방의 국기
북부 산시성 자치 정부의 국기
상하이 시 다다오 정부의 국기
아프가니스탄 왕국의 국기
아프가니스탄 왕국의 국기
일제 강점기 조선의 국기
벵골 공국의 국기
조지아 왕국의 국기
밍그렐리아 공국의 국기
술루 술탄국의 국기
이메레티 왕국의 국기
이스펜디야로울라리의 국기
내몽골 인민 공화국의 국기
아제르바이잔 인민 정부의 국기
아크 코윤루의 국기
복드 칸국의 국기
구리아 공국의 국기
압하지야 공국의 국기
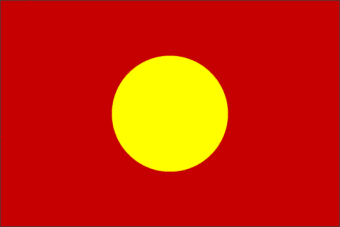
떠이선 왕조의 국기
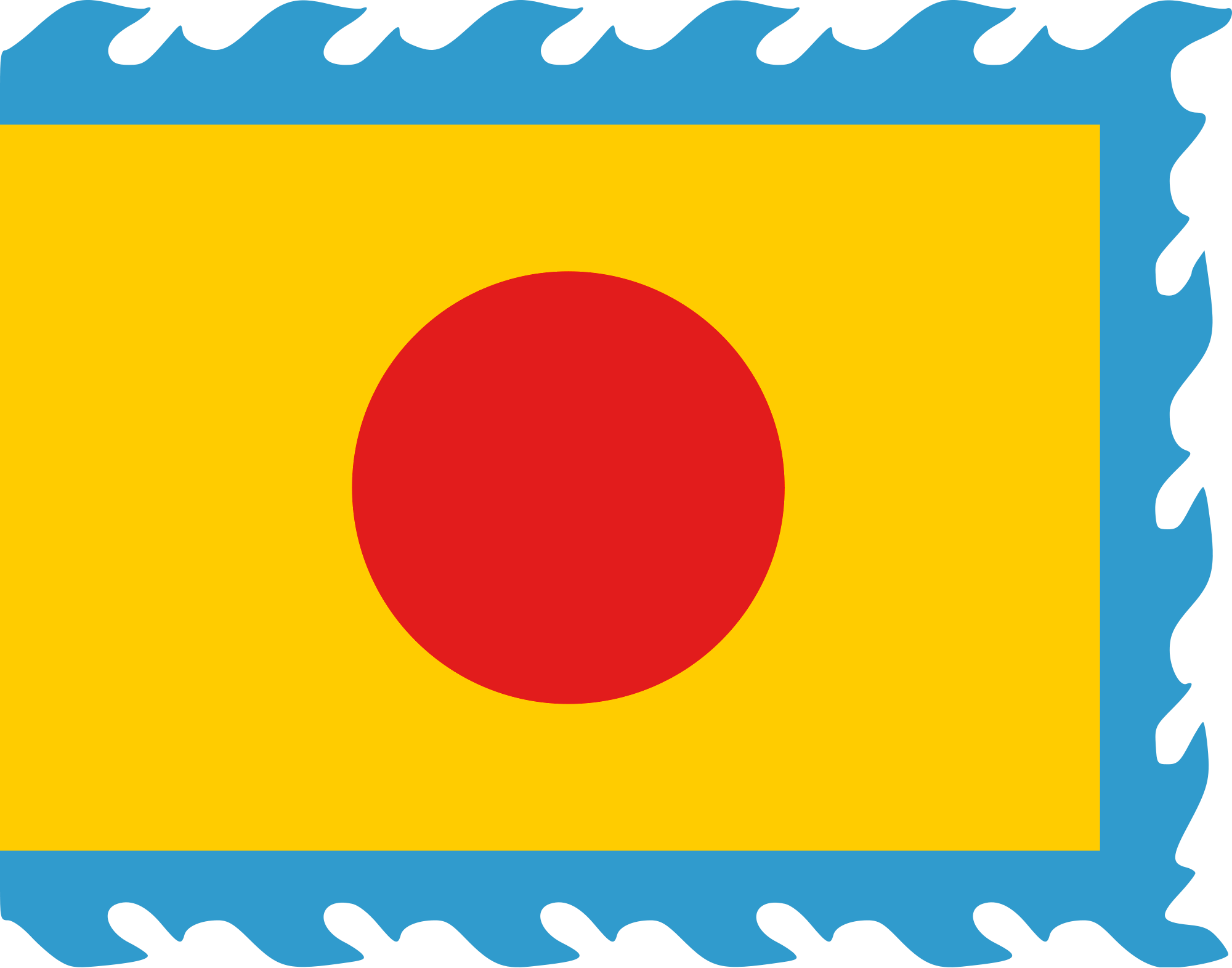
응우옌 왕조의 국기
서남 코카서스 임시정부의 국기
북부 코카서스 산악 공화국의 국기
아라스 공화국의 국기
타갈로그 공화국의 국기
투바 인민 공화국의 국기
카랑가셈 왕국의 국기
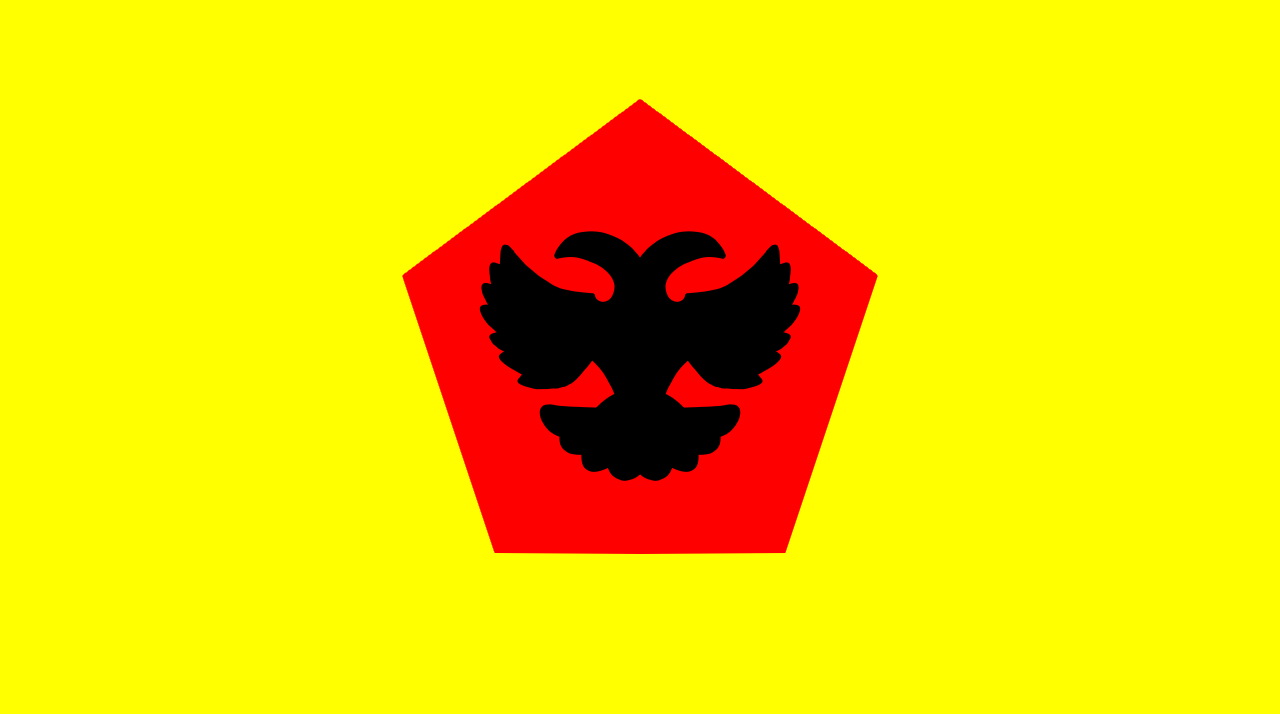
비마 술탄국의 국기
삼츠케 공국의 국기
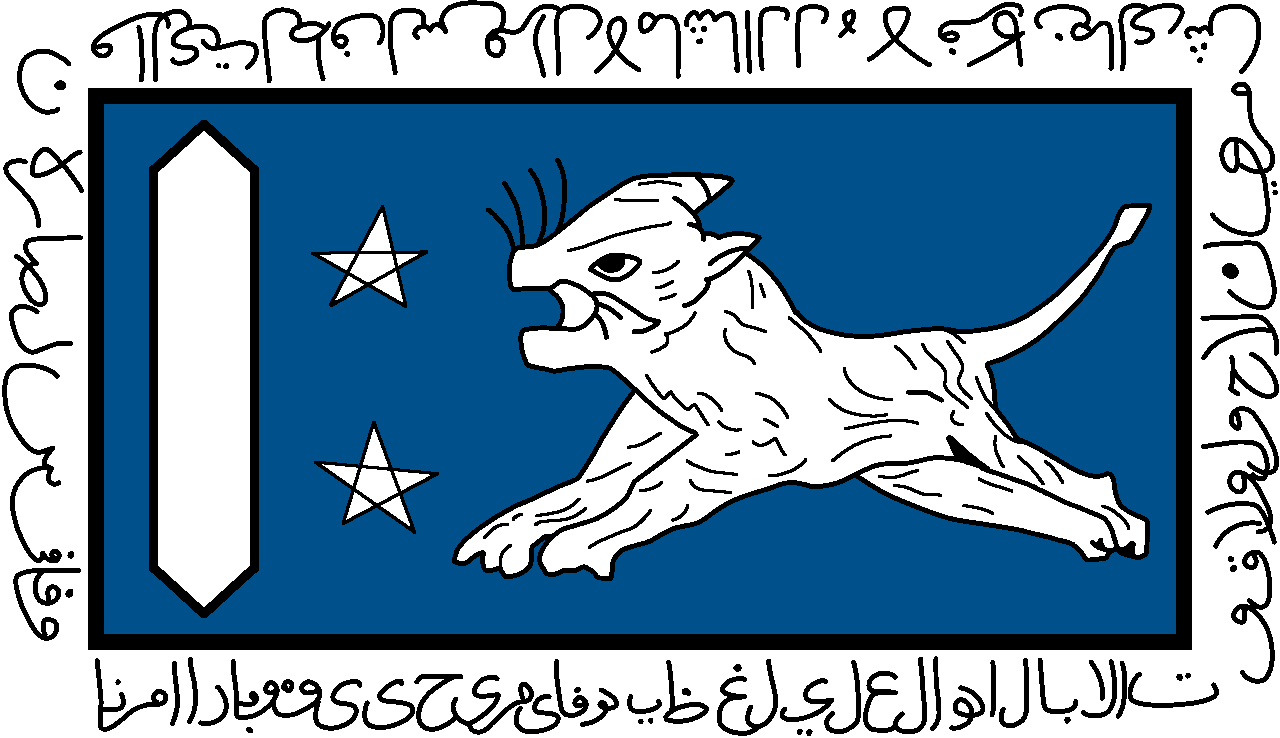
셈바와 술탄국
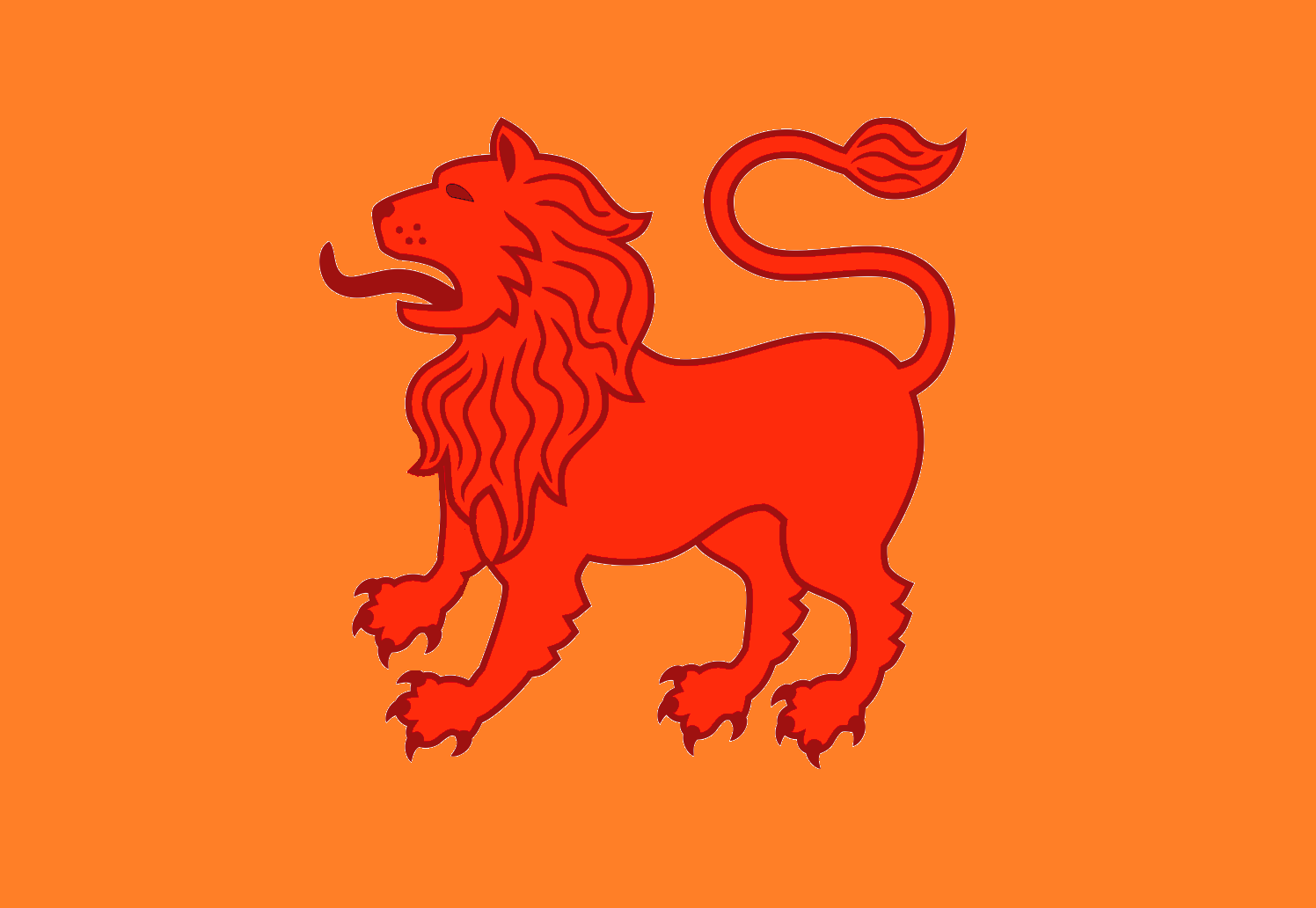
테쿰쿠르 왕국의 국기
테르나테 술탄국의 국기
신라의 군기
체라 왕조의 국기
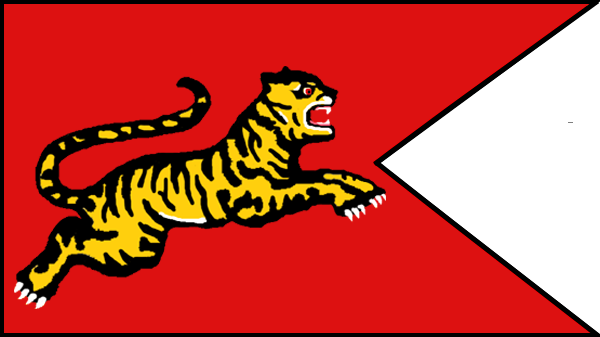
코라 왕국의 국기
떠이선 왕조의 국기
호 왕조의 국기
참파의 국기
가마쿠라 막부, 무로마치 막부의 군기
겐무 신정의 국기
쩐 왕조의 국기
노가이 칸국의 국기
극동 공화국의 국기
네팔의 국기
네팔의 국기
디리야 토후국의 국기
꼰바웅 왕조의 국기
아프가니스탄 공화국의 국기
에조 공화국의 국기
남차하르 자치주의 국기
몽골통일 자치정부의 국기
멤파와 왕국의 국기
탄중푸라 왕국의 국기
버마국의 국기버마국의 국기
바트주의 시리아의 국기바트주의 시리아의 국기

## 유럽

소련의 국기
소련의 국기(뒷면)
잉글랜드의 국기
스코틀랜드의 국기
스코틀랜드의 국기
웨일스의 국기
북아일랜드의 국기(얼스터 배너)
유고슬라비아의 국기
동독의 국기
세르비아 몬테네그로의 국기
벨라루스 인민공화국의 국기
알바니아 인민 공화국의 국기
몰다비아 공국의 국기
왈라키아 공국의 국기
루마니아 사회주의 공화국의 국기
이치케리아 체첸 공화국의 국기
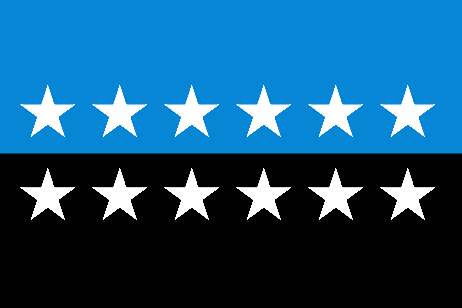
유럽 석탄 철강 공동체의 기
코메콘의 기
서유럽 연합의 기
북이피로스 자치 공화국의 국기
에프타니소스 공화국의 국기
이오니아 제도 합중국의 국기
모스크바 대공국의 국기
카잔 칸국의 국기
사르데냐 왕국의 국기
롬바르디아-베네치아 왕국의 국기
베네치아 공화국의 국기
트리에스테 자유 지구의 국기
크레타 자치국의 국기
시칠리아 왕국의 국기
코르시카 공화국의 국기
아일랜드 맹방의 국기
아일랜드 공화국의 국기
단치히 자유시의 국기
레온 왕국의 국기
갈리시아 왕국의 국기
루마니아 인민공화국의 국기
루마니아 인민공화국의 국기
루마니아 인민공화국의 국기
아스투리아스 왕국의 국기
나바라 왕국의 국기
아라곤 연합왕국의 국기
그라나다 토후국의 국기
카스티야 연합왕국의 국기
그라나다 왕국의 국기
불가리아 제2제국의 국기
불가리아 인민공화국의 국기
불가리아 인민공화국의 국기
불가리아 인민공화국의 국기
불가리아 인민공화국의 국기
카자크 수장국의 국기
헝가리 인민공화국의 국기
헝가리 인민공화국의 국기
헝가리 인민공화국의 국기
크림 인민공화국의 국기
크림 지방정부의 국기
소바시키르의 국기
독일 기사단국의 국기
단치히 자유시의 국기
노레그벨디의 국기
노레그벨디의 국기
노레그벨디의 국기
앙주 제국의 왕가 기
니케아 제국의 국기
킬리키아의 아르메니아 왕국의 국기
칼마르 동맹의 국기
바타비아 공화국의 국기
사모스 공국의 국기
폰토스 공화국의 국기
피렌체 공화국의 국기
피사 공화국의 국기
페라라 공국의 국기
모데나 레조 공국의 국기
모데나 레조 공국의 국기
만토바 공국의 국기
파르마 공국의 국기
체르케스의 국기
헝가리 대공국의 국기
리투아니아 대공국의 국기
갈리치아-볼히니아 왕국의 국기
아이슬란드 왕국의 국기
스웨덴-노르웨이의 국기
스웨덴-노르웨이의 국기
핀란드 왕국의 국기
아일랜드 영지의 국기
라트비아 소비에트 사회주의 공화국의 국기
라트비아 소비에트 사회주의 공화국의 국기(뒷면)
우크라이나 소비에트 사회주의 공화국의 국기
우크라이나 소비에트 사회주의 공화국의 국기(뒷면)
몰도바 소비에트 사회주의 공화국의 국기
몰도바 소비에트 사회주의 공화국의 국기(뒷면)
러시아 소비에트 사회주의 연방공화국의 국기
러시아 소비에트 연방 사회주의 공화국의 국기(뒷면)
카렐리야-핀란드 소비에트 사회주의 공화국의 국기
슬로베니아 사회주의 공화국의 국기
크로아티아 사회주의 공화국의 국기
보스니아 헤르체고비나 사회주의 공화국의 국기
세르비아 사회주의 공화국의 국기
몬테네그로 사회주의 공화국의 국기
토스카나 대공국의 국기
에트루리아 왕국의 국기
세르비아 제국의 국기
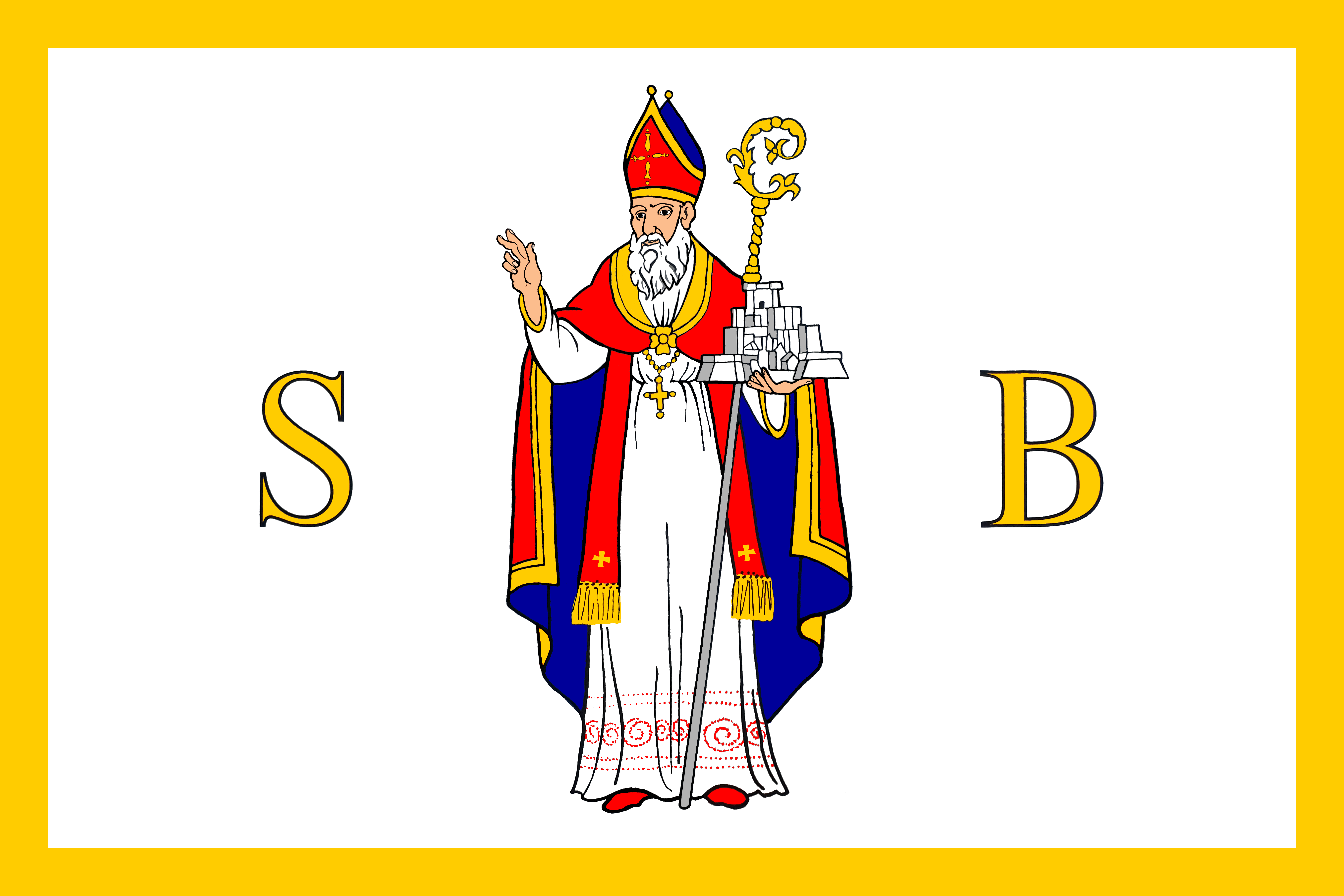
라구사 공화국의 국기
라구사 공화국의 국기
부르고뉴 공국의 국기
부르고뉴 공국의 국기
로렌 공국의 국기
중세 프랑스의 국기
루간스크 인민공화국의 국기
루간스크 인민공화국의 국기
도네츠크 인민공화국의 국기
마흐노우슈치나의 국기
쿠반 인민공화국의 국기
돈 공화국의 국기
이델-우랄국의 국기
모라바 변경백국의 국기
보헤미아 왕관령의 국기
로마 공화국의 국기
러시아 제국의 국기
중립 모레스네의 국기
불가리아 제1제국의 국기
알바니아 공국의 국기
알바니아 공화국의 국기
알바니아 왕국의 국기
알바니아 왕국의 국기
아말피 공국의 국기
몬페라토 변경백국의 국기
나폴리 왕국의 국기
그리스 독립 전쟁 당시의 국기
파르마 공국의 국기
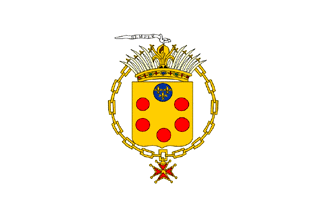
피렌체 공국의 국기
밀라노 공국의 국기
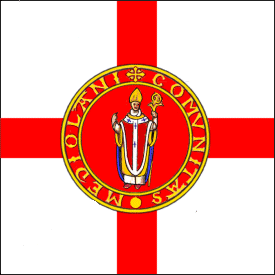
황금 암브로시아 공화국의 국기
치스파다나 공화국의 국기
치살피나 공화국의 국기
양시칠리아 왕국의 국기
양시칠리아 왕국의 국기
비잔티움 제국의 국기
마니의 국기
합스부르크 군주국, 오스트리아 제국의 국기
키프로스 왕국의 국기
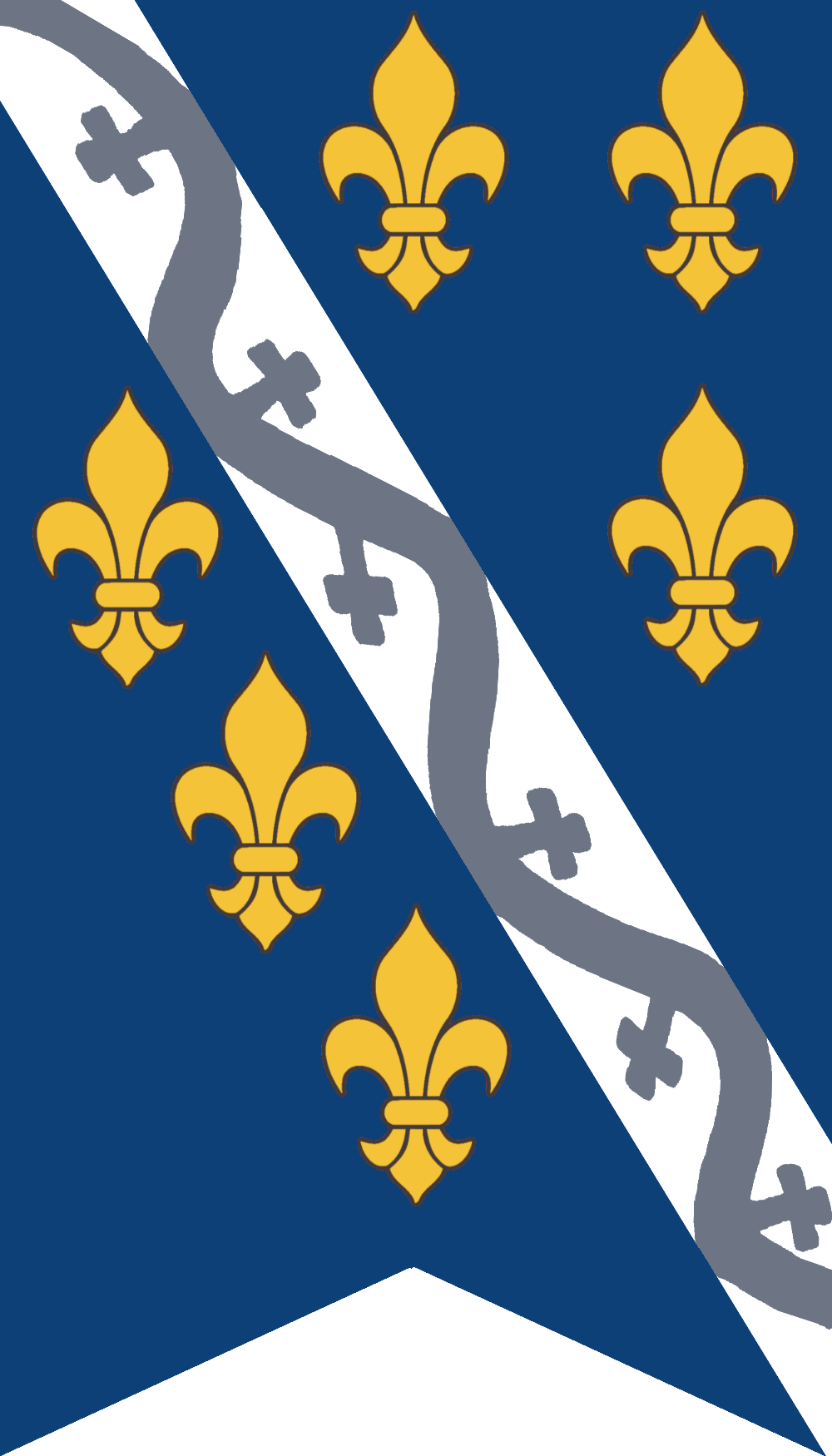
보스니아 왕국의 국기
클라이페다 지역의 국기
트란실바니아 공국의 국기
트란실바니아 공국의 국기
아르메니아 왕국의 국기
루스 차르국의 국기
폴란드 입헌왕국의 국기
오스트리아 헝가리 제국의 국기
크라쿠프 자유시의 국기
바이에른 공국의 국기
브란덴부르크 변경백국의 국기
작센 선제후국의 국기
바이에른 선제후국의 국기
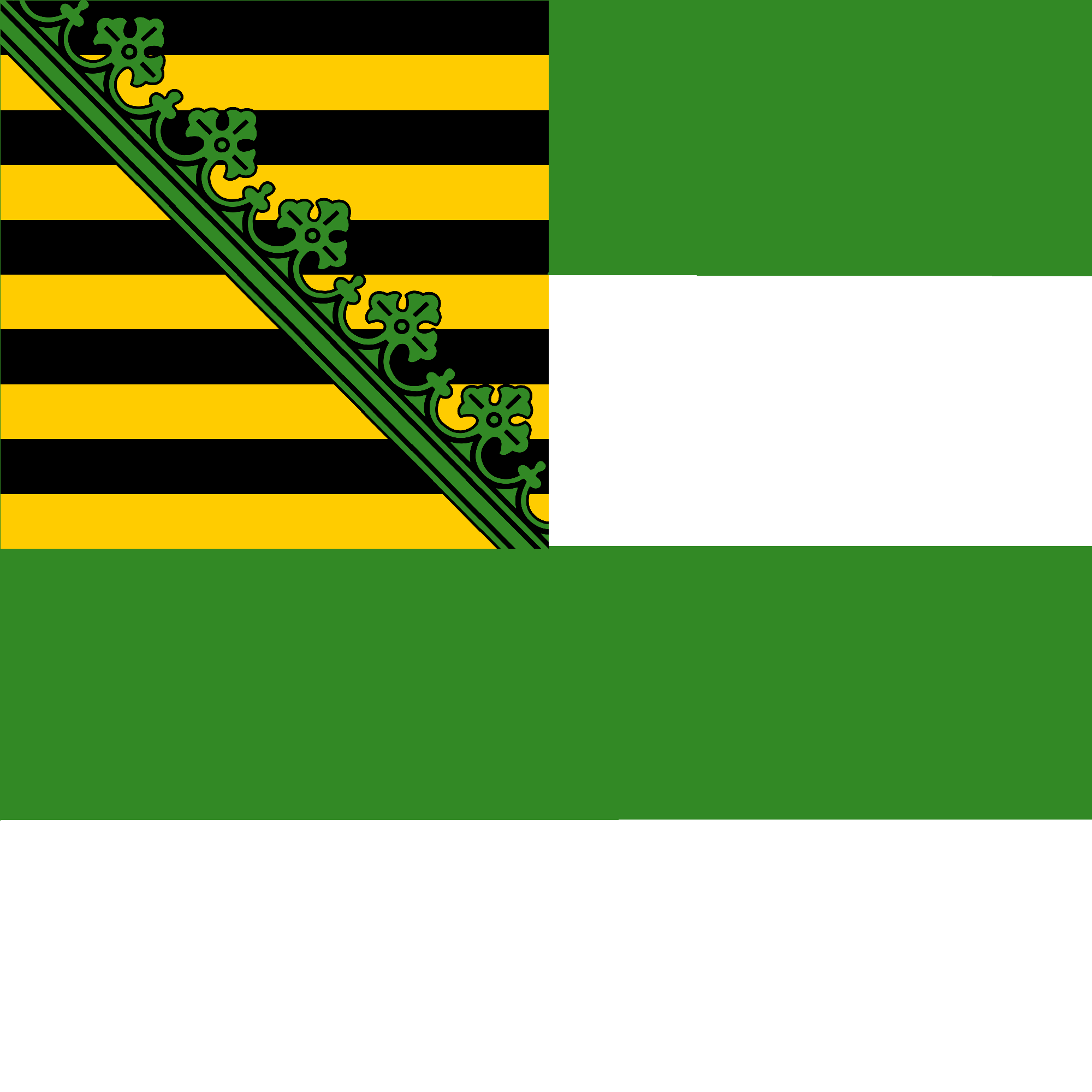
작센마이닝겐 공국의 국기
브라운슈바이크뤼네부르크 선제후국의 국기
작센바이마르아이제나흐 대공국의 국기
작센 왕국의 국기
바이에른 왕국의 국기
나사우 공국의 국기
베스트팔렌 왕국의 국기
하노버 왕국의 국기
독일 연방의 국기
메클렌부르크슈트렐리츠 대공국의 국기
작센코부르크고타 공국의 국기
북독일 연방의 국기
라인 공화국의 국기
바덴 대공국의 국기
뷔르템베르크 왕국의 국기
팔츠 선제후국의 국기
팔츠 선제후국의 국기
마인츠 선제후국의 국기
트리어 선제후국의 국기
쾰른 선제후국의 국기
올덴부르크 대공국의 국기
샤움부르크리페 후국의 국기
헤센 대공국의 국기
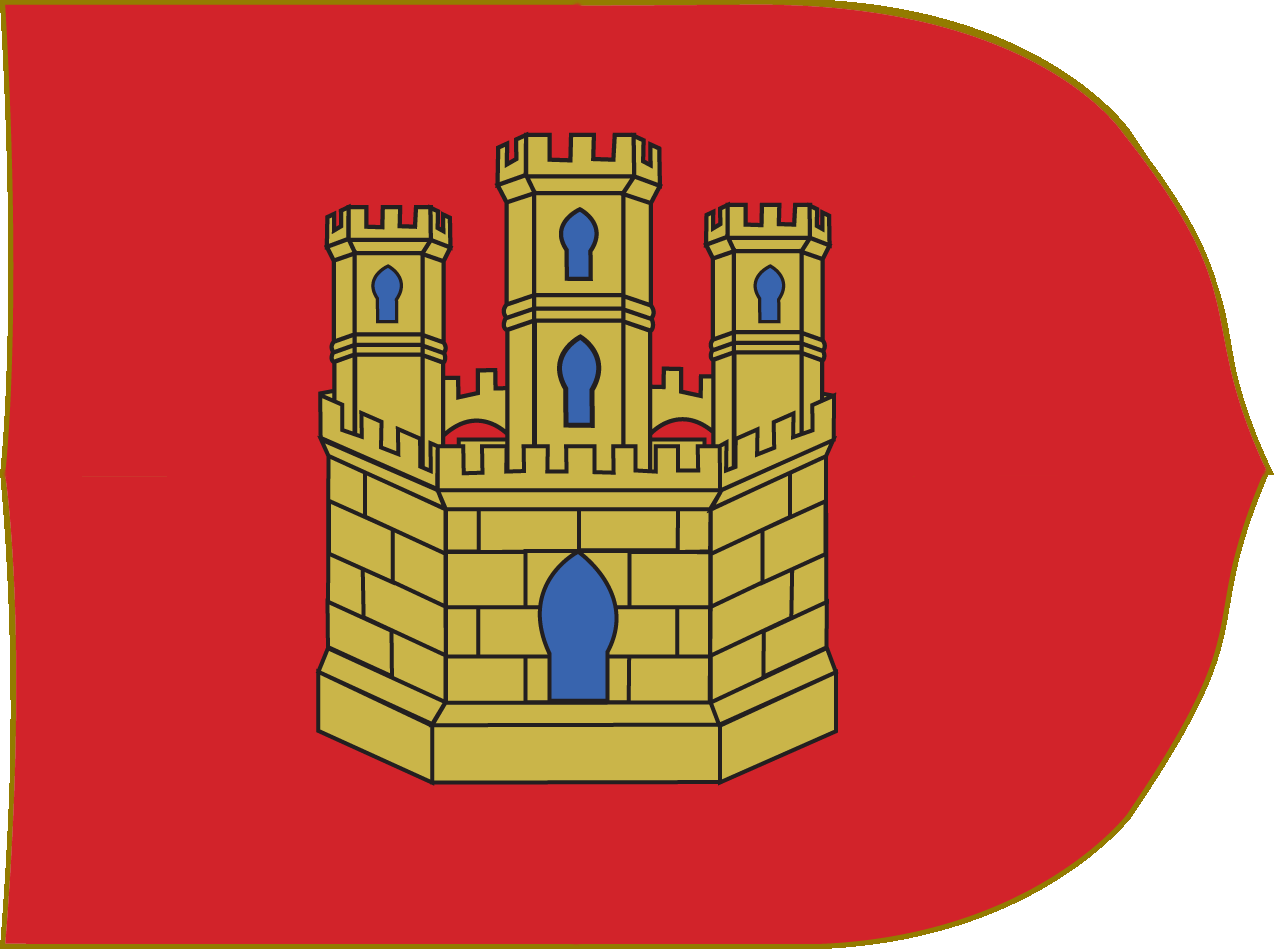
카스티야 왕국의 국기
레온 왕국의 국기
카스티야 연합왕국의 국기
압스부르고 스페인의 국기
알자스 로렌의 국기
포메라니아 공국의 국기
루카 공국의 국기
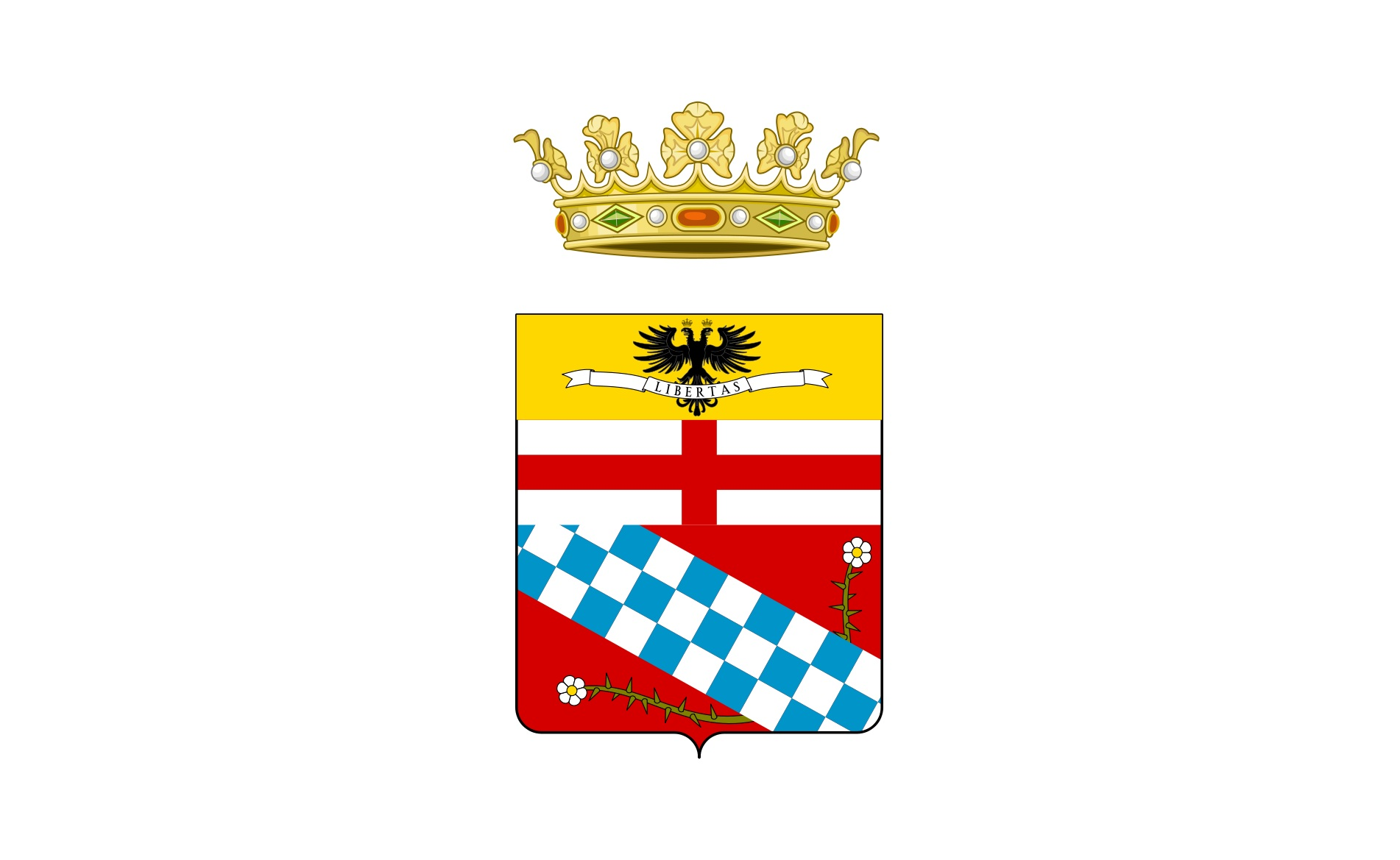
마사 카라라 공국의 국기
세나리카 공화국의 국기
놀리 공화국의 국기
코스페이아 공화국의 국기
안코나 공화국의 국기
브르타뉴 공국의 국기
브르타뉴 공국의 국기
1912년 하계 올림픽 당시 쓰인 보헤미아의 기
올란드 제도의 국기
건지섬의 국기
건지섬의 국기
양시칠리아 왕국의 국기
엘바 공국의 국기
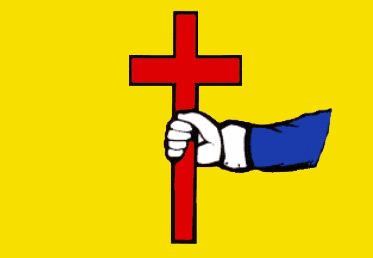
타이코넬의 국기
보헤미아 공국의 국기
중세 세르비아 왕국의 국기
세르비아 왕국의 국기
몬테네그로 주교후국의 국기
세르비아 크라이나 공화국의 국기
동슬라보니아 바라니아 서시르미아의 국기
몰다비아 왈라키아 연합공국의 국기
몰다비아 왈라키아 연합공국의 국기
프로이센 왕국의 국기
프로이센 공국의 국기
폴란드 왕령 프로이센의 국기
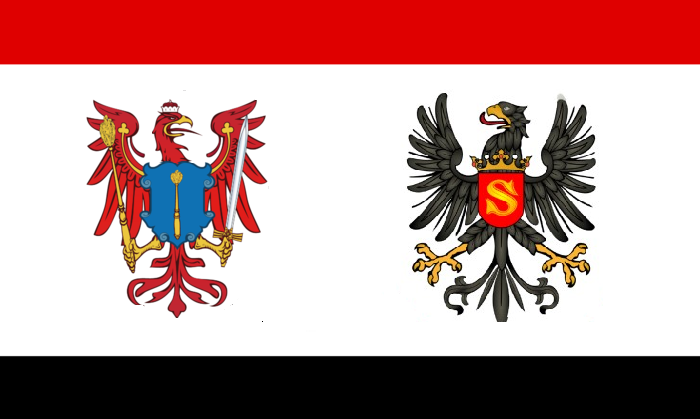
브란덴부르크-프로이센의 국기
이카리아의 국기
아일랜드 왕국의 국기
잉글랜드 연방의 국기
랑고바르드 왕국의 국기
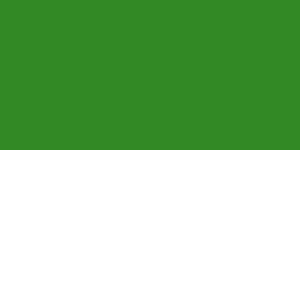
안할트쾨텐 공국의 국기
브라운슈바이크 공국의 국기
안할트 공국의 국기
리페 후국의 국기
베스트프로이센의 국기
오스트프로이센의 국기
프로이센 왕국의 국기
프로이센 왕국의 국기
프로이센 왕국의 국기
러시아 차르국의 국기
러시아 연방의 국기
스웨덴의 국기
스웨덴 제국의 국기
스페인 제1공화국의 국기
웨섹스 왕국의 국기
머시아 왕국의 국기
노섬브리아 왕국의 국기
켄트 왕국의 국기
서섹스 왕국의 국기
귀네드 왕국의 국기
동로마 제국의 국기
나폴리 왕국의 국기
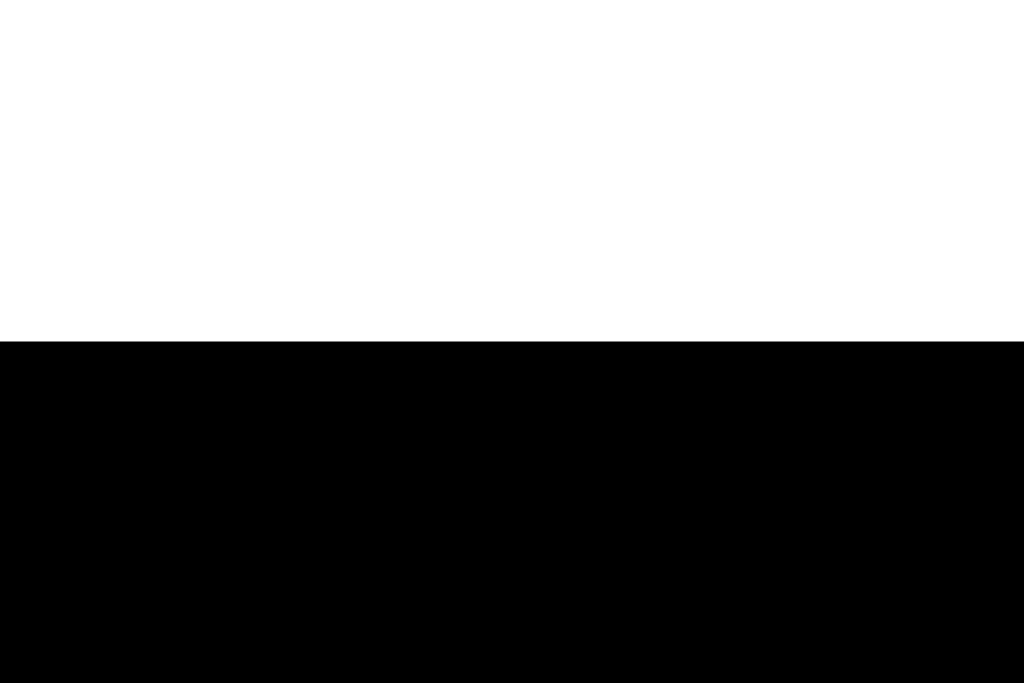
시에나 공화국의 국기
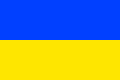
고리치아 백국의 국기
시칠리아 토후국, 파티마 왕조의 국기
로마 공화국의 국기
케른텐 공국의 국기
크라인 공국의 국기
슈타이어마르크 공국의 국기
부코비나 공국의 국기
달마티아 왕국의 국기
오스트리아 연해 지대의 국기
잘츠부르크 공국의 국기
로즈섬 공화국의 국기
로즈섬 공화국의 국기
페리로쟈 공화국의 국기
러블리 왕국의 국기
오크니 제도의 국기
킬리키아의 아르메니아 왕국의 국기
서독의 국기
니스 백국의 국기
러시아 소비에트 연방 사회주의 공화국의 국기
벨로루시 소비에트 사회주의 공화국의 국기
벨로루시 소비에트 사회주의 공화국의 국기
우크라이나 소비에트 사회주의 공화국의 국기
우크라이나 소비에트 사회주의 공화국의 국기
우크라이나 소비에트 사회주의 공화국의 국기
우크라이나 소비에트 사회주의 공화국의 국기(정식 국기로 채택되기 이전의 국기)
몰도바 소비에트 사회주의 공화국의 국기
에스토니아 소비에트 사회주의 공화국의 국기
라트비아 소비에트 사회주의 공화국의 국기
리투아니아 소비에트 사회주의 공화국의 국기
우크라이나의 국기
스페인의 국기,상선기
스페인의 국기
스페인의 국기
포르투갈 왕국의 국기
포르투갈 왕국의 국기
1980년 하계 올림픽 당시 사용한 포르투갈의 기
포르투갈 브라질 알가르브 연합왕국의 국기
노브고로드 공화국의 국기
녹우크라이나의 국기
크림 지방 정부의 국기
발트 연합공국의 국기
노르웨이 왕국의 국기
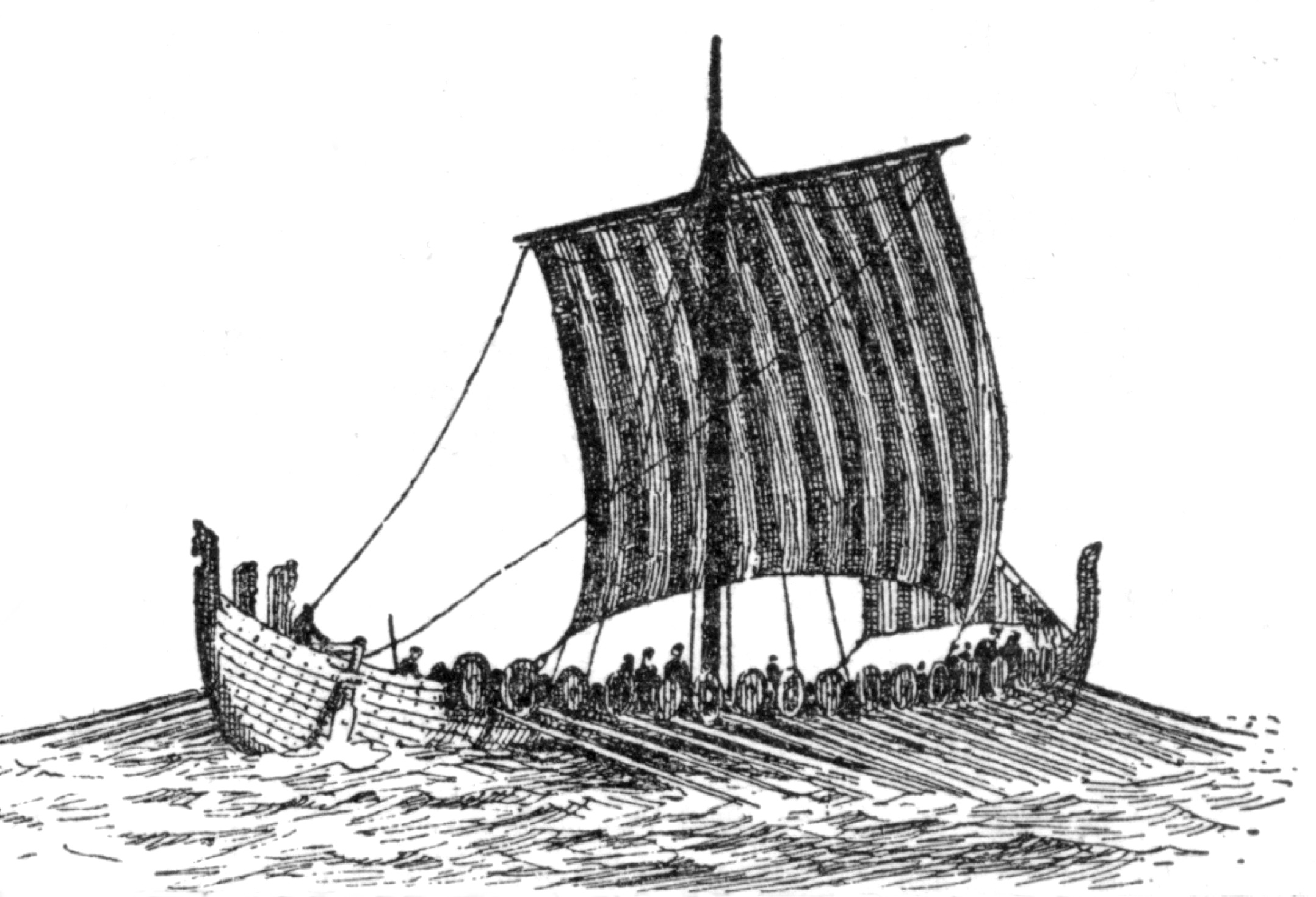
아이슬란드의 개척의 기
노레그벨디의 국기
노레그벨디의 국기
핀란드 왕국의 국기
핀란드 왕국의 국기
포르투갈 제국의 국기
우크라이나 소비에트 인민공화국의 국기
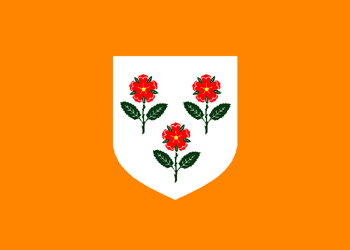
로즈섬 공화국의 국기
모나코의 국기
톨레도 왕국의 국기
폴란드 왕국의 국기
폴란드의 국기
크루세보 공화국의 국기
중앙 알바니아 공화국의 국기
코카서스 이슬람 왕국의 국기
세르비아의 국기
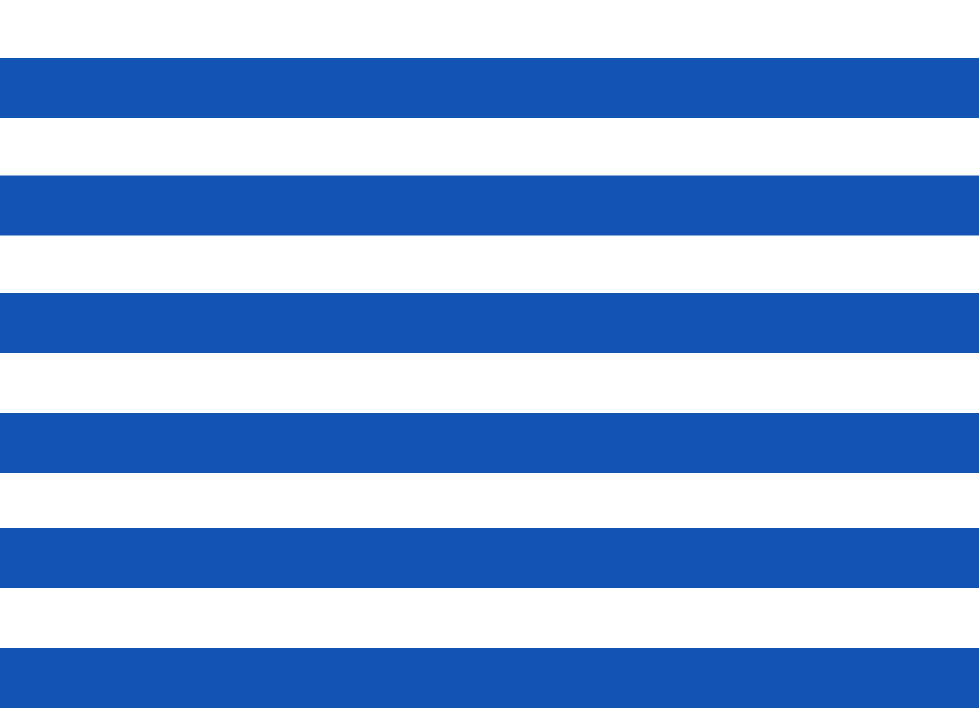
아이슬란드의 국기
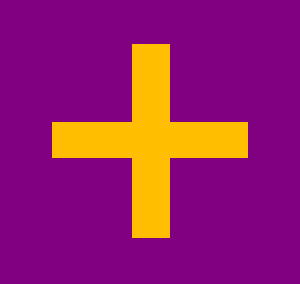
세르비아 제국의 국기
로마 제국의 국기
웨일스 공국의 국기
플랑드르 백작령의 국기
마요르카 왕국의 국기
노르망디 공국의 국기
노르망디 공국의 국기
브라반트 공국의 국기
카스티야 왕국의 국기
홀슈타인 공국의 국기
모데나 레조 공국의 국기
불가리아 제2제국의 국기
거록한 산의 수도원 주의 국기
테살로니키국의 국기
아일랜드 자유국의 국기
헬베티아 공화국의 국기
구스위스 연방의 국기
아르투아 백국의 국기
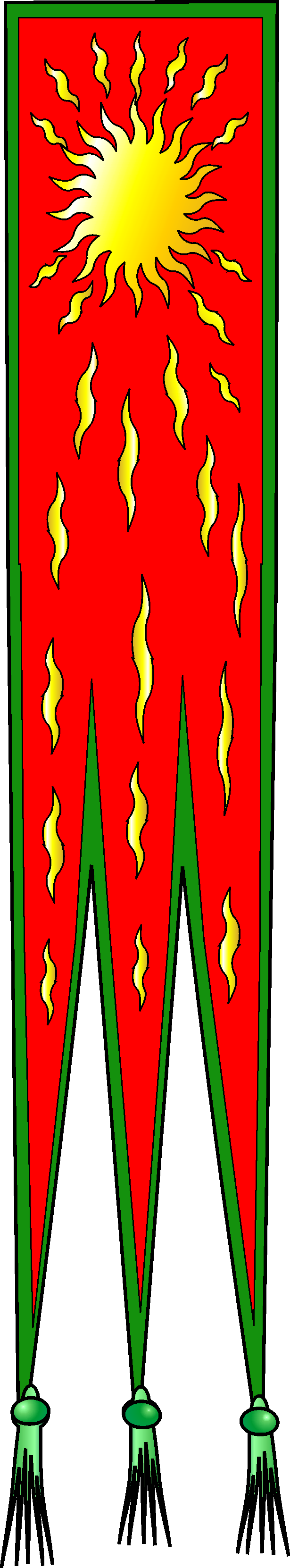
샤를마뉴 대제의 깃발
부르군트 자유백국의 국기
서 보스니아 헤르체고비나의 국기
사모스 군정제의 국기
동부 대륙 그리스의 아레이오스 파고스의 국기
산마리노의 국기
프랑코 정권의 국기
프랑코 정권의 국기
프랑코 정권의 국기
포르투갈 백국의 국기
포르투갈 왕국의 국기
프랑스의 국기 (12세기 ~ 13세기)
프랑스의 국기 (14세기 ~ 16세기)
리히텐슈타인의 국기
안도라의 국기
안도라의 국기
바티칸 시국의 국기
바티칸 시국의 국기
카렐리야-핀란드 소비에트 사회주의 공화국의 국기
자캅카스 사회주의 연방 소비에트 공화국의 국기
폴란드 지하국가의 국기
크라쿠프 대공국의 국기
그리스 군사 정권 시대의 그리스의 국기
리투아니아의 국기
리투아니아의 국기
우크라이나국, 우크라이나 인민공화국의 국기
벨라루스의 국기
자고리인의 코이논의 국기
동루멜리아의 국기
위트레흐트 주교후국의 국기
부르고뉴령 네덜란드, 합스부르크 네덜란드의 국기
초기 네덜란드의 국기
잉글랜드 연방의 국기
잉글랜드 연방의 국기
그레이트브리튼 왕국의 국기
크로아티아 왕국의 국기
포르투갈 왕국의 국기
네덜란드 공화국, 뉴네덜란드의 국기
보스니아 헤르체고비나 연방의 국기
로코트 자치국의 국기
코르도바 아미르국의 국기
쿠를란트-젬갈레 공국의 국기
소련의 초기 비공식 국기
소련의 국기
핀란드 왕국의 국기
핀란드 왕국의 국기
라마르슈 백국의 국기
몬테네그로 공화국의 국기
크로아티아의 국기
크로아티아-슬로베니아 왕국의 국기
세르비아 공화국의 국기
도네츠크-크리보이로크 소비에트 공화국의 국기
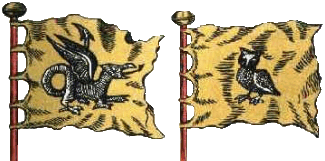
카잔 칸국의 국기
스쿠타리 파살릭의 국기
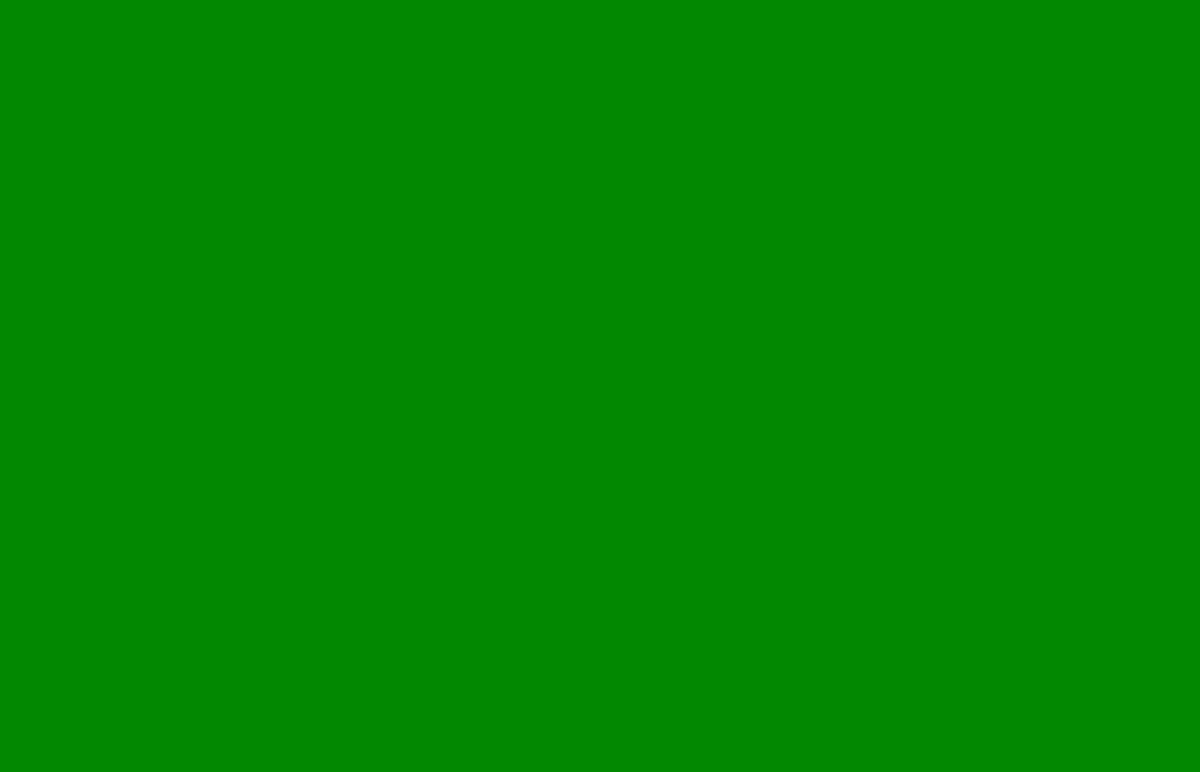
무르시아의 국기
무르시아의 리얼기
마요르카의 국기
헝가리 공국의 국기
안코닌 공화국의 국기
메이센 마르그라바테의 국기
포르투갈의 국기
포르투갈의 국기
포르투갈의 국기
크로아티아 바노비나의 당시의 기
크로아티아-슬로베니아 왕국의 국기
슬로바키아 공화국의 국기
신성 로마제국의 국기
신성 로마제국의 국기
신성 로마제국의 국기
신성 로마제국의 국기
벨기에 합중국, 브라반트 혁명의 국기
벨기에 합중국의 국기
갈리치아-로도메리아 왕국의 국기
갈리치아-로도메리아 왕국의 국기
먼스터 왕국의 국기
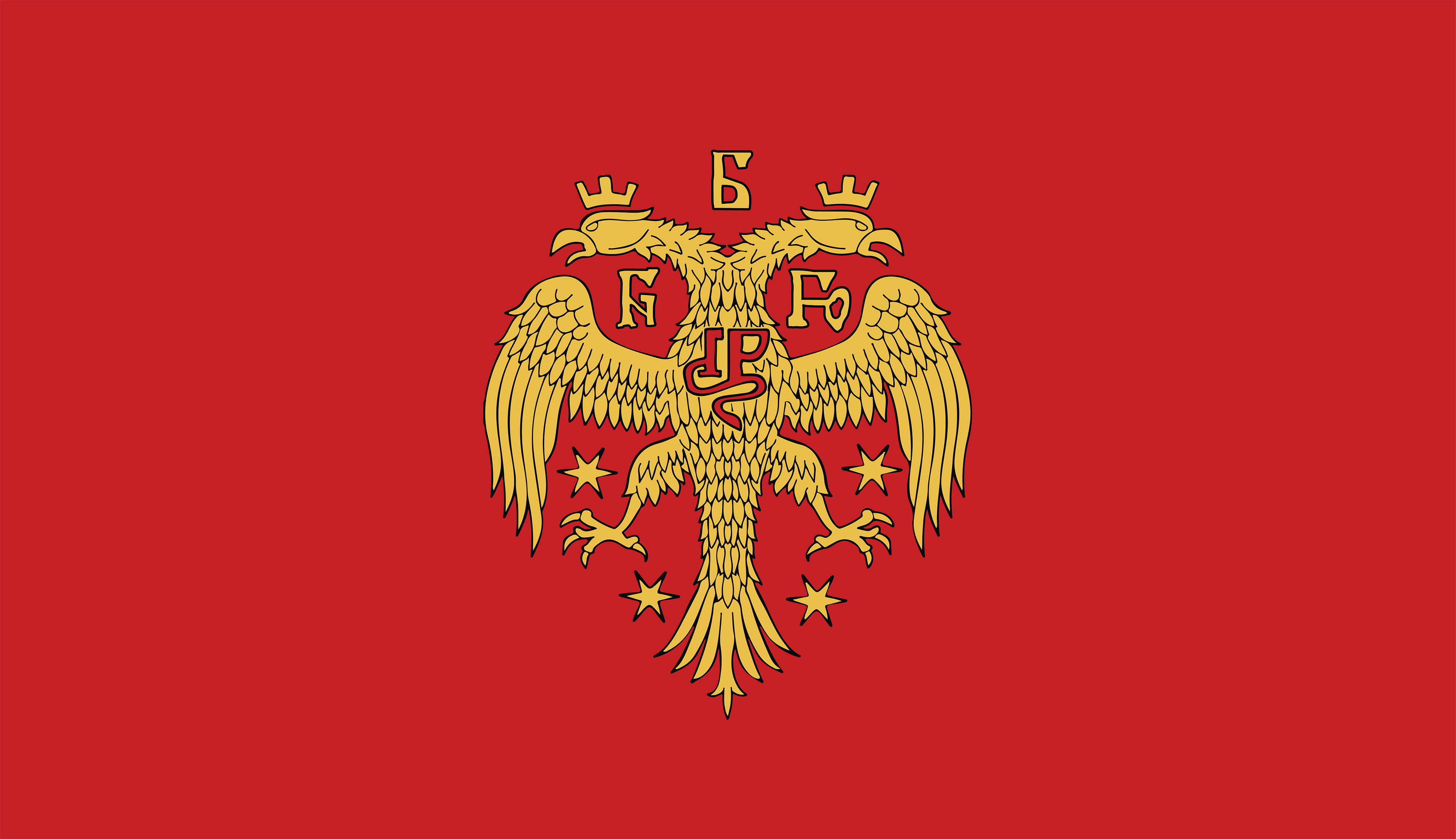
제타의 국기
피날레 후작의 국기
이탈리아 카르나로 비상의 국기
루카 피움비노 공국의 국기
주디카테 아르보레아의 국기
앙코니네 공화국의 국기
크레마 공화국의 국기
치스파다나 공화국의 국기
알바 공화국의 국기
베른의 국기
아바르 칸국의 국기
벨로루시 소비에트 사회주의 공화국의 국기
크림 칸국의 국기
크림 칸국의 국기
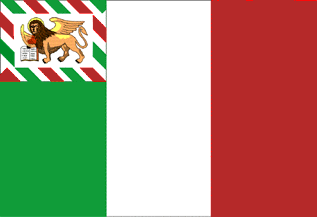
산마르코 공화국의 국기
프랑크푸르트 자유도시의 국기
로다닉 공화국의 국기
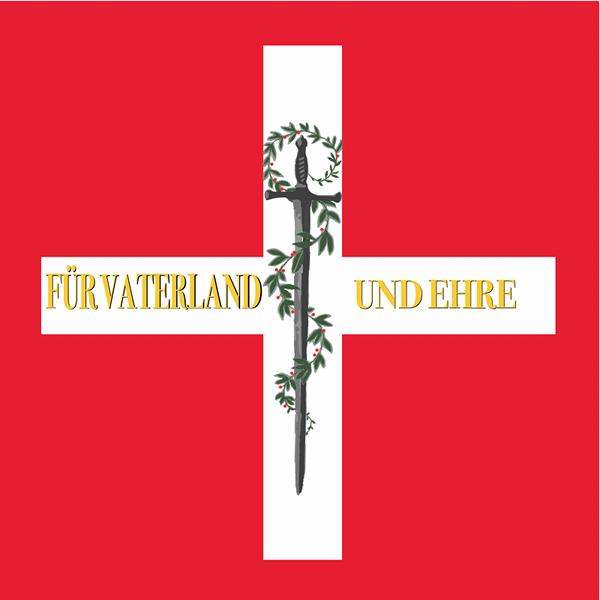
스위스의 국기
아라곤 지방 방위 위원회의 국기
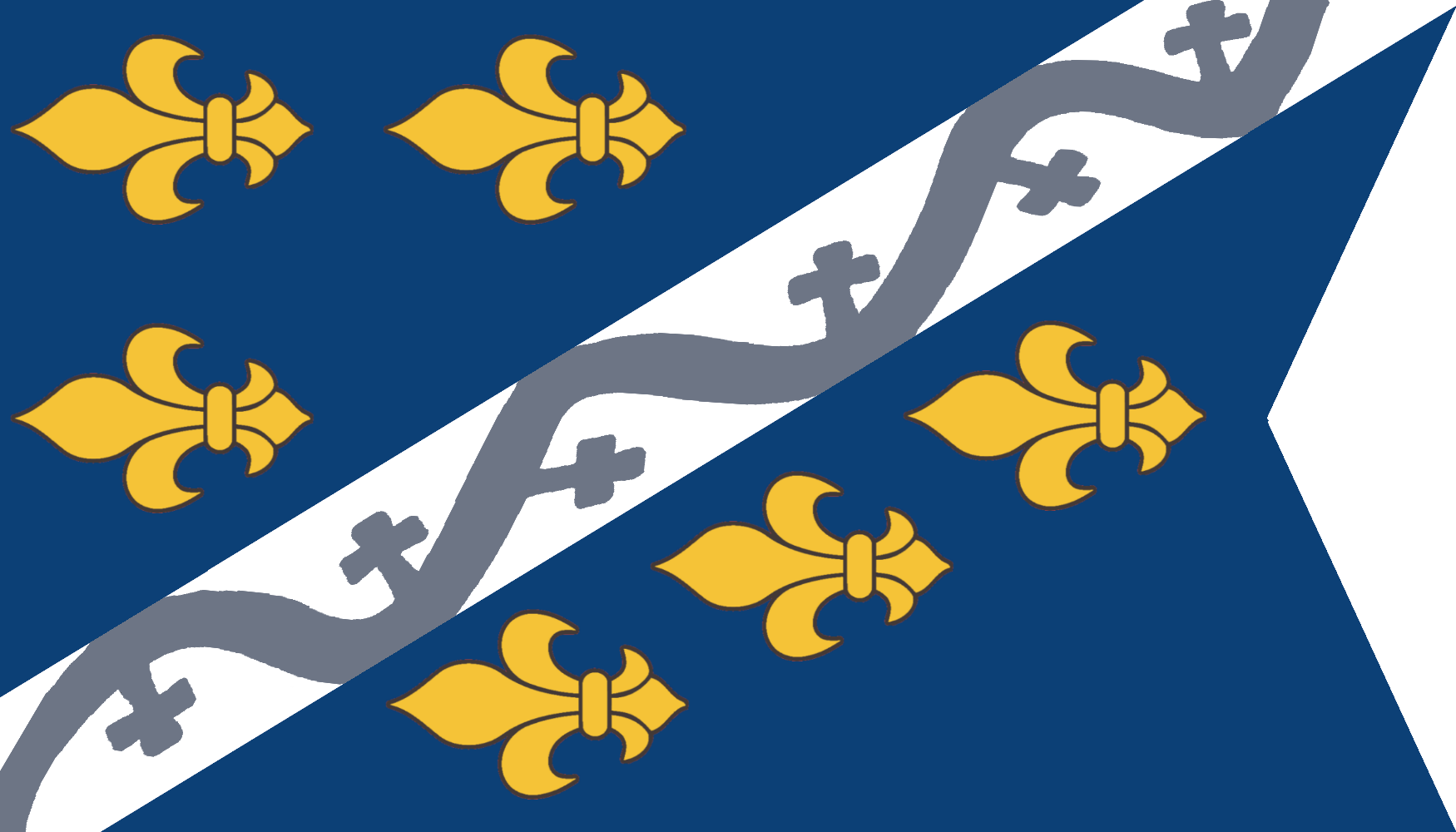
보스니아 왕국의 국기
생사바 공작의 국기
폴로츠크 공국의 국기
레옌 공국의 국기
핀두스 공국의 국기
아바르 칸국의 국기
알보나 공화국의 국기
쓰쿠미 공작의 국기
이치케리야 체첸 공화국의 국기
포이스 왕국의 국기
에식스 왕국의 국기
롬바르디아-베네치아 왕국의 국기
크루셰보 공화국의 국기
시메온 제국의 국기
베네치아 공화국의 국기
알바니아 왕국의 국기
알바니아 공화국의 국기
알바니아 공국의 국기
코르처의 국기
미르디타의 국기
보스니아 헤르체고비나 공화국의 국기
페로 제도의 국기

## 아프리카

오렌지 자유국의 국기
트란스발 공화국의 국기
비아프라의 국기
자이르의 국기
탕가니카의 국기
베냉 인민공화국의 국기
콩고 인민공화국의 국기
에티오피아 제국의 국기
에티오피아 제국의 국기
남아프리카 연방의 국기
잔지바르의 국기
메리나 왕국의 국기
대리비아 아랍 사회주의 인민 자마히리야국의 국기
레소토의 국기
레소토의 국기
콩고 왕국의 국기
카탕가국의 국기
아프리카 연합의 기
모잠비크 인민 공화국의 국기
로디지아의 국기
짐바브웨 로디지아의 국기
아샨티 왕국의 국기
말리 연방의 국기
르완다의 국기
카메룬의 국기
카메룬의 국기
우간다의 국기
모리타니의 국기
1952년 이집트 혁명의 기
이집트 왕국, 이집트 공화국의 국기
다호메이 왕국의 국기
베닌 제국의 국기
오트볼타의 국기
트란스케이의 국기
시스케이의 국기
벤다의 국기
보푸사츠와나의 국기
이집트 속주의 국기
카보베르데의 국기
라이베리아의 국기
가나의 국기
토고의 국기
부룬디 왕국의 국기
부룬디 왕국의 국기
부룬디 왕국의 국기
부룬디의 국기
소말릴란드의 국기
에티오피아 인민민주공화국의 국기
에티오피아의 국기
에티오피아의 국기
잠비아의 국기
말라위의 국기
세이셸의 국기
세이셸의 국기
에스와티니의 국기
로앙고 군주국의 국기
가나의 국기
아프리카 연방 공화국의 국기
카넴-보르누 제국의 국기
키레나이카 토후국의 국기
에리트레아의 국기
에리트레아의 국기
트라페주스 제국의 국기
잔지바르 술탄국의 국기
잔지바르 술탄국의 국기
코모로의 국기
코모로의 국기
코모로의 국기
코모로의 국기
코모로의 국기
오스만령 트리폴리타니아 국기
트리폴리타니아 공화국의 국기
아달 술탄국의 국기
콩고 왕국의 국기
보르누 제국의 국기
이드리스 왕조의 국기
콩고 공화국의 국기
콩고 공화국의 국기
콩고 공화국의 국기
모잠비크의 국기
이집트 속주의 국기
초기 에티오피아의 국기
맘루크 술탄국의 국기
수단 마흐디국의 국기
적도 기니의 국기
적도 기니의 국기
모잠비크 인민공화국의 국기
나탈 공화국의 국기
부룬디의 국기
르완다 왕국의 국기
수단의 국기
알제리 임시 정부의 국기
압델카데르 토후국의 국기
리프 공화국의 국기
틀렘센 왕국의 국기
메나베 왕국의 국기
보이나 왕국의 국기
살레 공화국의 국기
메릴랜드 공화국의 국기
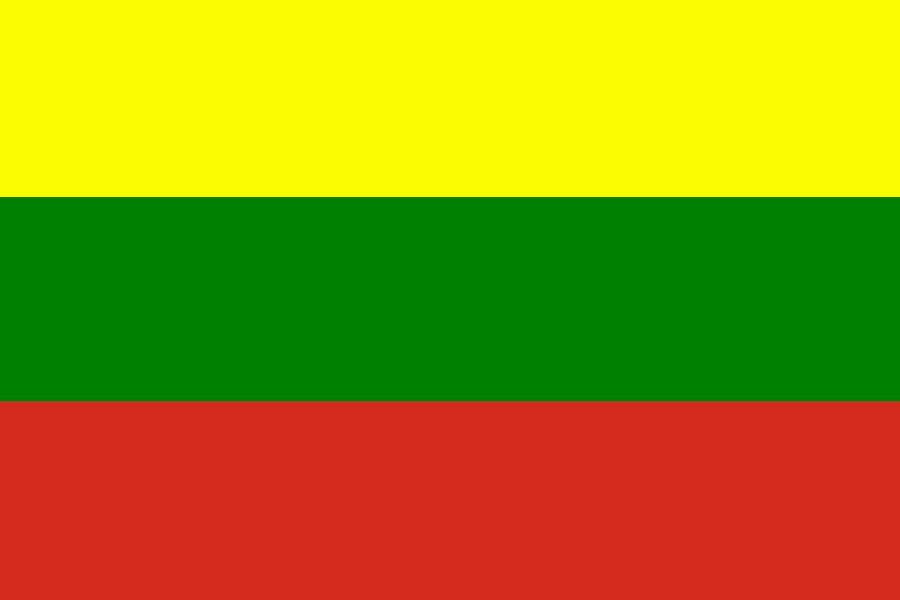
줄루 왕국의 국기
남카사이의 국기
바로첼란드의 국기
부간다 왕국의 국기
앙콜레 왕국의 국기
토로 왕국의 국기
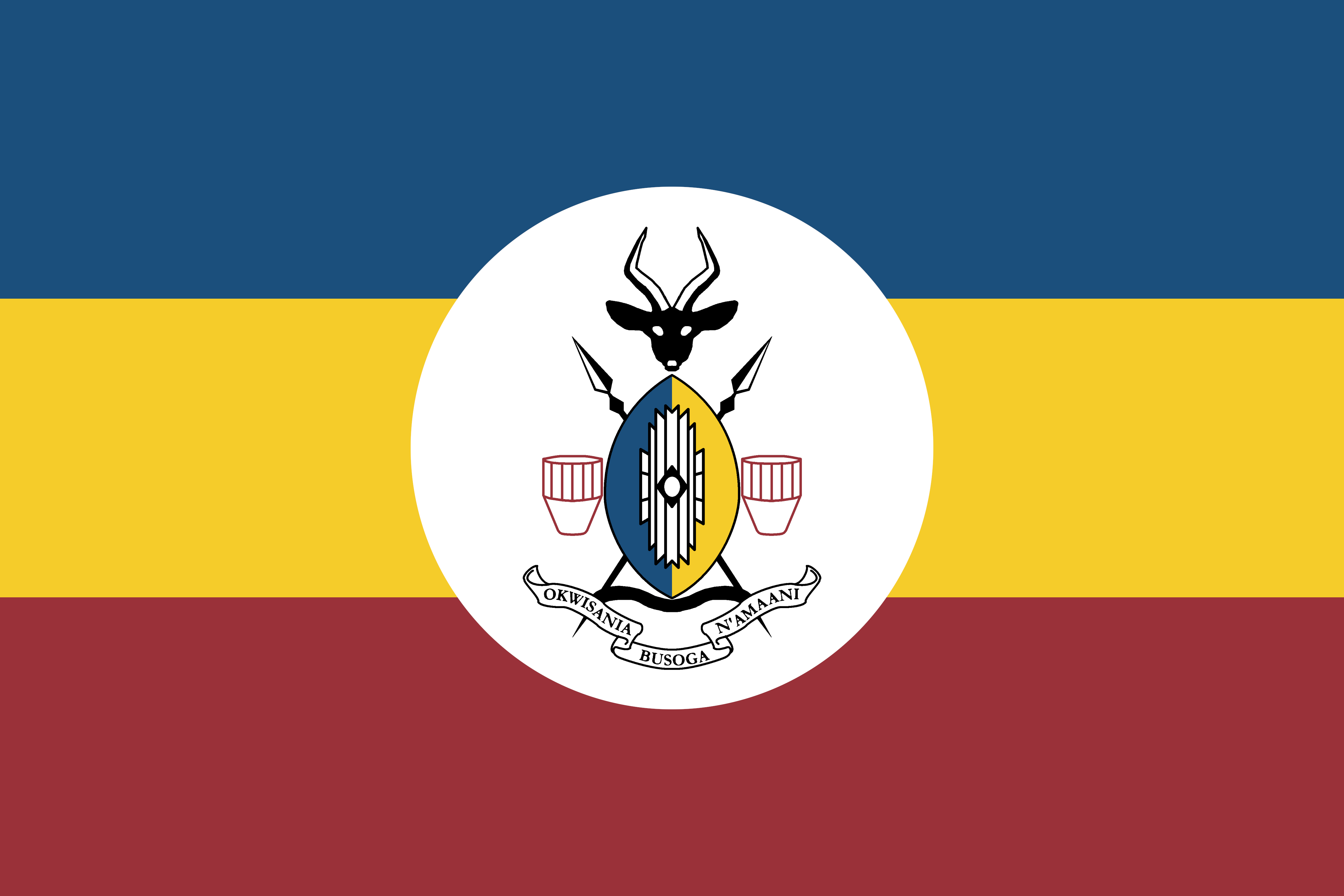
부소가 왕국의 국기
바니오로 왕국의 국기
다호메이 왕국의 국기
푸타 잘론의 국기
프랑스령 푸타 잘론의 국기
부시맨랜드의 국기
다마라랜드의 국기
나마랜드의 국기
레호보-바스터랜드의 국기
오밤보랜드의 국기
레보와의 국기
콰줄루의 국기
동카프리비의 국기
가잔클루의 국기
헤레로랜드의 국기
카방고랜드의 국기
콰은데벨레의 국기
콰콰의 국기
말리 제국의 국기
타마타베 왕국의 국기
타니베 왕국의 국기
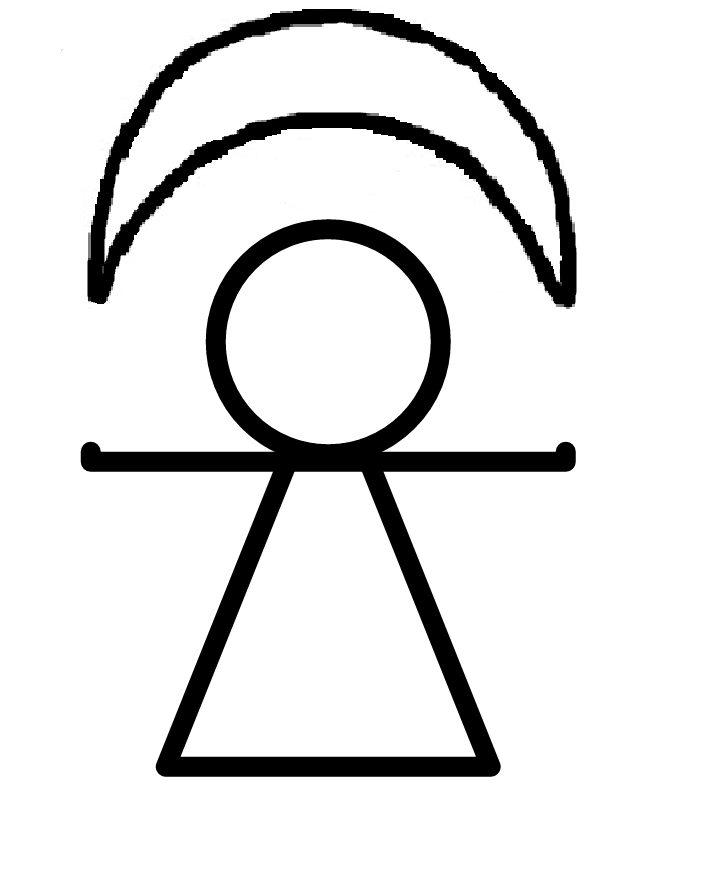
고대 카르타고의 국기
다르푸르 술탄국의 국기
스텔라랜드의 국기
스텔라랜드의 국기
앵글로-이집트 수단의 국기
이집트 왕국의 국기
페잔의 국기
콩고 민주 공화국의 국기
콩고 민주 공화국의 국기
엠심바티 술탄국의 국기
모로코의 국기
잔지바르 인민공화국의 국기
잔지바르 인민공화국의 국기
리프레쉬멘트섬의 국기
마타벨레란드의 국기
스페인령 모로코의 국기,상선기
프랑스령 모로코의 국기,상선기
앙주앙섬의 국기
트라페주스 제국의 국기
카빈다 공화국의 국기
베닌 공화국의 국기
다호메이 왕국의 국기
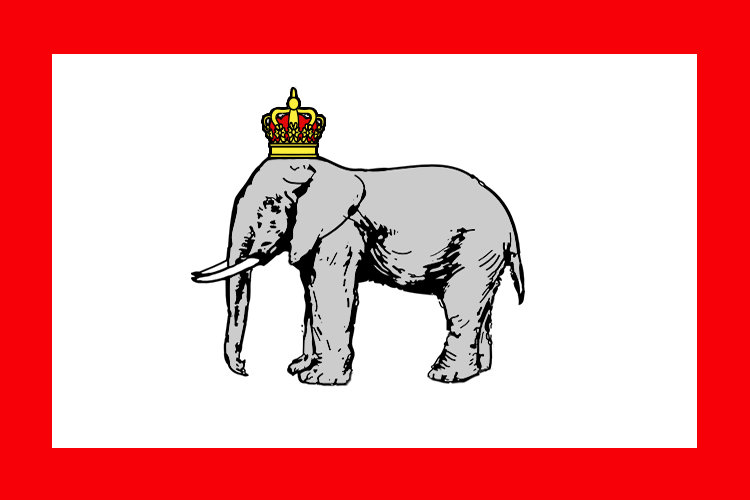
다호메이 왕국의 국기
다호메이 왕국의 국기
카콩고 왕국의 국기
에스와티니의 국기
모엘리섬의 국기
안톤길 왕국의 국기
안탄카라나 왕국의 국기
와술루 제국의 국기
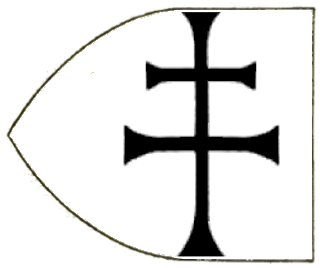
마쿠리아의 국기
카르타고의 국기
실루크 왕국의 국기
19세기 모로코의 국기
코르도판의 국기
마흐디의 국기
에티오피아 제국의 국기
아프리카 연방 공화국의 국기
틀렘센 왕국의 국기
탕헤르의 국기
20세기 초 모로코의 국기
소말리아의 국기
아랍 공화국 연방의 국기
무하마드 알리 왕조의 국기
파티마 왕조, 시칠리아 토후국의 국기
남아프리카 연방의 국기 (적색)
남아프리카 연방의 국기 (청색)
남아프리카 연방의 국기 (적색)
메리나 왕국의 국기
에티오피아의 국기
아이유브 술탄국의 국기
하프스 왕조 (하프스 왕조)의 국기
하프스 왕조 (하프스 왕조)의 국기
아이트 아바스 왕국의 국기
아유비드 왕조의 국기
아유비드 왕조의 국기
소코토 칼리파국의 국기
아주란 술탄국의 국기
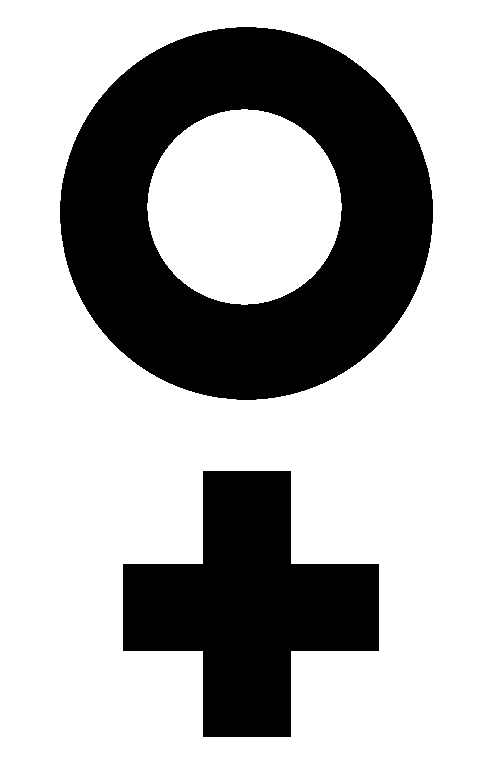
푸지 술탄국의 국기
음왈리 술탄국의 국기
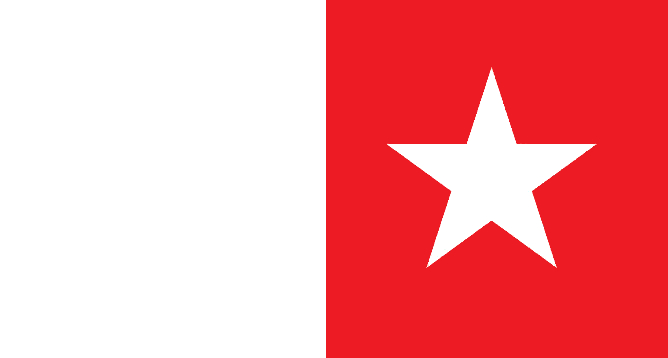
후모바카리 술탄국의 국기
페즈 왕국의 국기
켈 아하그가르의 국기
니우웨 레퓌블리크의 국기
고센의 국기
알로디아의 국기
아로의 국기
아샨티 제국의 엠블럼 기
카노의 국기
틀멕켄 왕국의 국기
예케 왕국의 국기
마티아조 공화국의 국기
베니 압바스 왕국의 국기
베니 압바스 왕국의 국기
스텔라랜드의 국기
클라인 브리스타트의 국기
남아프리카 공화국(트란스발 공화국)의 국기

## 북아메리카

아메리카 연합국의 국기
텍사스 공화국의 국기
캘리포니아의 국기
버몬트 공화국의 국기
러시아령 아메리카의 국기
서인도 연방의 국기
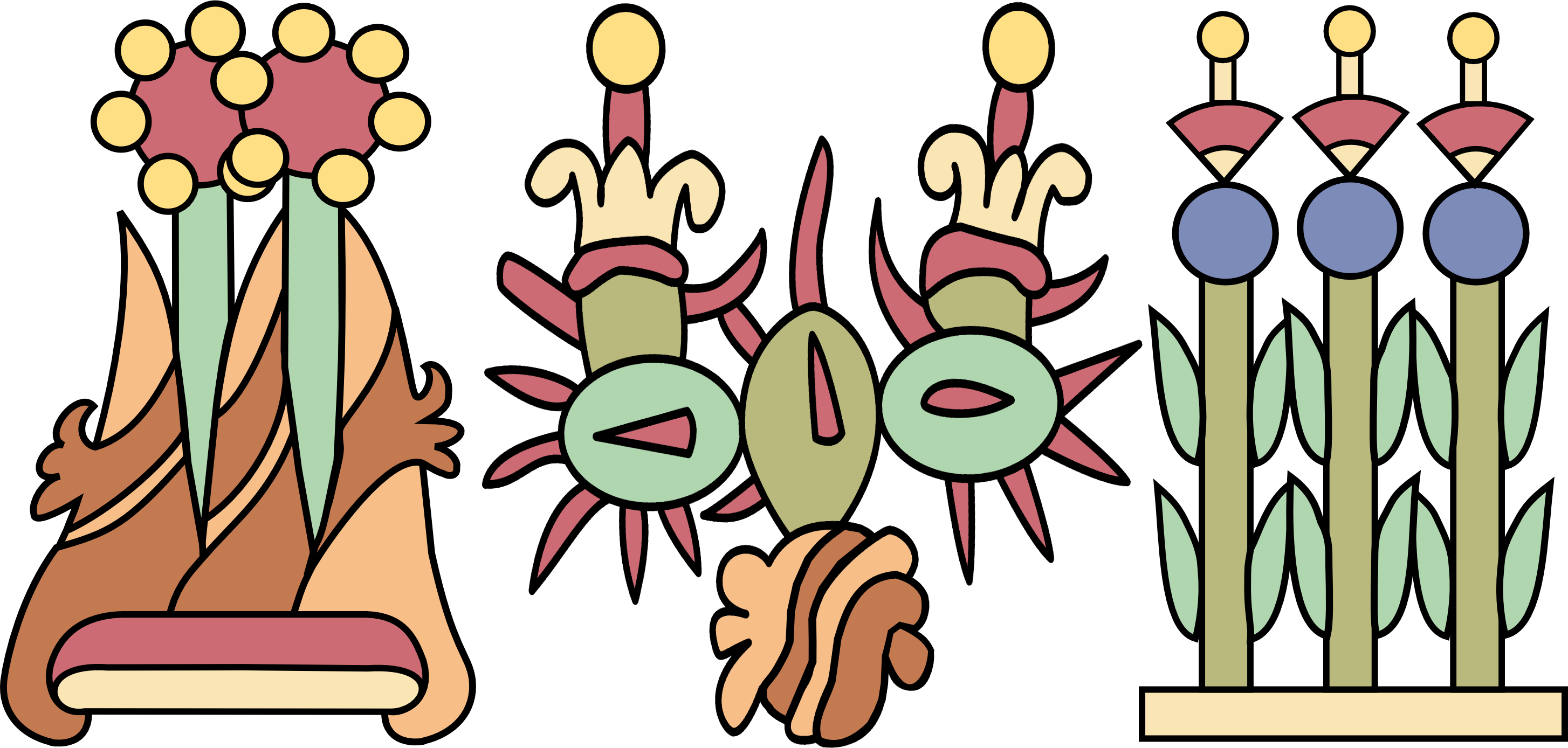
아즈텍 제국의 국기
네덜란드령 안틸레스의 국기
네덜란드령 안틸레스의 국기
앵귈라의 국기
중앙아메리카 대공화국의 국기
온두라스의 국기
온두라스의 국기
온두라스의 국기
뉴펀들랜드 자치령의 국기
뉴네덜란드의 국기
파나마의 국기
과테말라의 국기
아이티 왕국의 국기
아이티의 국기
아이티의 국기
그레나다의 국기
모스키토 코스트의 국기
세인트빈센트 그레나딘의 국기
세인트빈센트 그레나딘의 국기
세인트키츠-네비스-앵귈라의 국기
세인트키츠-네비스-앵귈라의 국기
테노치티틀란의 국기
틀라텔롤코의 국기
테츠코코의 국기
중앙아메리카 연방공화국의 국기
코스타리카의 국기
코스타리카의 국기
코스타리카의 국기
리오그란데 공화국의 국기
세인트루시아의 국기
세인트루시아의 국기
캐나다의 국기
캐나다의 국기
캐나다의 국기
멕시코 제1제국의 국기
멕시코 제1제국의 국기
과테말라의 국기
과테말라의 국기
벨리즈의 국기
엘살바도르의 국기
엘살바도르의 국기
엘살바도르의 국기
엘살바도르의 국기
엘살바도르의 국기
아이티 제국의 국기
아이티의 국기
아이티 독립 운동 당시의 국기
쿠바 독립 운동 당시의 국기
도미니카 공화국의 국기
도미니카 공화국의 국기
도미니카 연방의 국기
도미니카 연방의 국기
도미니카 연방의 국기
유카탄 공화국의 국기
소노라 공화국의 국기
바하 캘리포니아 공화국의 국기
푸에르토리코의 국기
푸에르토리코의 국기
푸에르토리코의 국기
버뮤다의 국기
케이맨 제도의 국기
코스타리카의 국기
코스타리카의 국기
코스타리카의 국기
중앙아메리카 연방 시절의 과테말라 국기
중앙아메리카 연방 공화국의 국기
멕시코 제2제국의 국기
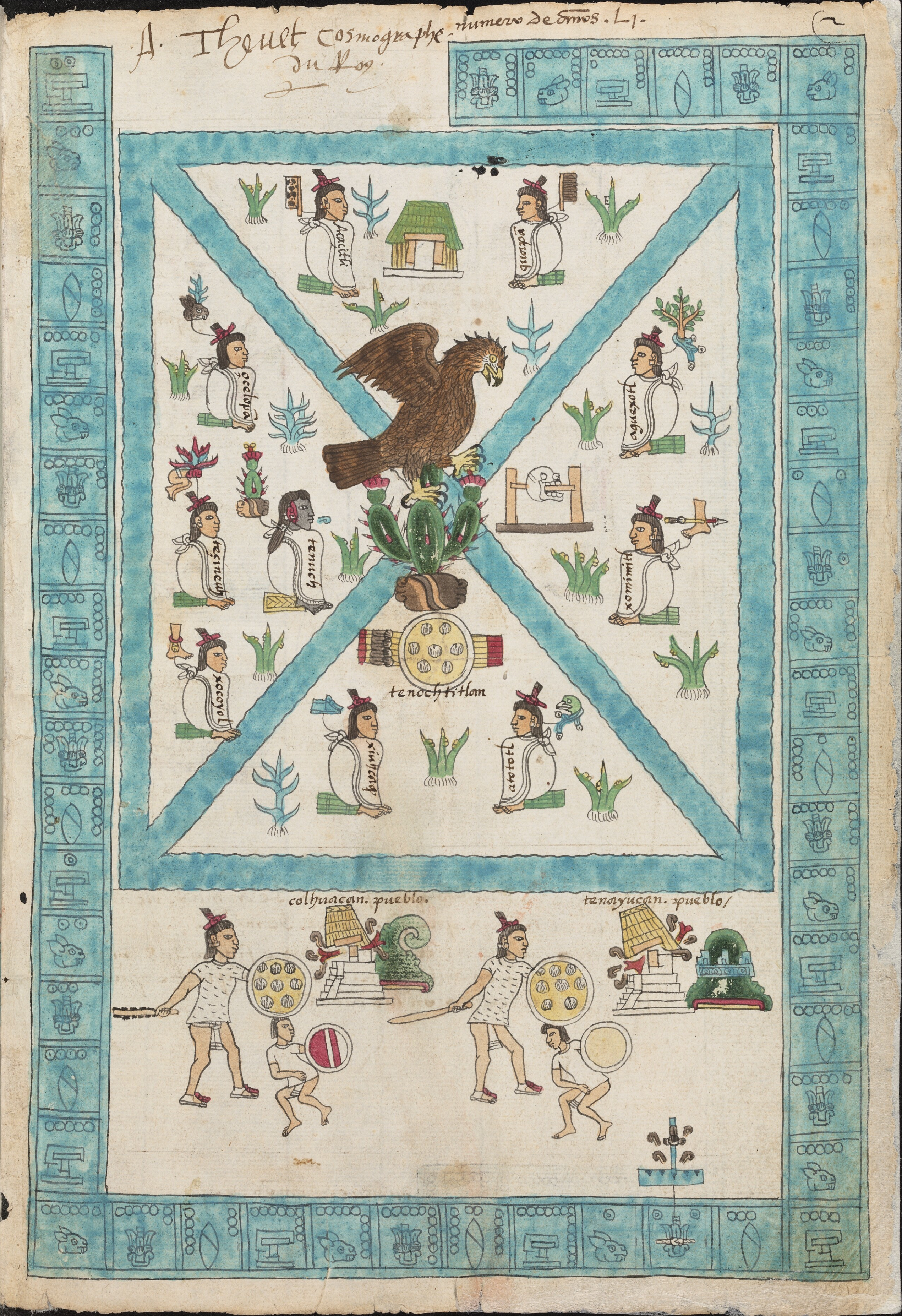
아스테카 제국의 국기
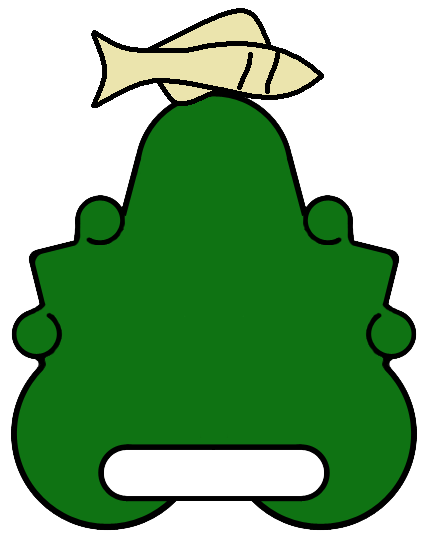
타라스코국의 국기
레돈다 왕국의 국기
서플로리다의 기
서플로리다 공화국의 국기
멕시코 제1공화국의 국기
트리니다드 공국의 국기
프레도니아의 국기
아우터 발도니아 공국의 국기
뉴잉글랜드의 국기
라코타 공화국의 국기
이로쿼이 연맹의 국기
체로키국의 국기
개즈던의 기
베닝턴의 기
틀라코판의 국기
쿨후아칸의 국기
찰코의 국기
빅스랜드 공국
캐나다 공화국의 국기
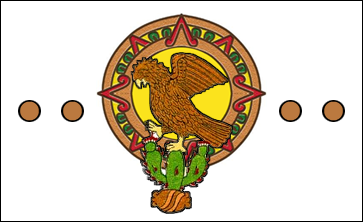
아즈텍 제국의 국기
사우스캐롤라이나 공화국의 국기
플로리다 공화국의 국기
앨라배마 공화국의 국기
조지아 공화국의 국기
루이지애나 공화국의 국기
벨리즈의 국기
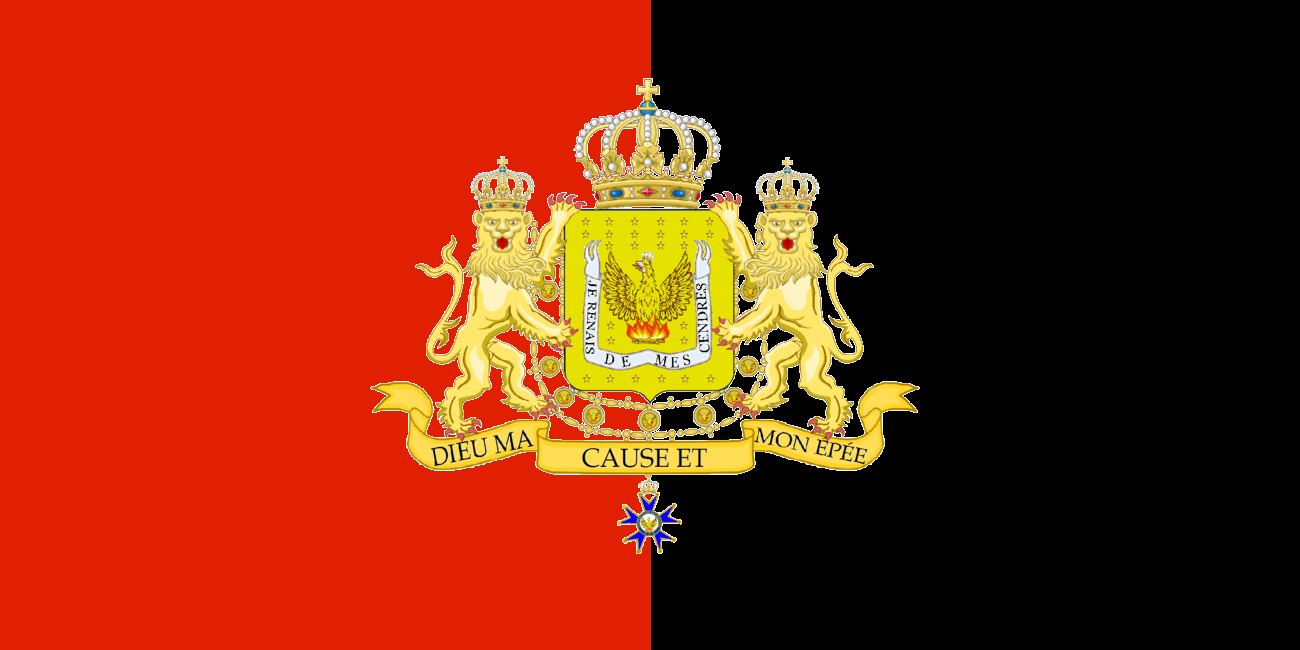
아이티 왕국의 국기
콜롬비아 파나마주의 기
니카라과의 국기
니카라과의 국기
니카라과의 국기
코스타리카의 국기
코스타리카의 국기
코스타리카의 국기
니카라과의 국기
니카라과의 국기
니카라과의 국기
멕시코 제1공화국, 멕시코 제2공화국의 국기
멕시코 최고권력기구의 국기
쿠바독립전쟁 당시의 기
엘살바도르의 표어기
니카라과의 국기,상선기
동플로리다 공화국의 국기
캐나다 하부 공화국의 국기
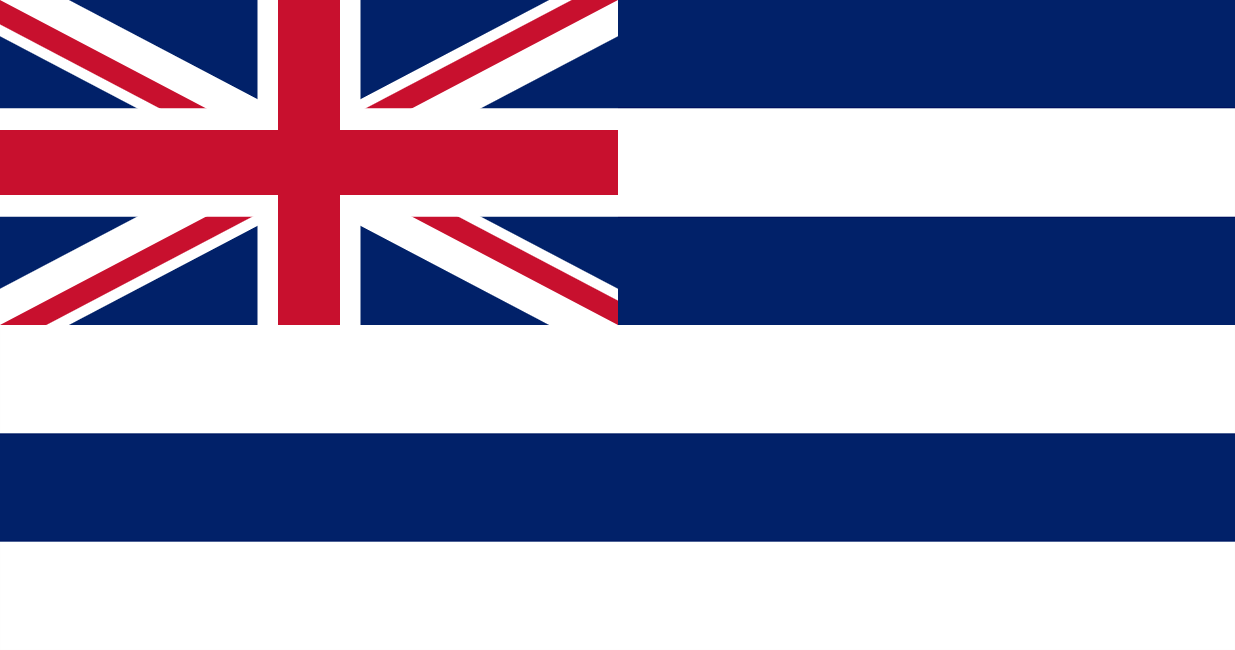
모스키토 코스트의 국기
아이티의 국기
아이티의 국기
온두라스의 국기
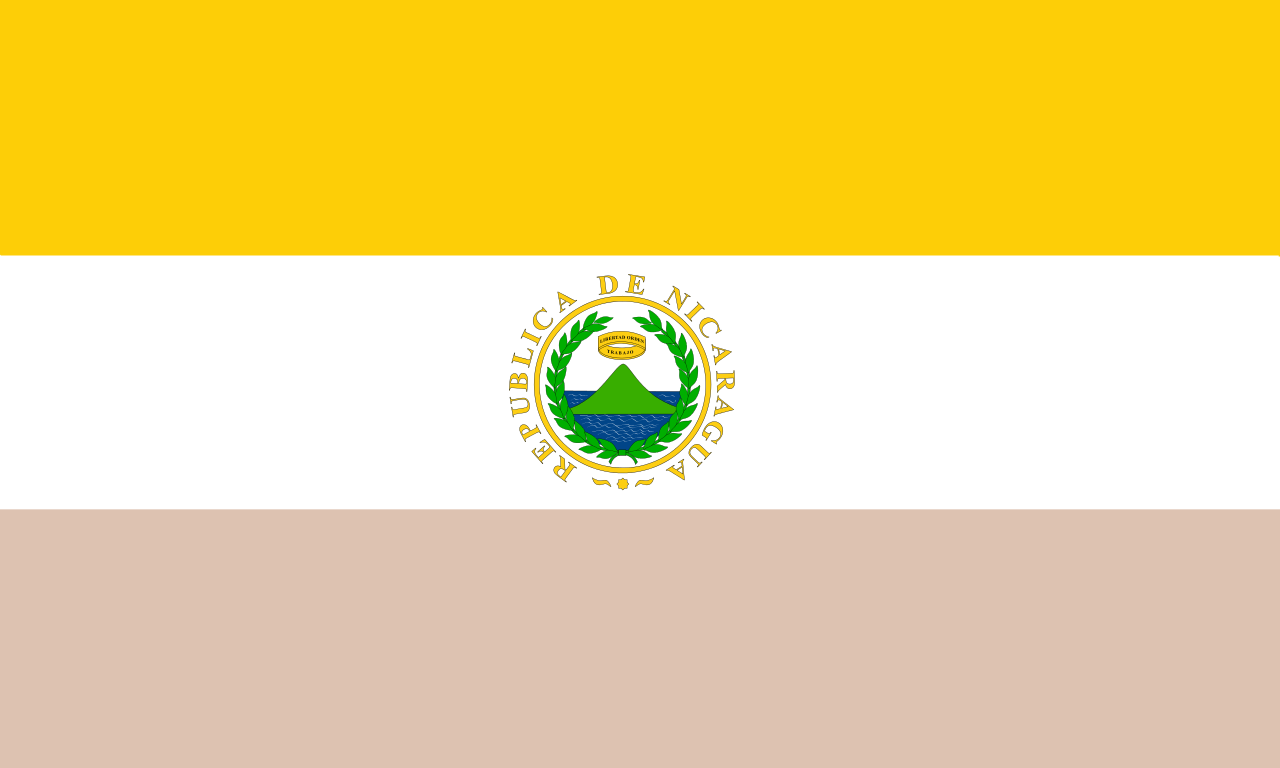
니카라과의 국기
아스카포찰코의 국기아스카포찰코의 국기
로스알토스국의 국기

## 남아메리카

그라나다 연합의 국기
뉴 그라나다의 국기
뉴 그라나다의 국기
뉴 그라나다의 국기
과야킬 자유구의 국기
파라과이의 국기
파라과이의 국기
에콰도르의 국기
에콰도르의 국기
에콰도르의 국기
그란콜롬비아의 국기
그란콜롬비아의 국기
그란콜롬비아의 국기
아크레 공화국의 국기
에콰도르의 국기
베네수엘라의 국기
베네수엘라의 국기
베네수엘라의 국기
베네수엘라의 국기
우루과이의 국기
브라질 연방 공화국의 국기
아르헨티나의 국기
아르헨티나의 국기
아르헨티나의 국기
아르헨티나의 국기
파라과이의 국기
페루의 국기
페루의 국기
페루의 국기
남페루 공화국의 국기
페루-볼리비아 연합의 국기
아라우카니아 파타고니아 왕국의 국기
히우그란지 공화국의 국기
브라질 공국의 국기
포르투갈 브라질 알가르브 연합왕국의 국기
브라질 연합왕국의 국기
파라과이의 국기
파라과이의 국기
파라과이의 국기
볼리비아의 국기
볼리비아의 국기
페루의 국기
페루의 국기
베네수엘라의 국기
베네수엘라의 국기
베네수엘라의 국기
베네수엘라의 국기
베네수엘라의 국기
베네수엘라의 국기
브라질 제국의 국기
에콰도르의 국기
리가 연방의 국기
잉카 제국의 국기
엔트레 리오스 공화국의 국기
시스플라티나의 국기
파라과이의 국기
파라과이의 국기
칠레의 국기
칠레의 국기
우루과이의 국기
볼리비아의 국기
아르헨티나의 국기
아르헨티나의 국기
브라질의 국기
브라질의 국기
브라질의 국기
브라질국의 국기
뉴 그라나다의 국기
프랑스령 기아나의 국기
에콰도르의 국기
코우나니 공화국의 국기
코우나니 공화국의 국기
줄리아나 공화국의 국기
부에노스아이레스의 국기
에콰도르의 국기
에콰도르의 국기
슈프림 준타의 국기

## 오세아니아

투발루의 국기
피지의 국기
통가 제국의 국기
네덜란드령 뉴기니의 국기
뉴헤브리디스 제도의 국기
쿡 제도의 국기
태평양 제도 신탁통치령의 국기
괌의 국기
서사모아의 국기
통가타푸 공국의 국기
통가의 국기
투발루의 국기
투발루의 국기
오스트레일리아의 국기
오스트레일리아의 국기
라로통가 왕국의 국기
라로통가 왕국의 국기
쿡 제도 연방의 국기
라파누이 왕국의 국기
라파이티 왕국의 국기
타히티 왕국의 국기
보라보라 왕국의 국기
리마타라 왕국의 국기
루루투 왕국의 국기
타히티 왕국의 국기
보라보라 왕국의 국기
타후아타 왕국의 국기
뉴헤브리디스 제도의 국기
1966년 남태평양 게임 당시 사용한 뉴헤브리디스 제도의 국기
1963년 남태평양 게임 당시 사용한 뉴헤브리디스 제도의 국기
북마리아나 제도의 국기
북마리아나 제도의 국기
2007년 남태평양 게임 당시 사용한 누벨칼레도니의 국기
헛리버 공국의 국기
미네르바 공화국의 국기
산호해 제도 게이 앤드 레즈비언 왕국의 국기
프란세빌 뉴 헤브리디스의 국기
폰페이섬의 국기
아베마마 왕국의 국기
아베마마 왕국의 국기
아베마마 왕국의 국기
후아히네섬의 국기
라이아테아섬의 국기
토켈라우의 비공식 국기
왈리스 푸투나의 비공식 국기
타이오헤 왕국의 국기
망가레바 왕국의 국기
피지 독립 왕국 연합의 국기
바우 왕국의 국기
라우 왕국의 국기
뉴질랜드의 국기
뉴질랜드의 국기
베메라나 공화국의 국기
팔미라 환초의 국기
하와이 왕국 , 하와이 공화국의 국기

## 남극

야마토 유키하라의 원정대 기
사우스조지아 사우스샌드위치 제도의 국기

## 식민지·위임통치령·보호국·종속국·속주·자치령·왕령 식민지·점령

길버트 엘리스 제도의 국기
프랑스령 인도차이나의 국기
프랑스 위임통치령 시리아의 국기
시리아국의 국기
알레포국의 국기
다마스쿠스국의 국기
알라위국의 국기
자발 드루즈국의 국기
대레바논의 국기
독일령 뉴기니의 국기
독일령 사모아의 국기
프랑스령 라오스의 국기
남아라비아 연방의 국기
자르 보호령의 국기
케이프 식민지의 국기
오렌지 강 식민지의 국기
나탈 식민지의 국기
포르투갈령 마카오의 국기
영국령 홍콩의 국기
영국령 홍콩의 국기
영국령 버마의 국기
사라왁 왕령식민지의 국기
북보르네오 왕령식민지의 국기
프랑스령 튀니지의 국기
프랑스령 수단의 국기
프랑스령 토고의 국기
프랑스령 가봉의 국기
독일령 동아프리카의 국기
코친차이나의 국기
영국령 인도 제국의 국기
캄보디아 왕국 (일본 점령기)의 국기
프랑스 보호령 캄보디아의 국기
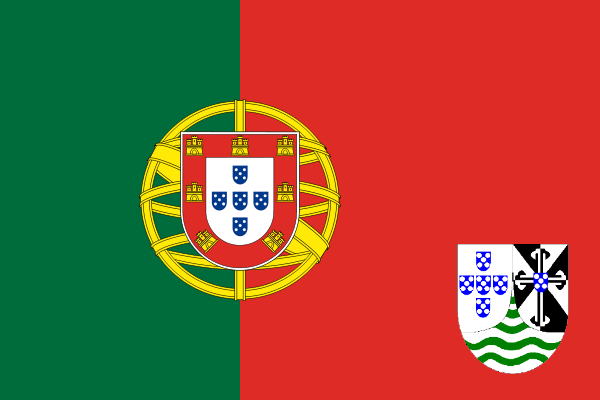
포르투갈령 티모르의 국기
위투 보호령의 국기
트란실바니아 공국의 국기
남양 군도의 국기
네덜란드령 브라질의 국기
독일령 뉴기니의 국기
독일령 사모아의 국기
독일령 남서아프리카의 국기
독일령 남서아프리카의 국기
독일령 토고의 국기
타히티보호령의 국기
프랑스령 가이아나의 국기
말라가시 보호령의 국기
오스만령 알제리의 국기
프랑스령 알제리의 국기
오스트리아령 네덜란드의 국기
벨기에령 콩고의 국기
이탈리아령 소말릴란드, 이탈리아령 동아프리카, 이탈리아령 에리트레아, 이탈리아령 리비아, 이탈리아령 북아프리카, 이탈리아령 키레나이카의 국기
러시아령 아메리카의 국기
누벨프랑스, 프랑스령 루이지애나의 국기
뉴펀들랜드 자치령의 국기
로어캐나다의 국기
튀니지 지방장관령의 국기
오스만령 트리폴리타니아의 국기
아일랜드 왕국의 국기
아일랜드 자유국의 국기
오스트리아령 실레시아의 국기
보스니아 헤르체고비나 공동통치령의 국기
오스만령 불가리아의 국기
영국령 헬골란트섬
라이티아의 국기
아카디아의 국기
남카메룬의 국기
브라질국의 국기
발트 연합공국의 국기
핀란드 왕국의 국기
핀란드 왕국의 국기
예멘 주의 국기
독일령 마셜 제도의 국기
뉴사우스웨일스 식민지의 국기
피지 식민지의 국기
네덜란드령 뉴기니의 국기
네덜란드령 안틸레스의 국기
네덜란드령 안틸레스의 국기
영국령 온두라스의 국기
영국령 온두라스의 국기
영국령 기아나의 국기
영국령 기아나의 국기
영국령 기아나의 국기
뉴햄프셔 식민지의 국기
13개 식민지의 국기
펜실베이니아 식민지, 사우스캐롤라이나 식민지의 국기
로어 캐나다의 국기
뉴펀들랜드 자치령의 국기
뉴네덜란드, 네덜란드 공화국의 국기
바수톨란드의 국기
영국령 몰타의 국기
영국령 몰타의 국기
영국령 몰타의 국기
영국령 몰타의 국기
영국령 몰타의 국기
사우스조지아 사우스샌드위치 제도의 국기
뉴사우스웨일스 식민지의 국기
뉴사우스웨일스 식민지의 국기
퀸즐랜드 식민지의 국기
퀸즐랜드 식민지의 국기
퀸즐랜드 식민지의 국기
사우스오스트레일리아 식민지의 국기
태즈메이니아 식민지의 국기
태즈메이니아 식민지의 국기
빅토리아 식민지의 국기
빅토리아 식민지의 국기
빅토리아 식민지의 국기
피지 식민지의 국기
피지 식민지의 국기
피지 식민지의 국기
영국령 인도양 지역의 국기
영국령 감비아, 감비아 보호령의 국기
영국령 서아프리카의 국기
이집트 속주의 국기
이집트 속주의 국기
저지섬의 국기
올란드 제도의 국기
건지섬의 국기
건지섬의 국기
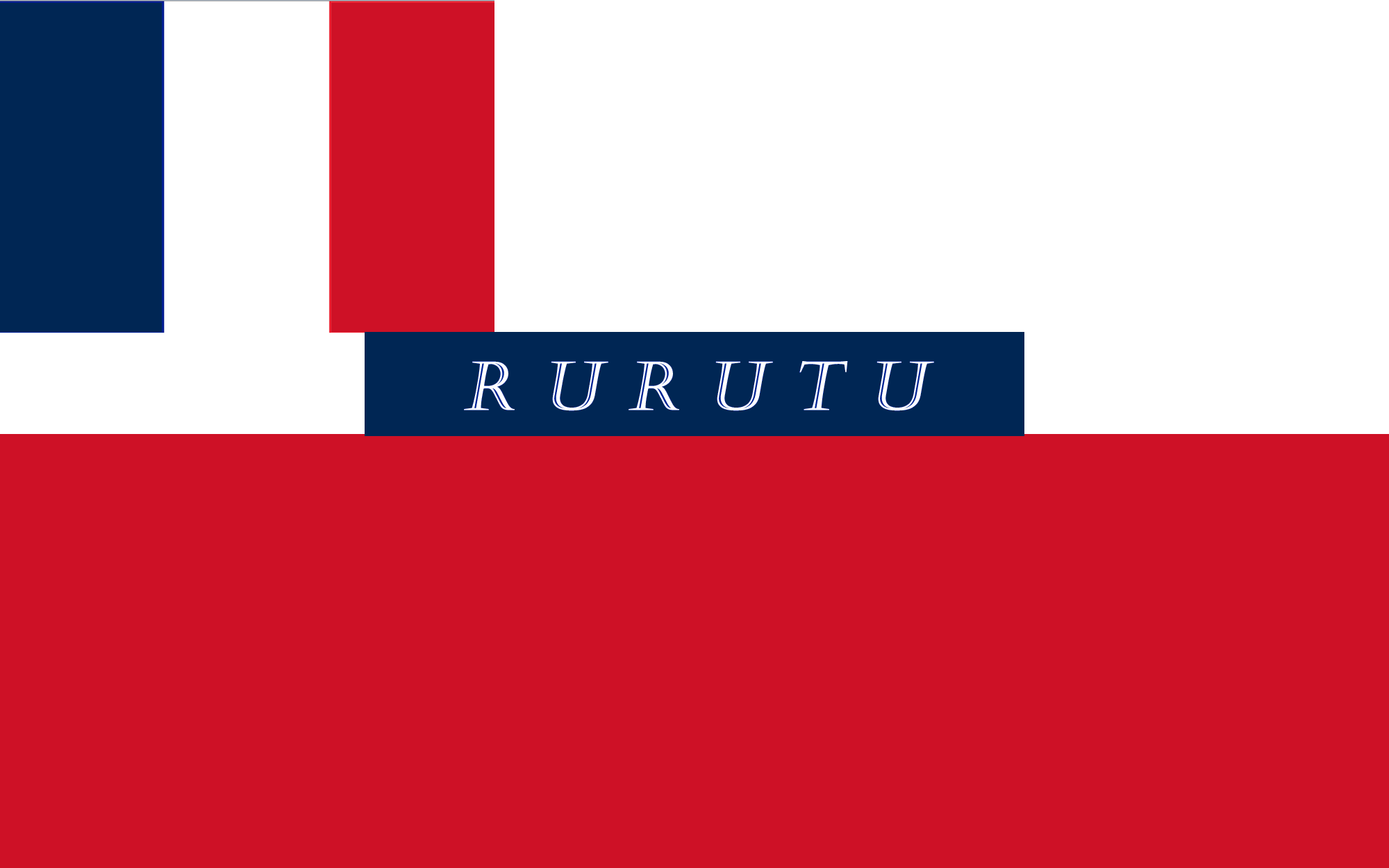
프랑스령 폴리네시아의 국기
포클랜드 제도의 국기
버뮤다의 국기
앵귈라의 국기
케이맨 제도의 국기
터크스 케이커스 제도의 국기
우간다 보호령의 국기
토켈라우의 비공식 국기
왈리스 푸투나의 비공식 국기
무슬림 민다나오 자치구 (무슬림 민다나오 자치구)의 국기
연방 관리 부족 지역, 북서 프론티어의 국기
독일의 알바니아 점령의 국기
알바니아의 이탈리아 보호령의 국기
포르투갈령 마카오의 국기

## 괴뢰국

몽강국의 국기
베트남 제국의 국기
자유 인도 임시 정부의 국기
만주국의 국기
중화민국 유신정부의 국기
크로아티아 독립국의 국기
극동 공화국의 국기
이탈리아 공화국의 국기
이탈리아 왕국의 국기
비시 프랑스의 국기
마하바드 공화국의 국기
남베트남 공화국의 국기
아프가니스탄 이슬람 토후국의 국기
버마국의 국기
필리핀 제2공화국의 국기
이탈리아 사회공화국의 국기
코친차이나 공화국의 국기
베트남국의 국기
전팔레스타인 정부의 국기
아제르바이잔 인민 정부의 국기
세르비아 구국정부의 국기
왕징웨이 정권의 국기
크비슬링 정권의 국기
중앙리투아니아 공화국의 국기
로코트 자치국의 국기

## 마이크로네이션·미승인국·망명정부·임시정부

소말릴란드의 국기
도네츠크 인민공화국의 국기
루간스크 인민공화국의 국기
루간스크 인민공화국의 국기
북키프로스의 국기
비아프라의 국기
카탈루냐 공화국의 국기
세르비아 크라이나 공화국의 국기
아자와드의 국기
히우그란지 공화국의 국기
쿠르디스탄 왕국의 국기
로즈섬 공화국의 국기
로즈섬 공화국의 국기
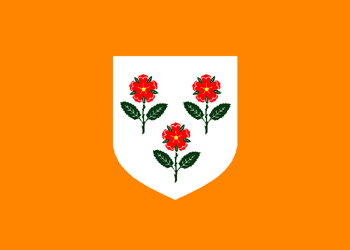
로즈섬 공화국의 국기
레돈다 왕국의 국기
아우터 발도니아 공국의 국기
러블리 왕국의 국기
미네르바 공화국의 국기
산호해 제도 게이 앤드 레즈비언 왕국의 국기
남말루쿠 공화국의 국기
세당 왕국의 국기
프레도니아의 국기
자유 베트남 정부, 베트남 공화국, 베트남국의 국기
그리스 망명 정부의 국기
자유 프랑스의 국기
이치케리야 체첸 공화국의 국기
하리코프 인민공화국의 국기
크림 공화국의 국기
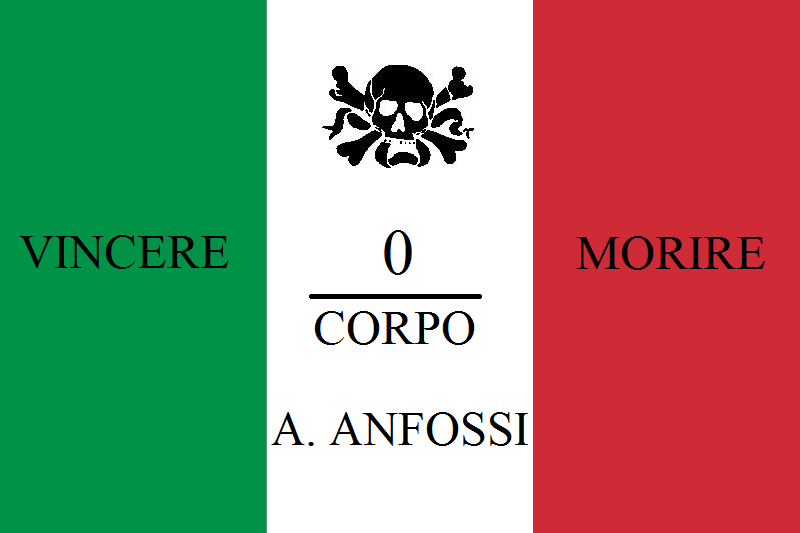
밀라노 임시정부의 국기
코카서스 남서부 임시정부의 국기
아르차흐 공화국의 국기

## 혁명·반란

왈라키아 공국혁명의 기
1989년 루마니아 혁명의 기
1956년 헝가리 혁명의 기
멕시코 혁명의 기
1952년 이집트 혁명의 기
동학 농민 혁명의 기
동학 농민 혁명의 기
판타이 반란의 기
브라반트 혁명의 기

## 국제기구·식민지 회사

아프리카 연합의 기
코메콘의 기
동남아시아 조약 기구의 기
유럽 석탄 철강 공동체의 기
서유럽 연합의 기
중앙 조약 기구의 기
영국 동인도 회사의 기
네덜란드 동인도 회사의 기
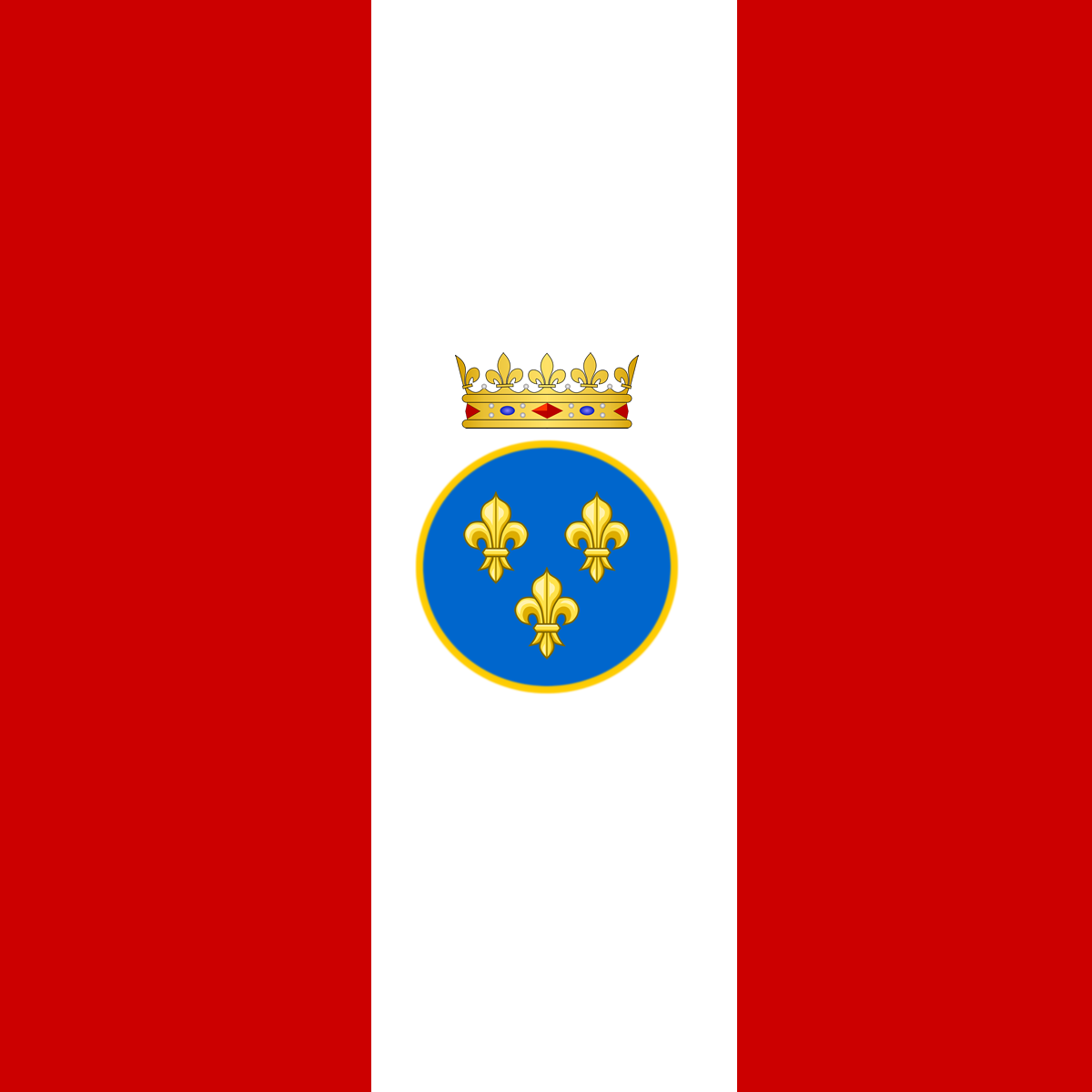
프랑스 동인도 회사의 기
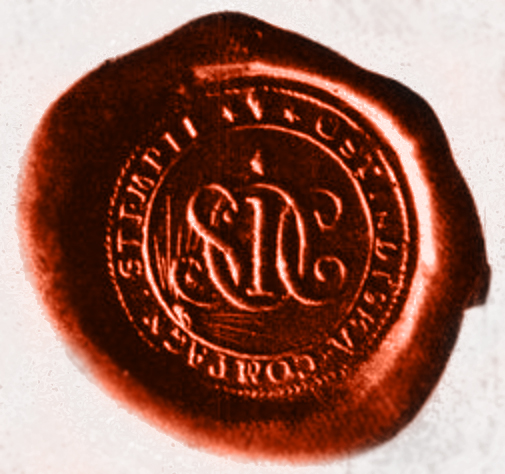
스웨덴 동인도 회사의 로고
네덜란드 서인도 회사의 기
남만주철도주식회사의 로고
북유럽 이사회의 기

## 정당·군벌·준군사조직·테러리스트

만주국 협화회의 기
브라질 통일주의 행동당의 기
국민연합의 기
화살십자당의 기
조국전선의 기
렉스당의 기
국민연합의 기
연합 아일랜드인회의 기
인민전선의 기
팔랑헤당의 기
독일 사회주의통일당의 기
독일 공산당의 기
독일 중앙당의 기
기독교민주당의 기
국가 파시스트당의 기
캄푸치아 공산당의 기
국가사회민주전선의 기
근로인격혁명당의 기
전인도 무슬림 연맹의 기
레히의 기
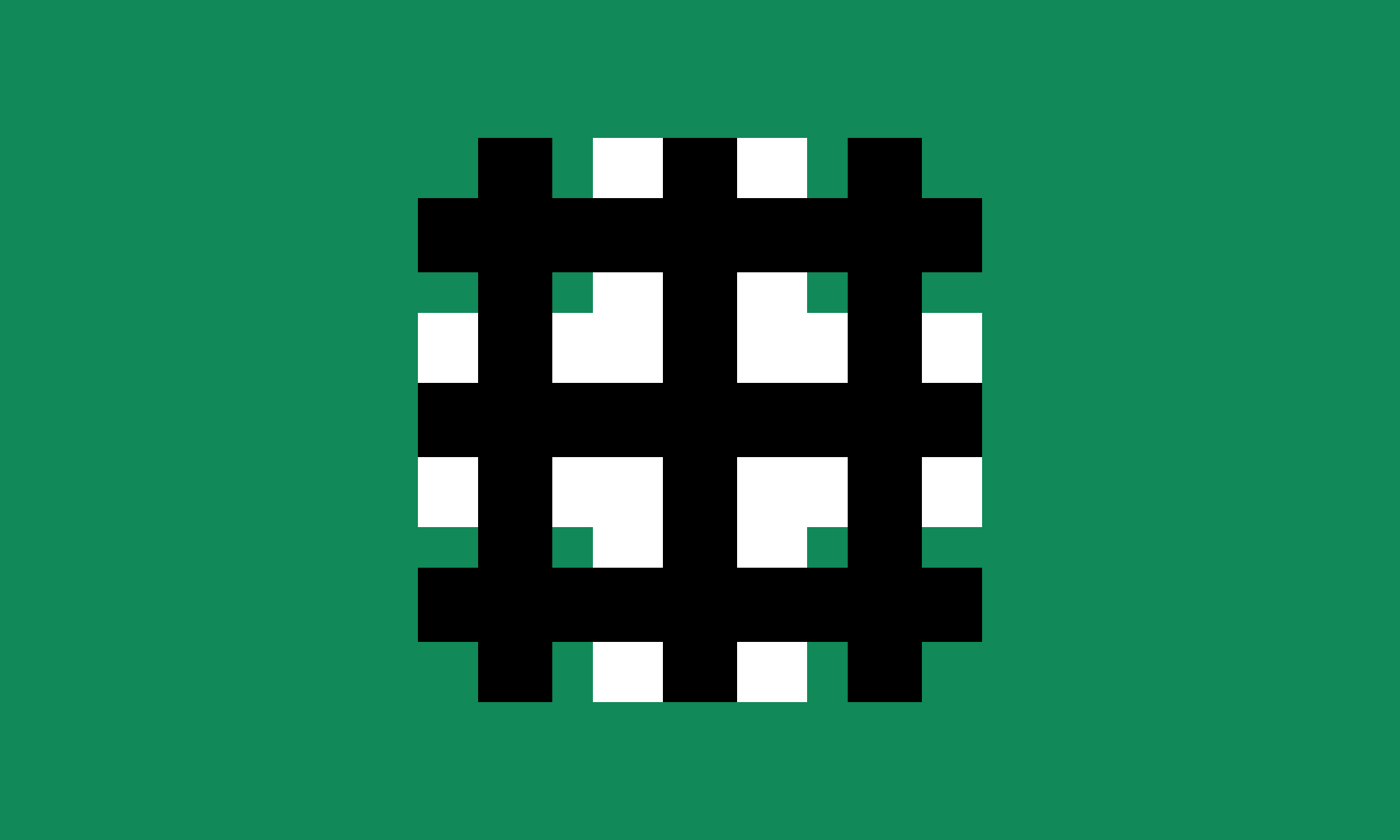
철위대의 기
국민급진기지 팔랑가의 기
미국 나치당의 기
우리집 러시아의 기
영국 파시스트 연합의 기
신선조의 기
동북군의 기
직계 군벌의 기
국민혁명군의 기
7·26 운동의 기
독일 자유민주당의 기
독일 공산당
독일 공산당의 기
독일 기독교민주연합
민국당의 기
불가리아 공산당의 기
체코슬로바키아 공산당의 기
네팔 공산당
몬토네로스의 기
붉은 여단의 기
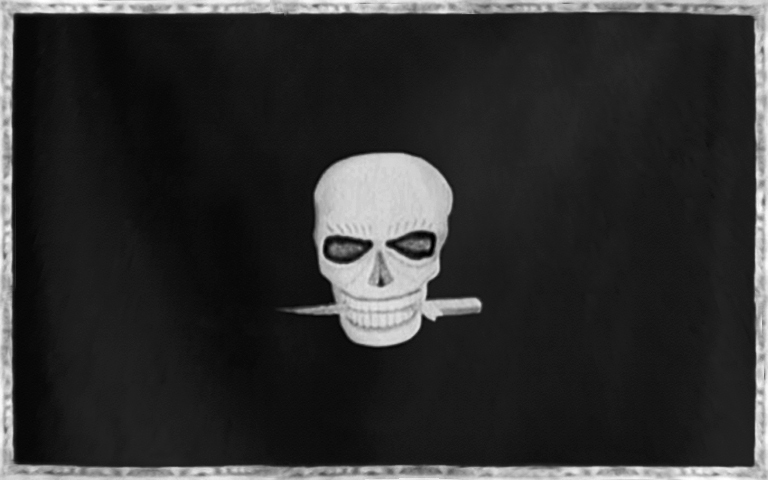
국가안보의용민병대의 기
아일랜드 국민해방군의 기
얼스터 방위협회의 기
아일랜드 시민군의 기
아일랜드 공화주의 형제단의 기
이마라트 캅카스의 기
체트니크의 기
알누스라 전선의 기
약속의 날 여단의 기
알카에다 이라크 지부의 기
유일신과 성전의 기
모로 이슬람 해방전선의 기
후크발라합의 기
억압인종해방을 위한 연합전선의 기
1900년대 아이슬란드 공화주의 세력의 기
불가리아 조국전선의 기
카티푸난의 기
이라크 이슬람 국가&오와이스 알코라니 여단의 기
바트당의 기
유고슬라비아 공산주의자 동맹의 기
무장친위대의 기
국방군최고사령부의 총장기
기갑척탄병사단 그로스도이칠란트의 사단장기
국제안보지원군의 기
국제여단의 기
베니토 무솔리니의 기
남조선민족해방전선준비위원회의 기
회색 늑대들의 기

## 행정구역·지방·지역

네바다주의 기
노스캐롤라이나주의 기
뉴욕주의 기
로드아일랜드주의 기
로드아일랜드주의 기
루이지애나주의 기
루이지애나주의 기
루이지애나주의 기
루이지애나주의 기
루이지애나주의 기
매사추세츠주의 기(뒷면)
메인주의 기
몬태나주의 기
미네소타주의 기(앞면)
미네소타주의 기(뒷면)
미네소타주의 기
버몬트주의 기
버몬트주의 기
버지니아주의 기
사우스다코타주의 기
사우스다코타주의 기
사우스캐롤라이나주의 기
아칸소주의 기
앨라배마주의 기(앞면)
앨라배마주의 기(뒷면)
오클라호마주의 기
위스콘신주의 기
유타주의 기
유타주의 기
일리노이주의 기
조지아주의 기
조지아주의 기조지아주의 기
조지아주의 기조지아주의 기
조지아주의 기조지아주의 기
조지아주의 기
조지아주의 기
조지아주의 기
플로리다주의 기
플로리다주의 기
야마가타현의 기
후쿠시마현의 기
이바라키현의 기
도야마현의 기
오사카부의 기
동티모르주의 기
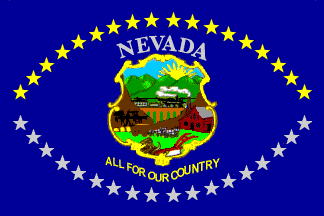
네바다주의 기
네바다주의 기
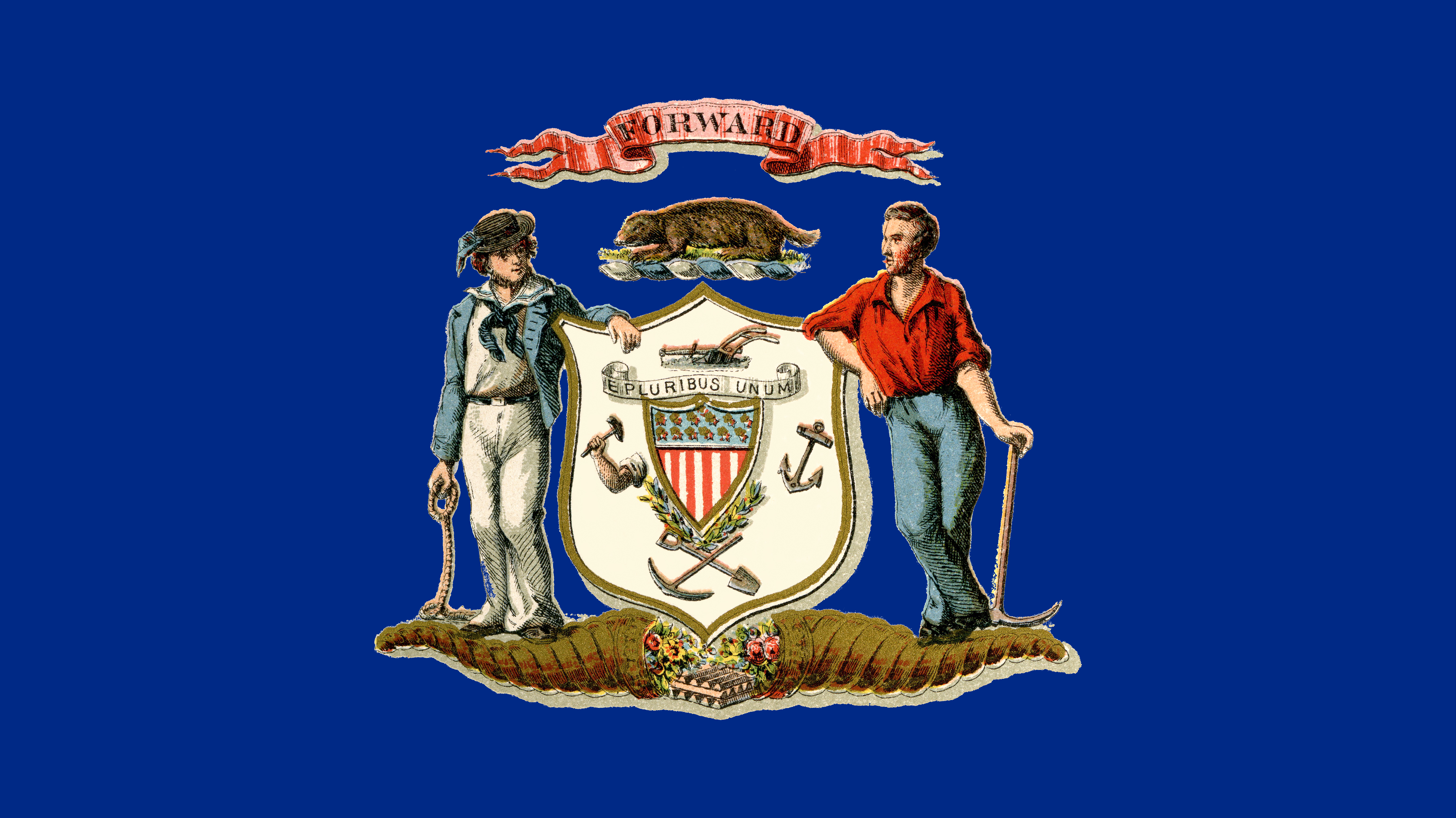
위스콘신주의 기
플로리다주의 기
프로이센 자유주의 기
캄차카주의 기
코랴크 자치구의 기
코미페르먀크 자치구의 기
타이미르 자치구의 기
예벤키 자치구의 기
우스티오르딘스키부랴트 자치구의 기
아긴스크부랴트 자치구의 기
구아나바라주의 기
사바주의 기
사바주의 기
콜롬비아 파나마주의 기
동파키스탄 독립 선포 당시의 기
동파키스탄 독립 선포 당시의 기 (뒷면)
노르파드칼레의 기
랑그도크루시용의 기
로렌의 기
론알프의 기
리무쟁의 기
미디피레네의 기
바스노르망디의 기
부르고뉴의 기
브르타뉴의 기
상트르발드루아르의 기
샹파뉴아르덴의 기
아키텐의 기
알자스의 기
오베르뉴의 기
오트노르망디의 기
일드프랑스의 기
코르시카의 기
페이드라루아르의 기
푸아투샤랑트의 기
프랑슈콩테의 기
프로방스알프코트다쥐르의 기
피카르디의 기
올덴부르크 주의 기
동프로이센의 기
서프로이센의 기
작센주의 기
치타 주의 기
페름 주의 기
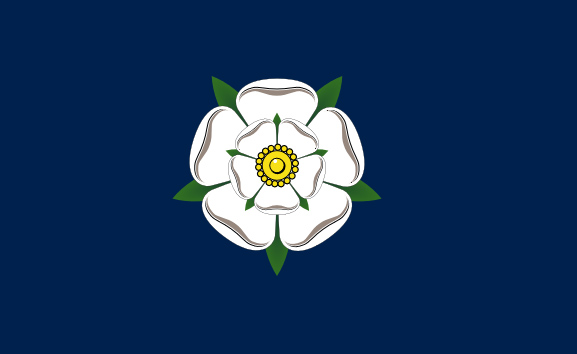
요크셔의 기
콜로라도주의 기
콜로라도주의 기
아이오와주의 기
미시시피주의 기
미시시피주의 기
미시시피주의 기
뉴멕시코주의 기
웨스트버지니아주의 기
워싱턴주의 기
테네시주의 기
다게스탄 공화국의 국기
인구시 공화국의 국기
칼미크 공화국의 국기
하카스 공화국의 국기
하카스 공화국의 국기
하카스 공화국의 국기
투바 공화국의 국기
부산직할시의 기
대구광역시의 기
인천직할시의 기
광주직할시의 기
광주광역시의 기
대전직할시의 기
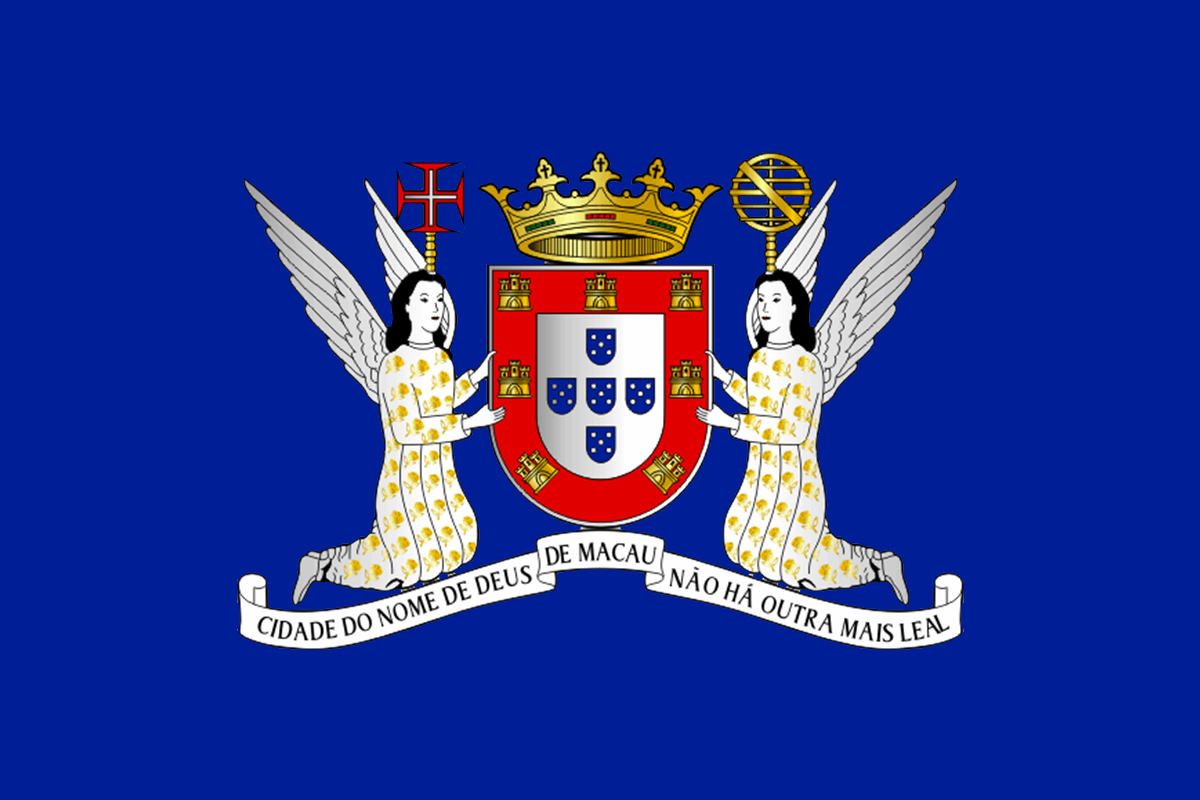
마카오시의 기
[구] 제주도의 기[구] 제주도의 기
경기도의 기
충청북도의 기
충청남도의 기
전라북도의 기
전라남도의 기
경상북도의 기
경상남도의 기
강원도의 기
구로구의 기
동대문구의 기

## 황제·왕·대통령·정부·총독·제독

레소토의 왕실기
레소토의 왕실기
그리스의 왕실기
그리스의 국왕기
그리스의 대통령기
스코틀랜드의 왕실기
모잠비크 인민 공화국의 대통령기
모잠비크 인민 공화국의 대통령기
라오스 왕국의 왕실기
세이셸의 대통령기
아베마마 왕국의 왕실기
네덜란드령 안틸레스의 총독기
네덜란드령 안틸레스의 총독기
필리핀의 대통령기
필리핀의 대통령기
필리핀의 대통령기
필리핀의 대통령기
필리핀의 대통령기
몰디브의 술탄기
남예멘의 대통령기
우간다 보호령의 총독기
포르투갈령 마카오의 총독기
독립 초기의 케냐의 대통령기
조모 케냐타 대통령 시대에 사용된 케냐의 대통령기
나이지리아의 대통령기
세인트헬레나의 총독기
시에라리온의 왕실기
시에라리온의 총독기
대한제국의 황제기
벨라루스의 대통령기
불가리아의 왕기
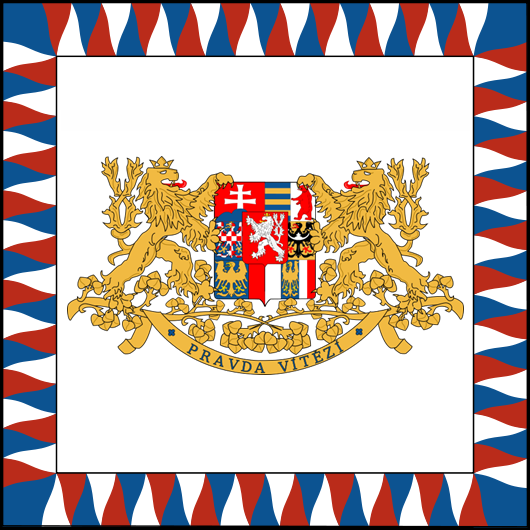
체코슬로바키아의 대통령기
슬로바키아 공화국의 대통령기
체코슬로바키아의 대통령기
체코슬로바키아의 대통령기
알바니아 인민 공화국의 대통령기
보헤미아 모라바 보호령의 대통령기
오스만 제국의 제독기
오스만 제국의 술탄기
헝가리의 대통령기
헝가리 제2공화국의 대통령기
바레인의 왕실기
아랍에미리트의 대통령기
이란의 정부기
캄보디아 왕국의 왕실기
시킴 왕국의 왕실기
비시 프랑스의 대통령기
청나라의 황제기
만주국의 황제기

## 올림픽·아시안 게임·올아프리카 게임·팬아메리칸 게임·태평양 게임·유러피언 게임

1980년 하계 올림픽 당시 사용한 포르투갈의 국기
1980년 하계 올림픽 당시 사용한 스페인의 국기
1980년 하계 올림픽 뉴질랜드의 국기
1912년 하계 올림픽 당시 쓰인 보헤미아의 국기
1912년 하계 올림픽 당시 사용한 오스트랄라시아의 국기
1963년 남태평양 게임 당시 사용한 뉴헤브리디스 제도의 국기
1966년 남태평양 게임 당시 사용한 뉴헤브리디스 제도의 국기
2007년 남태평양 게임 당시 사용한 누벨칼레도니의 국기
1992년 하계 올림픽 당시 사용한 남아프리카 공화국의 국기
1994년 동계 올림픽 당시 사용한 남아프리카 공화국의 국기
1948년 하계 올림픽, 1952년 하계 올림픽 당시 사용한 국기

## 기타국기
- 대영제국의 기 목록
- 프랑스 식민제국 기 목록
- 소련의 공화국의 국기
- 프랑스령 인도차이나의 국기
- 프로이센의 국기
- 나치 독일의 국기(하켄크로이츠)
- 하와이 왕국의 국기
- 영국 위임통치령 팔레스타인의 국기
- 신성 로마 제국의 기 목록
- 소수민족의 국기 목록
- 해적기 목록
- 한자 동맹의 기
- 가몬 목록
- 국기 목록
- 허구 국가의 국기 목록
- 역사적 깃발